# Metrica classica
Metrica classica è la definizione di quel particolare insieme di regole ritmiche operanti nella versificazione e nella cosiddetta prosa ritmica della letteratura greca e latina dell'età antica, basata sul principio dell'alternanza, secondo schemi prefissati, di sillabe lunghe e brevi (metrica quantitativa).

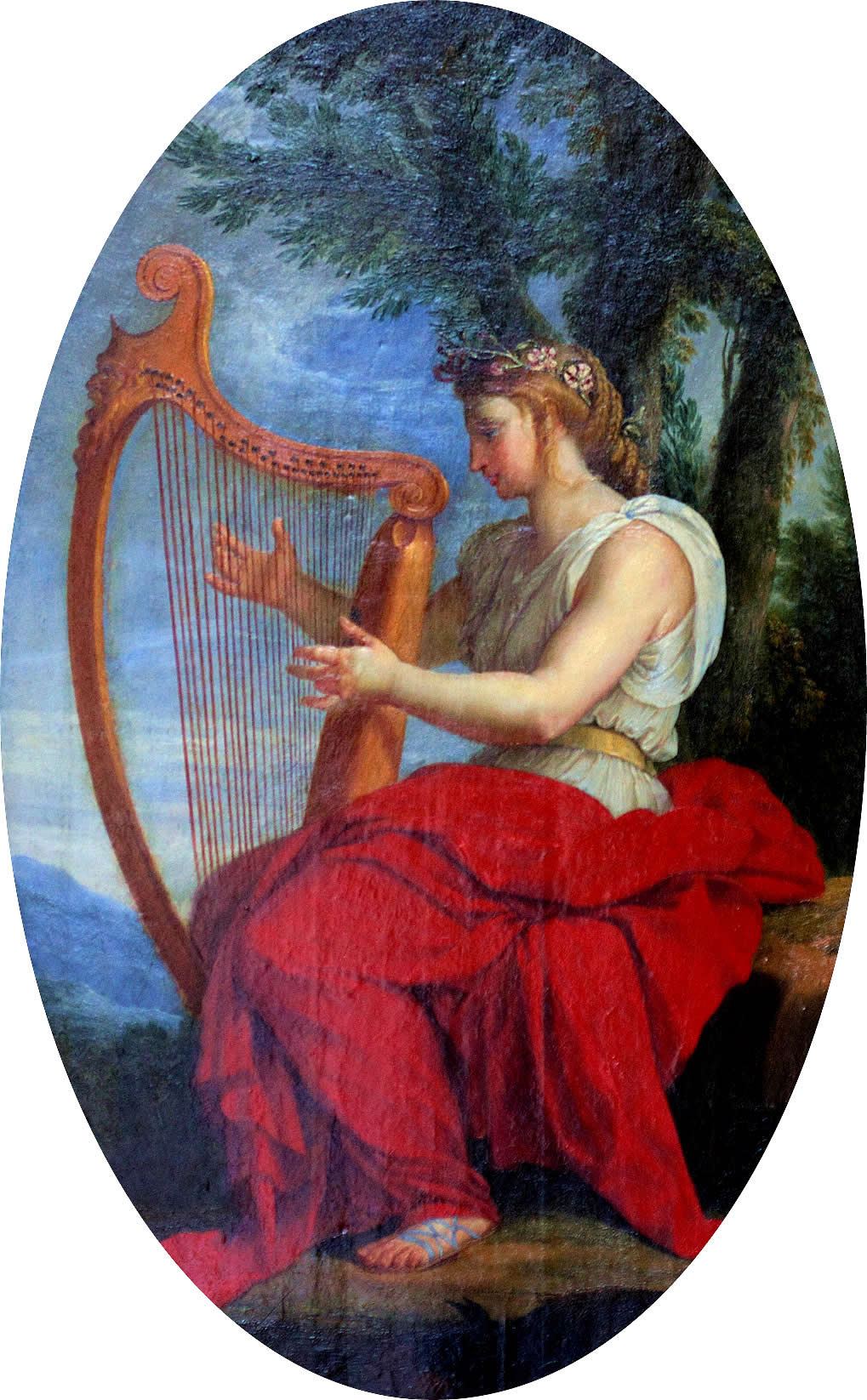
La Musa Calliope, opera di Eustache Le Sueur (1652 ca)

## Metrica greca e metrica latina
Nei manuali dedicati all'argomento, la metrica latina e la metrica greca sono trattate ora assieme, ora in opere separate: tale scelta deriva dal modo in cui sono concepiti i rapporti tra la metrica latina e quella greca, che grazie al suo prestigio le servì da modello. A sostegno di una divisione delle due materie, si può osservare che le convenzioni prosodiche del latino non coincidono interamente con quelle del greco, e soprattutto in età arcaica, quando il processo di acculturazione da parte dei romani della più sofisticata cultura greca era in pieno svolgimento, i modelli greci furono adattati con grande libertà dagli autori latini (per fare un esempio, il senario giambico deriva dal trimetro giambico, ma non è esattamente la stessa forma metrica); a sostegno di una trattazione d'insieme, si può osservare che la tendenza, da parte dei poeti latini più tardi (di età tardo repubblicana, augustea e imperiale) fu quella di riprendere i modelli greci in maniera fedele, tanto che moltissimi metri greci hanno il loro esatto corrispondente in latino e le due metriche vengono in buona parte a coincidere. Si prende quindi qui come punto di riferimento la metrica greca, e sulla sua scorta si considerano i metri che le due letterature condividono.

## Storia
La maggior parte dei metri greci, se non tutti, erano già noti ed usati in età arcaica. L'ampiezza e la varietà delle forme usate, in parte conseguenza dello stretto rapporto che nell'epoca più antica esisteva tra poesia e musica, rese necessario, con il venir meno di questa relazione, la nascita della metrica intesa come studio delle forme metriche.

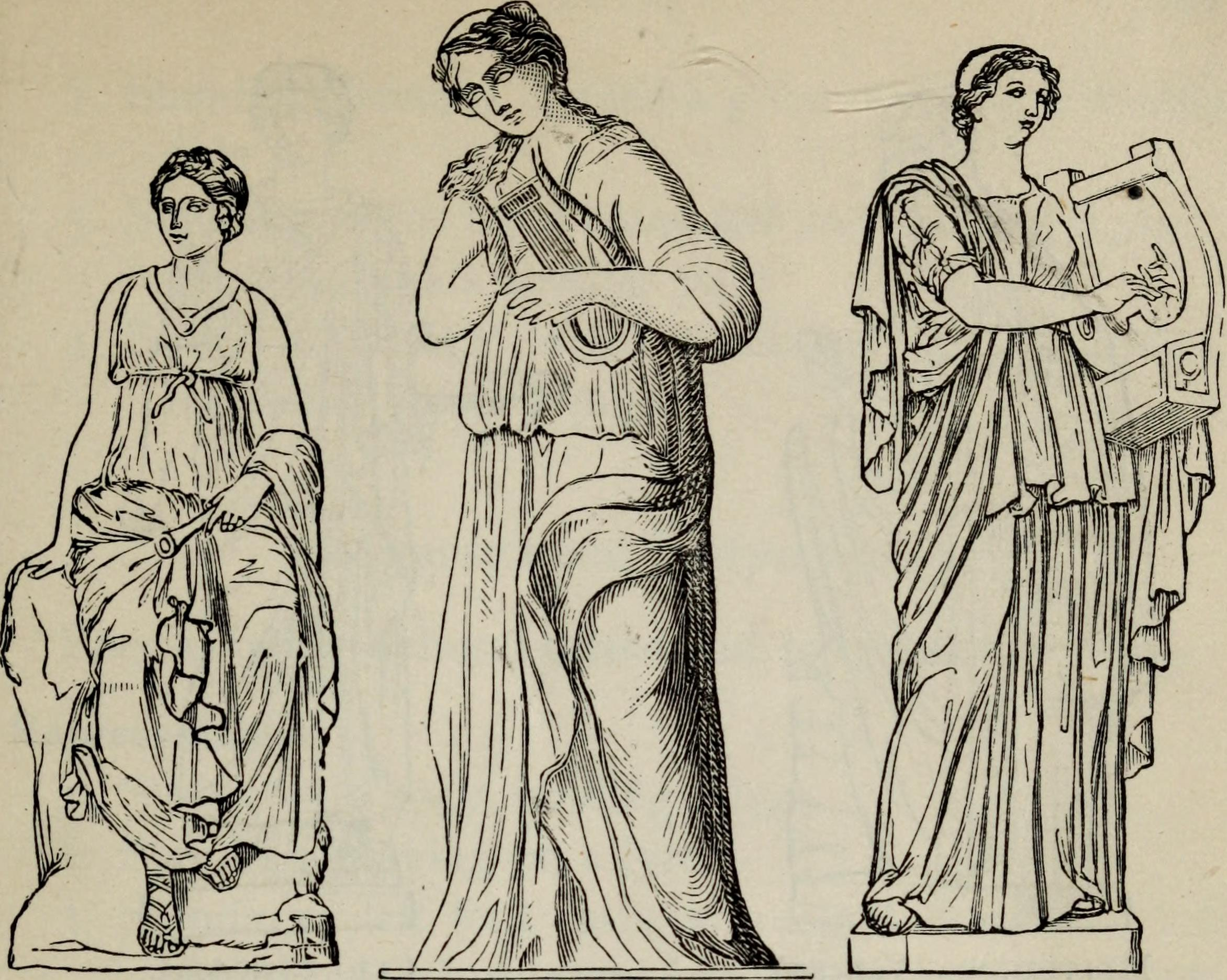
Disegno del 1880 riproducente musiciste dell'antica Grecia

Il primo metricologo di cui si ha notizia fu Damone, che ebbe Pericle come allievo; le fonti antiche ricordano anche Aristosseno di Taranto, discepolo di Aristotele, che studiò soprattutto la ritmica, e, in epoca ellenistica, Filosseno di Alessandria.
Di questi più antichi studiosi si sa poco o nulla, maggiori notizie invece si hanno degli studiosi di età imperiale, in particolare Eliodoro il Metrico ed Efestione. Le vestigia del lavoro del primo sono stati conservate negli scoli metrici di Aristofane, mentre del secondo, autore di voluminosi trattati, è sopravvissuto il suo Ἐγχειρίδιον περὶ μέτρων (Encheiridion perì métron, manuale sui metri), che rimane il testo base per ogni studio sulla metrica antica. Altre notizie, per lo più poco originali, sono riferite dai numerosi testi dei grammatici latini; altre fonti, soprattutto per la prosa metrica, sono contenuti nei trattati di retorica, a partire da quelli di Cicerone e Quintiliano. Il trattato De musica di Sant'Agostino e in generale i frammenti degli antichi studiosi di musica contengono anch'essi informazioni preziose.
In epoca bizantina, anche se la conoscenza delle forme più complesse, come quelle della lirica corale, si era appannata, i grammatici continuarono a copiare, riassumere e rielaborare i testi scolastici degli autori più antichi, e si incontrano eruditi, come Demetrio Triclinio (prima metà del XIV secolo) con una conoscenza metrica sorprendente. Fu grazie a questi eruditi greci che la conoscenza metrica sopravvisse nel corso del Medioevo e, dopo la caduta di Costantinopoli, furono loro a portare queste conoscenze in Italia e da lì si diffusero nel resto d'Europa.
Nei secoli successivi, la metrica non fu trattata che incidentalmente dai filologi; Richard Bentley e Richard Porson studiarono soprattutto i versi del dialogo drammatico, mentre la conoscenza dei metri lirici restava lacunosa. Fu il tedesco Johann Gottfried Hermann, all'inizio del XIX secolo, a porre le basi della metrica moderna, partendo dalle dottrine degli antichi, e aprendo la strada a tutti gli studi successivi: pionieristici in particolare furono i suoi studi sui metri della lirica corale. La fine del XIX secolo e l'inizio del XX vide invece l'applicazione del metodo storicistico alla metrica, da parte di Ulrich von Wilamowitz-Möllendorff e di O. Schröder, che si concentrarono soprattutto sull'origine dei versi conosciuti, ricercando un ipotetico "verso primordiale" (Urvers) da cui sarebbero derivati tutti gli altri, sebbene con risultati poco incoraggianti.
Nei primi decenni del XX secolo, anche gli studi sulla prosa ritmica hanno conosciuto un momento di grande sviluppo: si ricorda, fra tutti, il classico di Eduard Norden, Die Antike Kunstprosa, (La prosa d'arte antica), 1909.

## Metrica del greco antico

### Generi poetici
La poesia greca fu un fenomeno profondamente diverso dalla poesia moderna nei contenuti, nelle forme e nei modi della comunicazione; ebbe un carattere essenzialmente pragmatico, nel senso di una stretta correlazione con la realtà sociale e politica, e con il concreto agire dei singoli nella collettività. Espresse vicende esistenziali del poeta stesso o degli altri, ma non fu una poesia solistica nel senso moderno. La sua funzione fu essenzialmente paideutica e comunicativa, sia quando operò nell'ambito più circoscritto dei simposi, sia nei cortei festosi, e nell'ambito delle eterie maschili (come nel caso di Alceo e Teognide), o dei tiasi femminili, come la poesia spartana di Alcmane o quella lesbica di Saffo, strettamente collegata ai riti di iniziazione alla vita coniugale per le ragazze; sia quando si collocava nelle grandi cerimonie pubbliche o quando trasferendosi sulla scena, assunse modi i modi della rappresentazione teatrale.

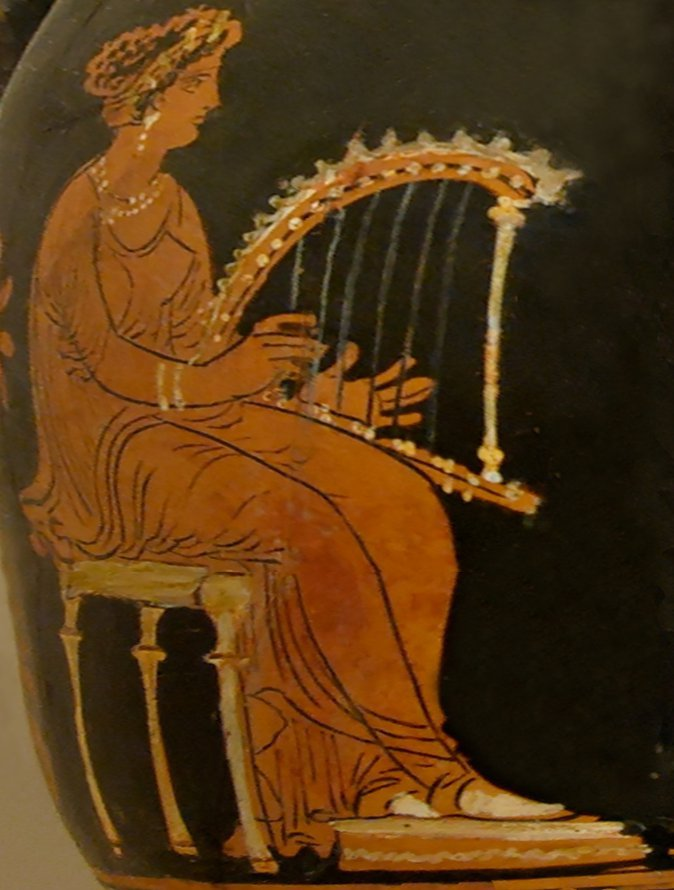
Una donna suona l'arpa, vaso nero a figure rosse

L'io poetico presupponeva sempre un pubblico più o meno ristretto, col quale condividere esperienze o valori; tuttavia c'è da chiedersi sino a che punto si tratti di io individuale o collettivo, cioè se il poeta evochi esperienze personali o rifletta quelle del proprio ambiente o del proprio uditorio, oppure si tratti di un io convenzionale. L'elemento che distanzia radicalmente la poesia greca dalla moderna è il tipo di comunicazione, non destinata alla lettura, ma alla rappresentazione dinanzi all'uditorio, affidata all'esecuzione di un singolo o di un coro (come nel caso dei parteni o delle stesse tragedie), con l'accompagnamento musicale, e per i diversi genere di componimento, delle figure di danza.
Le parole più frequentemente usate per indicare la persona del poeta cantore in età arcaica furono l'aedo o il rapsodo (cucitore di canti), in quanto costoro andavano di corte in corte nelle città a cantare le gesta degli eroi per i componimenti epici, oppure questioni amorose, civili, di virtù; per il fatto dell'epica, soprattutto per i poemi di Omero, originalmente cantati a voce, prima che venissero trascritti solo nel VI secolo a.C. con Pisistrato, la critica novecentesca ha supposto che le vicende potessero essere dei veri e propri blocchi narrativi già precostituiti e formati delle vicende della guerra di Troia, infine riuniti insieme in un solo poema.

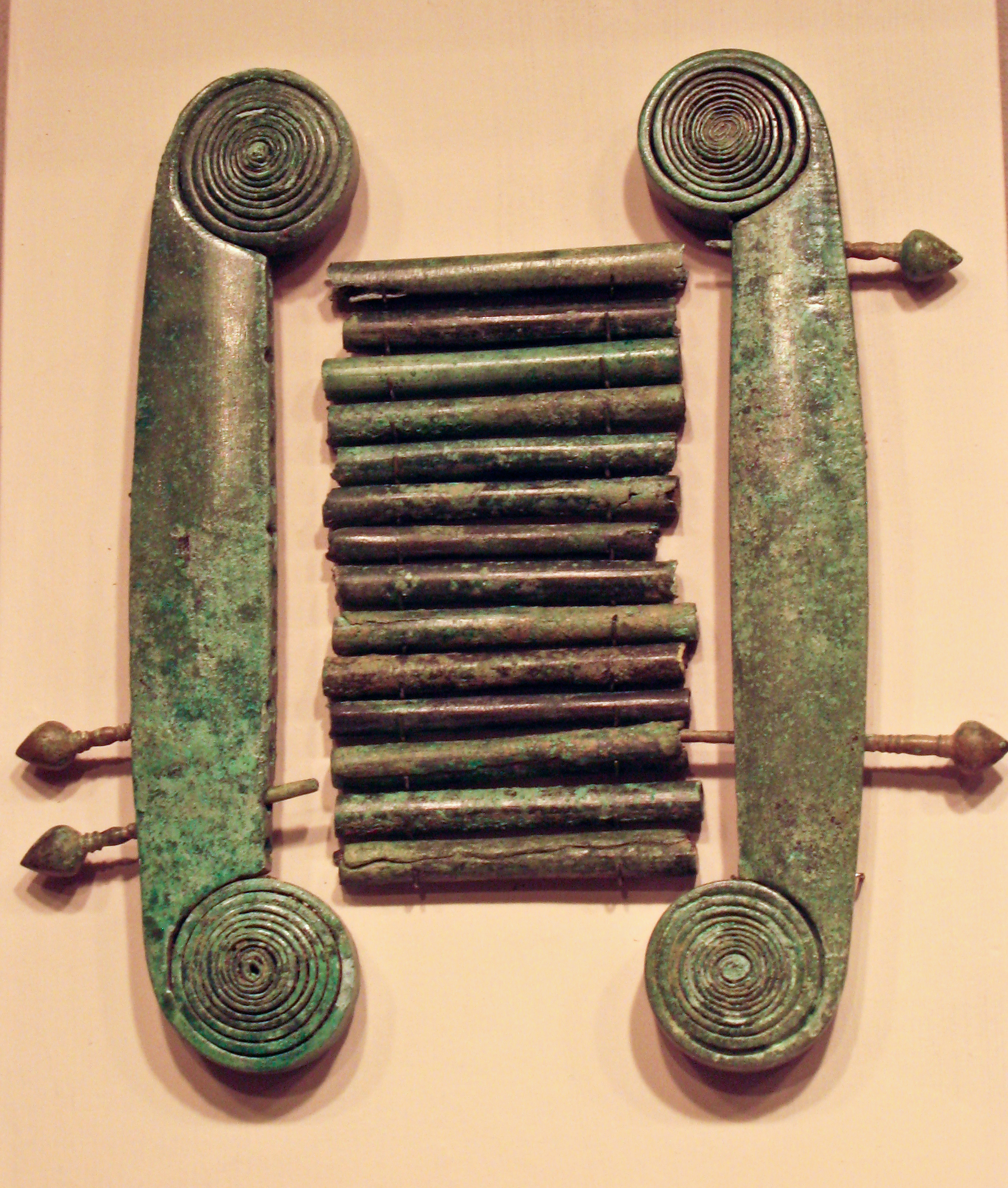
Strumento a corde in bronzo

Il termine greco μουσική (arte delle Muse) designò la poesia nel suo insieme, quale unione di parola, musica e danza. Sotto il profilo della funzione formativa, la "mousikè" fu sentita come la più efficace di tutte le arti per l'educazione dell'uomo. Nel De musica di Aristide Quintiliano (III sec. d.C.) si delinea il rapporto tra l'arte musicale e quella pittorica e scultorea, osservando che queste ultime producono effetti limitati perché presentano alla vista solo una raffigurazione statica della realtà; la poesia senza melodia e danza interviene sull'animo tramite l'udito, ma non sa destare il πάθος. Dunque si ha una poesia spettacolo che attraverso il piacere psicosomatico inerente agli aspetti visivi e uditivi, è in grado di coinvolgere il pubblico non solo a livello emozionale, ma anche intellettuale, come compresero anche Platone e Aristotele.
All'interno della comunicazione orale, l'emittente e il destinatario del messaggio si collocano con tutta la fisicità ed emotività della loro presenza in un determinato tempo e spazio comuni, riuscendo a condividere un pari grado di realtà e concretezza, che abbatte le barriere tra autore-attore e pubblico.

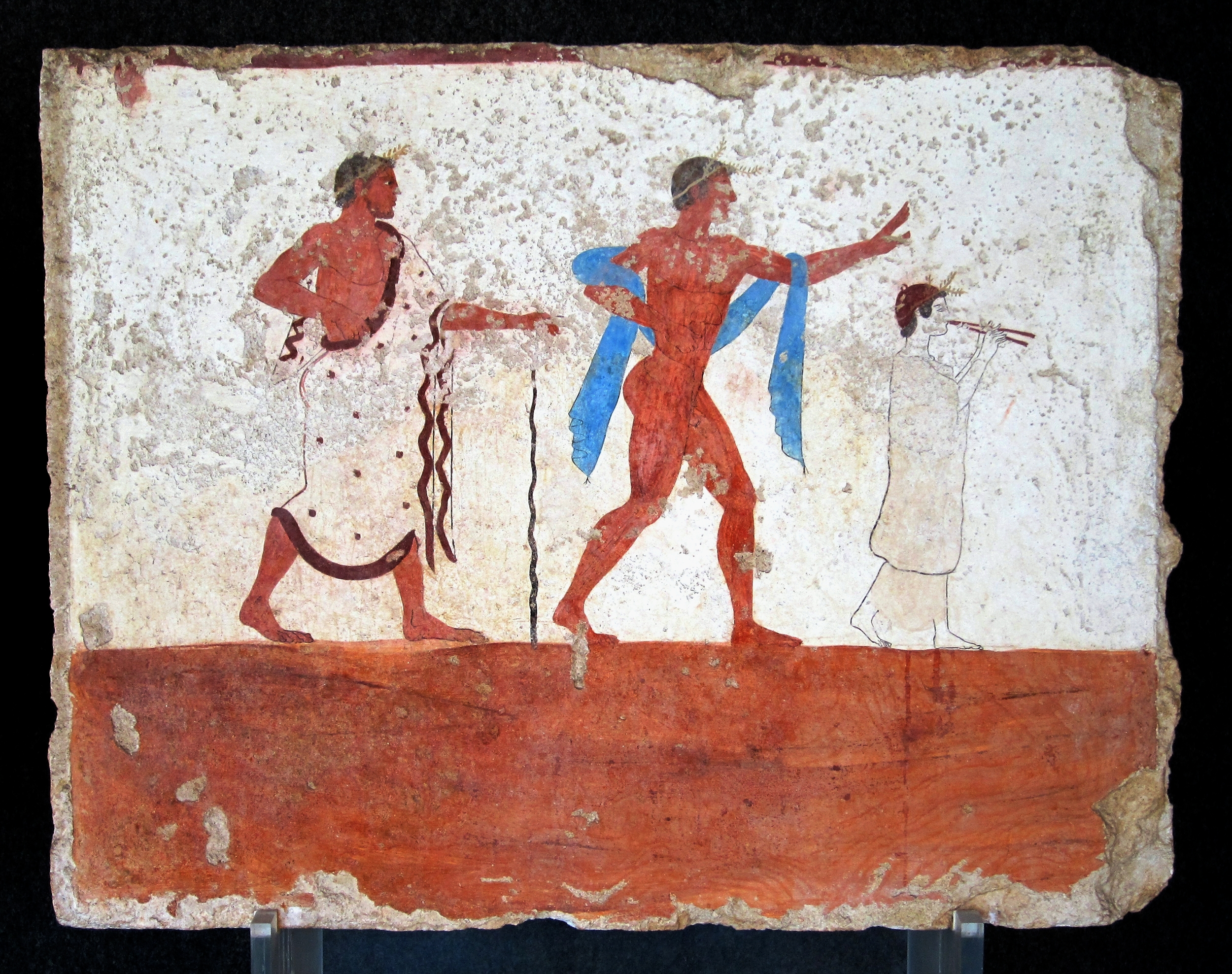
Affresco nella Tomba del Tuffatore a Paestum, a destra un ragazzo con l'aulo

La poesia era parte attiva della vita sociale, e anche politica, come dimostrano le poesie "civili" di Tirteo o di Solone, o anche Alceo, impegnate nell'azione politica, e si servirono dei loro comportamenti per esprimere idee o riflettere delle esperienze storiche accadute, in cui i poeti stessi sono stati protagonisti, o sono stati coinvolti. Il poeta spartano Taleta di Gortina nei suoi carmi citati da Plutarco (Vita di Licurgo), erano vere e proprie esortazioni alla docilità e alla concordia, e affascinato dalla bellezza della poesia e della musica, così l'uditorio si disponeva inconsapevolmente all'amore del bello e del buono; tutto il contrario per gli esempi civili di esortazione alla guerra e al patriottismo di Callino e Tirteo.
Oralità

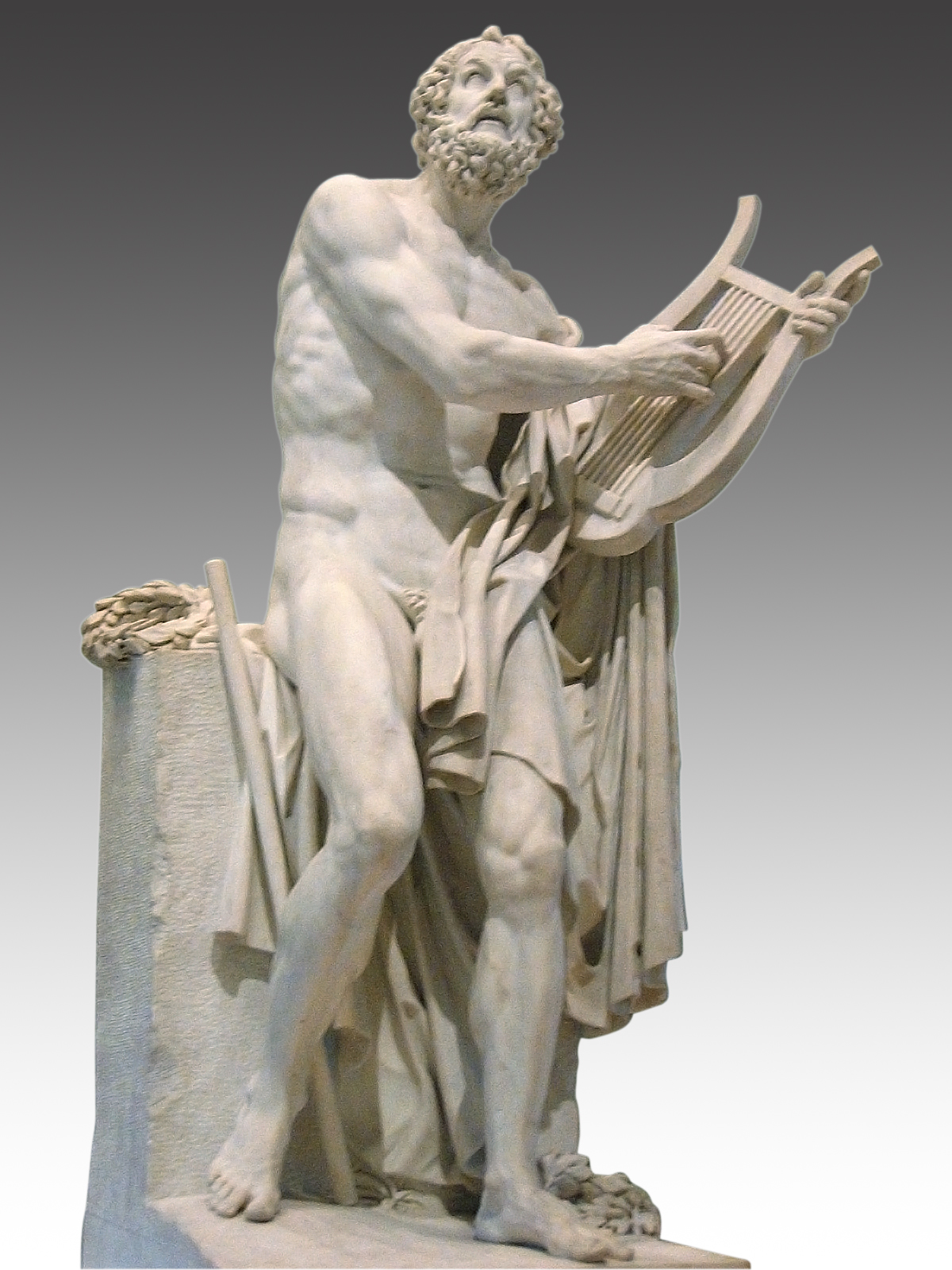
Scultura del 1812 raffigurante Omero in veste di aedo, oggi esposta al museo Louvre di Parigi

In Grecia la scrittura alfabetica, che rielabora l'alfabeto fenicio consonantico, fu introdotta nel IX-VIII secolo a.C., non fu inizialmente a carattere letterario, piuttosto venne applicata su materiali durevoli come pietra, lastre o cocci, per lo più le prime attestazioni furono dediche oppure messaggi e preghiere funebri o agli Dei, come avvenne anche per la proto-poesia latina. La produzione e la circolazione del libro maturarono solo nel V secolo a.C., mentre il processo di alfabetizzazione della società fu ancora più lento; infatti come detto, i due poemi omerici, già molto conosciuti e tramandati oralmente, vennero trascritti solo durante la tirannide di Pisistrato. Anche i drammi teatrali furono concepiti all'origine come esecuzioni prettamente orali cui assistere.
Il ruolo del poeta

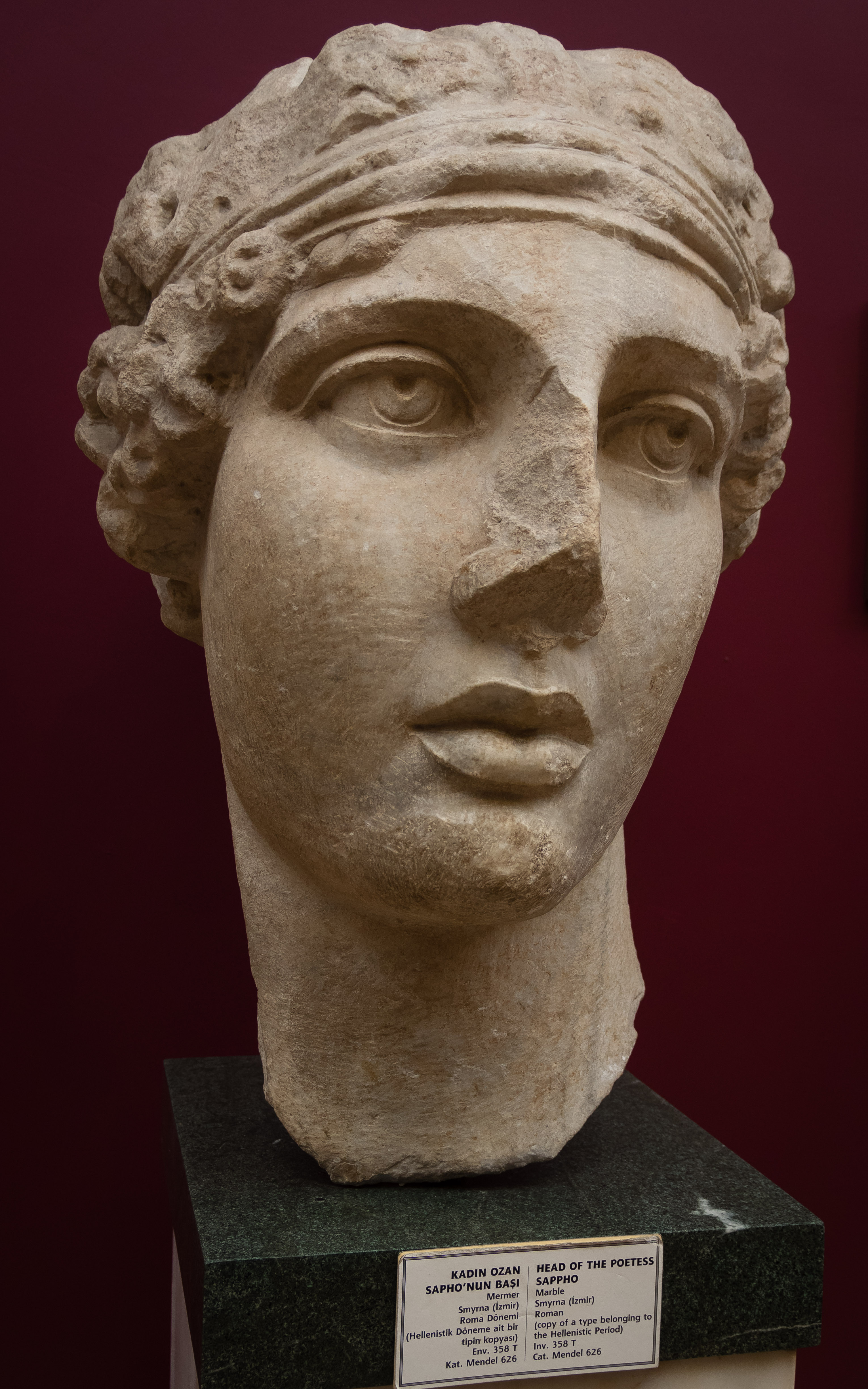
Testa della poetessa Saffo presso il Museo archeologico Nazionale di Istanbul

Il poeta che cantava e che componeva oralmente, prima di giungere alla fase della scrittura, doveva avere un possesso di una raffinata e complessa tecnica di memorizzazione e di composizione, una tecnica di ordine artigianale, che fu presente in Grecia dall'antichità sino al V secolo a.C. Già Omero nell'Odissea (Libro XVII) riconduce la figura dell'aedo alla categoria del demiurgo, descritta anche da Platone, ponendolo nello stesso piano dell'indovino, del medico, del carpentiere. Il poeta è un artigiano eletto dalle Muse stesse che lavora la "materia sonora", il suo fare si colloca al livello euristico imitativo, oltre che raggiungere il miglior effetto estetico e gradevole all'ascolto. Quanto all'euristica, il poeta Alcmane afferma di "sapere le arie di tutti gli uccelli", e ciò è un esempio della specialità poetica, che ritroveremo in Giovanni Pascoli. Il poeta deve "trovare" nel senso tecnico del comporre un preciso momento del processo compositivo, nell'ambito di questa concezione della composizione, come imitazione della natura e delle attività sociali, si collocano le parole, le metafore.
L'arte della memoria del poeta si ricolloca miticamente alla Musa Mnemosine, esiste una distinzione tra memoria culturale, di temi e formule poetiche che aiutano l'aedo nella composizione e nel ricordo della materia cantata (si ricordi l'epiteto formulare, che compone intere strofe dell'epica, tra cui Omero), e la memoria meccanica di testi rigidamente tramandati parola per parola. Infatti il poeta era visto come depositario di un patrimonio culturale da tramandare oralmente alla società e ad altri specialisti come lui, e tale concetto di ispirazione era visto come divino. Come descritti da Omero, si ricorda l'aedo Demodoco, il poeta era visto come un vagabondo, possibilmente cieco in quanto riusciva a vedere di più nello spirito delle cose e delle persone per mezzo delle Muse, che veniva accolto nelle grandi coorti delle città-stato, in cui cantava la sua materia durante i banchetti. Il poeta non era un personaggio stipendiato, almeno sino all'epoca di Simonide, Bacchilide e Pindaro, ma si accontentava di compensi saltuari, e per questo interrompeva la narrazione, creando dei "blocchi" o degli "episodi", per poter tornare più volte a completare il racconto di uno specifico momento del mondo vasto della mitologia greca, come le imprese di Eracle, i viaggi di Odisseo, le fasi della guerra di Troia, la Teogonia dell'Olimpo, ecc.
La pratica itinerante è attestata in poeti come Arione (VII secolo a.C.), che dalla corte di Periando a Corinto secondo Erodoto partì verso la Magna Grecia, arrivando in Sicilia; poi ci sono altri casi come Taleta, Senodamo di Citera, Terpandro di Lesbo, Polimnesto di Colofone. Con l'affermarsi delle tirannidi in Grecia e nella Magna Grecia, soprattutto a Siracusa, dalla metà del VI secolo a.C. si instaurò un rapporto speciale di committenza tra tiranno e poeta, di cui si ricorda la presenza di Anacreonte presso Policrate a Samo, e poi presso i Pisitratidi ad Atene; spesso i canti del poeta riguardano l'encomio, come nel caso di Ibico per Policrate, oppure un tema leggero, festoso e simposiale, come in Anacreonte. Il rapporto di committenza divenne poi un fatto di celebrare nel vero senso della parola, con l'innovazione del componimento in epinicio, le imprese sportive e le virtù del committente stesso, tiranno o atleta che sia, e questo è il caso di Bacchilide e Pindaro.
- La musica e la danza

Il termine "lirica" che si diffonde dall'età ellenistica (III secolo a.C. in poi) designò in senso tecnico la poesia cantata con l'accompagnamento musicale della lira o di analoghi strumenti a corda, e ciò è confermato nel "canone alessandrino" dei 9 grandi lirici arcaici quali Pindaro, Bacchilide, Saffo, Alceo, Anacreonte, Stesicoro, Simonide, Ibico, Alcmane, ossia solo lirici monodici e corali. Tuttavia oggi con la lirica si includono anche i poeti del giambo quali Archiloco e Ipponatte, e gli elegiaci come Solone, Teognide e Mimnermo. I modi di esecuzione del testo greco erano il canto, con accompagnamento musicale e anche orchestrale, la recitazione "secca" con il solo strumento dell'aulo, ma in certi casi semplicemente il parlare recitato. Le arie musicali furono denominate "norme", un termine che investe la sfera del costume e del diritto oltre quella del canto, della musica, poiché lo pseudo Plutarco nel De Musica parla che queste forme convenzionali di arie erano talmente radicate nella collettività, come le leggi politiche della società, che non si poteva trasgredire.

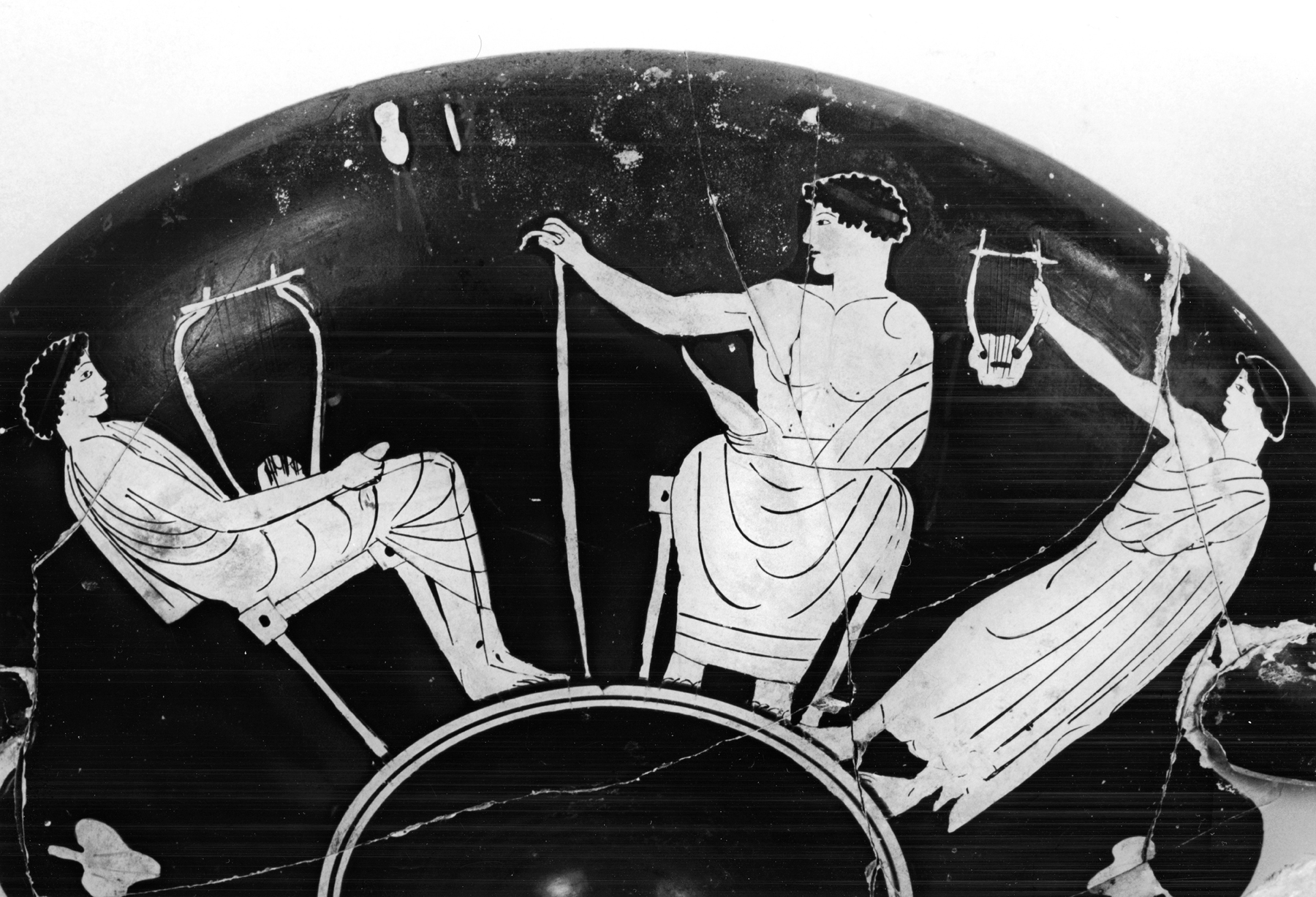
Suonatori di kithàra

La musica consisteva in melodie semplici, che trovavano il loro appoggio nel ritmo-misura del verso, ed erano affidate all'improvvisazione su moduli musicali della tradizione orale, la sua funzione fu soprattutto quella di connotare il testo poetico in rapporto alla destinazione e all'occasione della performance. Nelle esecuzioni anteriori al 450 a.C. dovettero verificarsi i primi tentativi di infrangere la "norma" arcaica, nel senso che il ritmo poteva appena svincolarsi dal testo, e si andarono così sviluppando nuovi esperimenti di melodie più elaborate e briose, che finirono con relegare in secondo livello il valore del componimento poetico.
Il prevalere di nuove melodie orientaleggianti, provenienti dall'Asia, portò alla trascuratezza dei canoni arcaici, come le musiche doriche ed eoliche, tra queste nuove musiche ci fu il ditirambo; nella commedia Chrone Ferecrate descrive la violenza e lo scempio che i protagonisti della nuova "norma", esercitando una musica paragonata a una donna lacera e malconcia che balbetta, paragonando tale decadimento di costumi alla decadenza dello Stato, i rappresentanti del ditirambo furono Melanippide, Frinide, Timoteo. Per termine di αρμονία i Greci intendevano semplicemente l'accordatura dello strumento, ovvero la disposizione degli intervalli all'interno della scala, ma anche all'altezza dei suoni, l'andamento melodico, il colore, l'intensità, il timbro. Gli strumenti musicali prediletti erano:
- STRUMENTI MUSICALI:

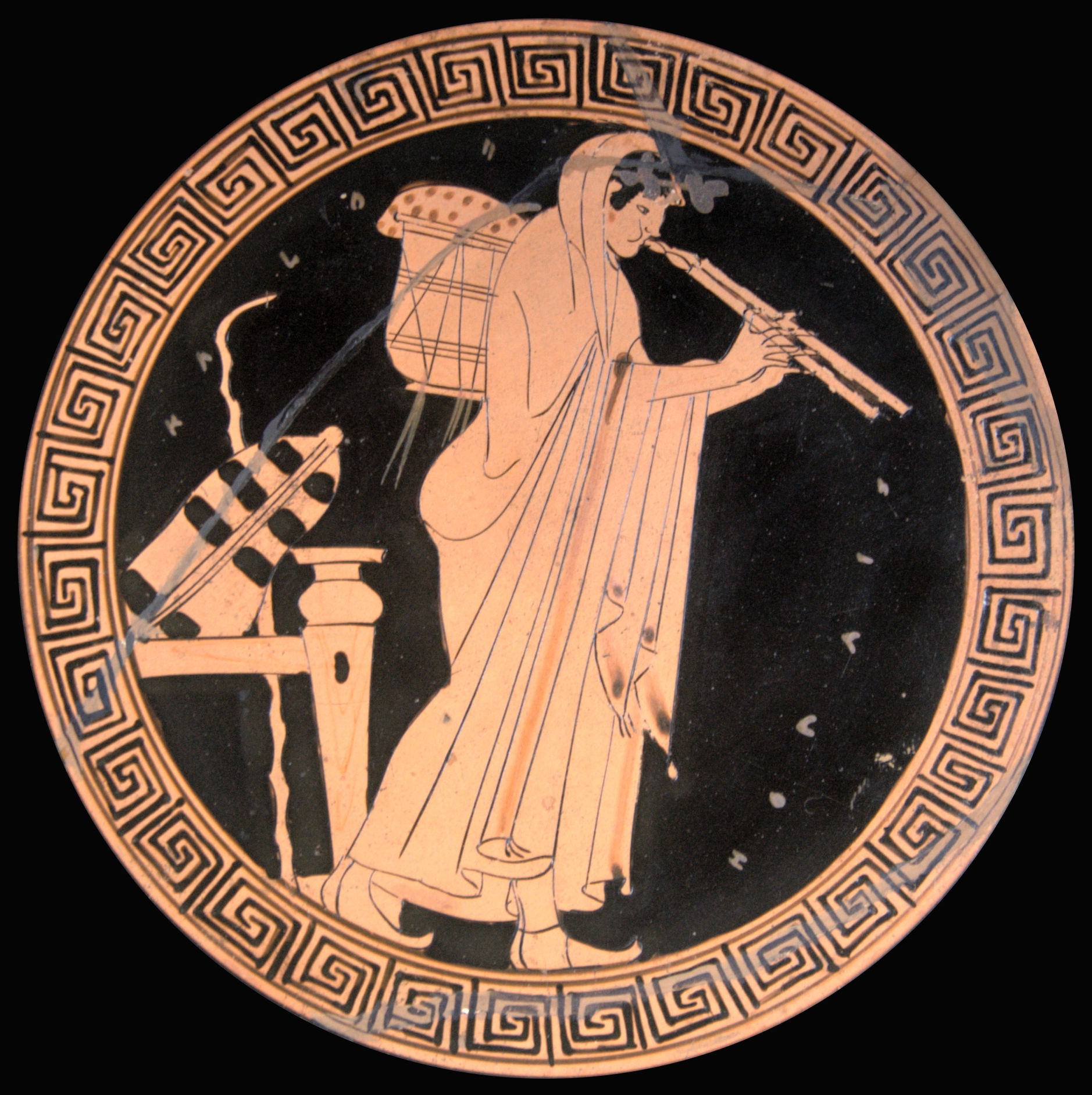
Suonatrice di aulo

  - Lira: detta anche "tartaruga" perché formata con la corazza di una testuggine, entro cui erano fissati due bracci per tendere le corde fatte con minugia di pecora.
  - Βάρβιτος: altro strumento a corda del medesimo genere della lira, con la cassa di risonanza per un'intonazione più grave e a scarsa sonorità.
  - Φόρμιξ: come la lira, solo che i bracci sono un prolungamento della cassa armonica, le corde sono 4, ma in certi casi potevano essere di più; fu strumento caro ad Apollo.
  - Κιθάρα: di origine asiatica, aveva una cassa armonica con base rettangolare ampia e più sonora della lira, con bracci corti e tozzi. Fu lo strumento dei citarodi negli agoni e in esecuzioni pubbliche; aveva sette corde, suonata da uomini.
  - Aulo: della famiglia dei fiati, fu il più comune e diffuso, usato in agoni pubblici e nei giochi panellenici, e nei simposi. Oltre all'aulo a canna unica, venne inventato anche l'aulo a doppia canna di osso, di corno, di avorio; ciascuna delle canne era sormontata dall'imboccatura, costituita dal bulbo al quale era inserita l'ancia, e infine l'ancia stessa. L'aulo corrisponderebbe all'oboe, oppure alla zampogna popolare, dato che esiste una tradizione popolare che affonda le origini al mondo idilliaco di Teocrito.
  - Σῦριγξ: è una sorta di tromba, costituita in una tipologia da sola canna, oppure a più canne, detta anche "flauto di Pan", molto nota    nell'ambiente popolare greco.
  - Strumenti a percussione, erano usati i crotali, ossia due pezzi di legno o metallo uniti da cerniera laterale, battuti l'uno contro l'altro (le odierne nacchere), il sistro di Iside e Cibele, oppure i κύμβαλα che erano due piattelli di metallo impugnati con le mani, e infine il "tympanon" una sorta di tamburello basso a mano o con un oggetto. Molti di questi strumenti vengono riscontrati anche in ambiente romano ed italico.

### Epos, lirica elegiaca, monodica, giambica, corale
I principali generi della poesia greca antica sono:
- Epica

Caratterizzata dalla composizione in semplice esametro, inizia con Omero, benché ci siano attestazioni di vari altri poemi incentrati sul "ciclo Troiano" e sul "ciclo dei Ritorni". Oltre ad Omero, i poeti noti in Grecia dell'epica, ossia di argomenti a carattere guerresco, dove si evidenziavano anche elementi ed esempi di virtù civica, sociale (tanto da parlarsi di "enciclopedia tribale della società greca arcaica), furono Esiodo, Apollonio Rodio, Darete Frigio, Nonno di Panopoli.
- Elegia

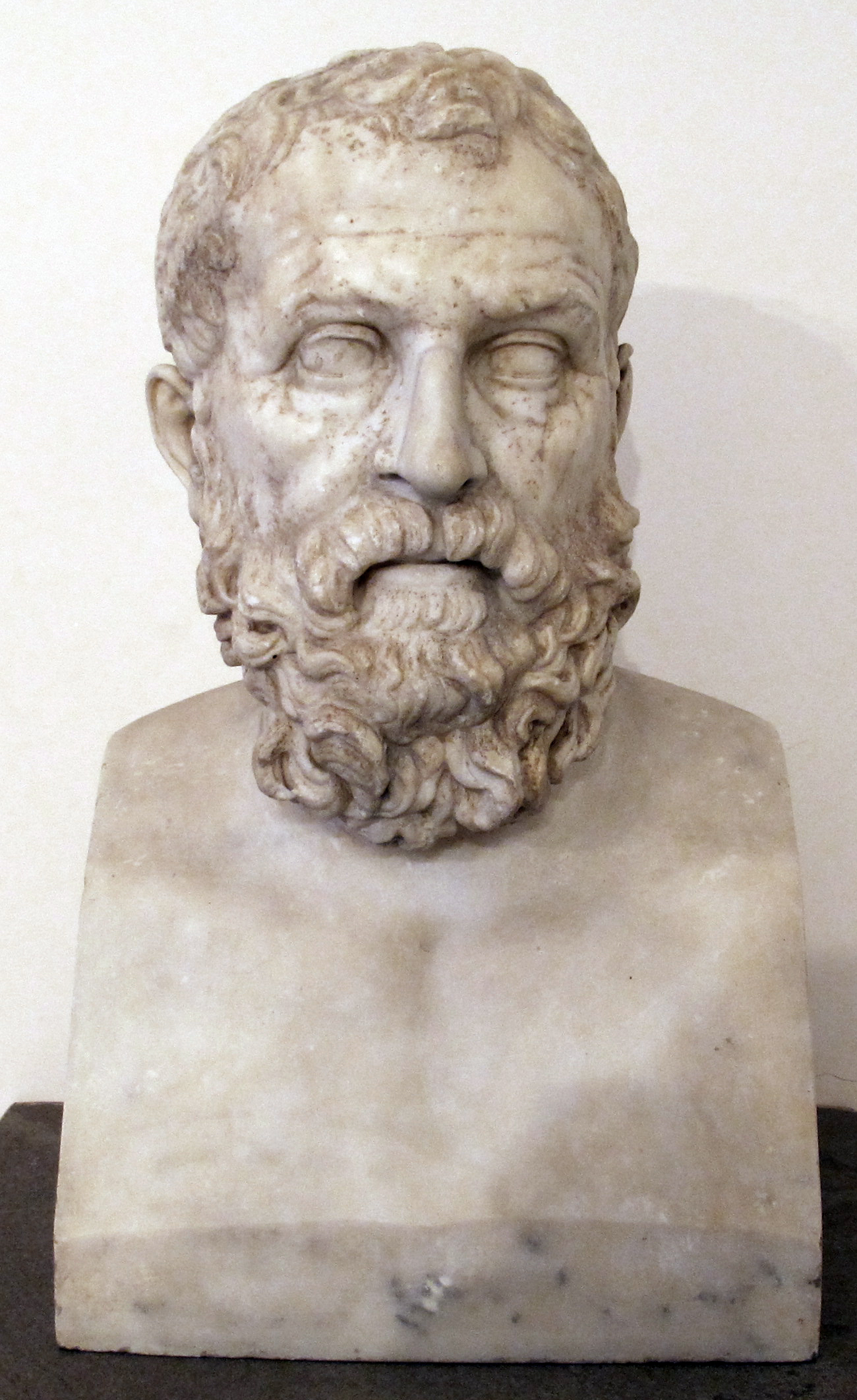
Busto della Collezione Farnese di Napoli, ritraente Solone

I maggiori esponenti della poesia arcaica greca sono Callino, Tirteo, Solone, Mimnermo, Teognide e Senofane. Il termine stesso indica la poesia composta in distici elegiaci (verso doppio), poiché è costituito da blocco dell'esametro seguito da un pentametro in continuazione, sino al termine del componimento. L'elegiaco è un asinarteto composto da due hemiepe (mezzi esametri) cosiddetti maschili (cioè la prima parte dell'esametro sino alla cesura pentemimere o "femminile"), separati dalla dieresi; nel secondo hemiepes non è ammessa la sostituzione del dattilo con lo spondeo. L'origine del termine di questo genere poetico è ambigua, si pensa che provenga dal verbo "lamentarsi" oppure dall'elogiare; forse il canto luttuoso aveva origini assai antiche, come dimostrano le attestazioni delle antiche iscrizioni funebri in esametro, nella zona della Doride, dove inoltre nacque la forma poetica del θρῆνος (lamento funebre). Tuttavia le caratteristiche complesse e variegate dei temi nelle poesie del VII secolo a.C getta dubbi su questa origine unitaria del lamento funebre, anche perché lo stesso strumento musicale dell'aulo che affianca la recitazione, era disponibile a una vasta gamma di tonalità e modulazioni in rapporto col contenuto, sia trenodico che guerresco, sia amoroso che storico-politico. Questa ipotesi dell'origine trenodica risale probabilmente ai grammatici alessandrini che divisero e selezionarono i vari tipi di componimenti arcaiciDunque è da ipotizzare una pluralità di temi all'origine di questo tipo di composizione, si differenziò dalla forma ad esametro dell'epos perché più idonea a comunicare contenuti realistici, esperienze esistenziali, individuali e collettive, e fatti contemporanei socio-economico-politici della πόλις. In Tirteo si ritrovano l'esortazione alle virtù guerresche tipiche di Sparta, in Mimnermo un tema lamentoso e decadente riguardo alla contrapposizione felicità-giovinezza/tristezza-vecchiaia, mentre dalle notizie riguardo alla sua Smirneide si sa che l'elegia venne usata anche per le composizioni a carattere storico, pur sempre discostandosi dall'epos didascalico, che è più frequente nella metrica latina, come in Lucrezio o Marco Anneo Lucano. Con Solone nell'Elegia alle Muse, l'elegia assume un'intonazione di preghiera, ma in altre elegie come Salamina, Agli Ateniesi, come in Callino o Tirteo (discostandosi però dall'ambito prettamente guerresco), Solone esprime valori di etica civile e politica; nel Corpus Terognideum l'elegia ha valore di educazione civile del fanciullo, visto che destinatario dei suoi componimenti è sempre il "Polipaide" Cirno, in Senofane il distico è strumento di ammaestramento, e infine, sempre in Senofane il distico è strumento di ricerca, di ammaestramento e critica intellettuale a modelli arcaici precostituiti, come ad esempio l'universalità paideutica dell'epos omerico, spaziando il pensiero, alla maniera dei sofisti, sulle questioni dell'uomo, della natura, della filosofia, come le critiche a Pitagora.

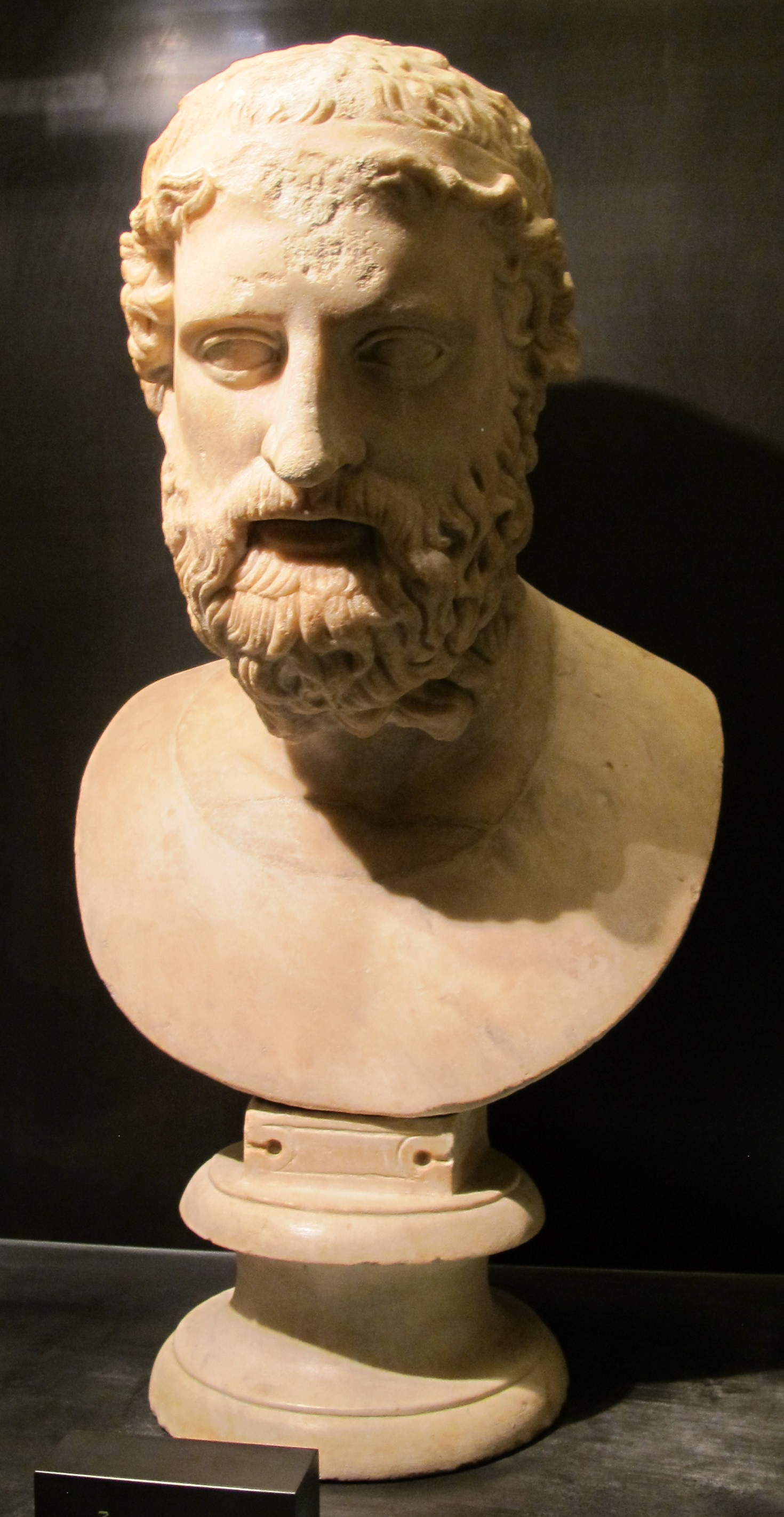
Anacreonte

- Lirica monodica: così chiamata perché recitata da un solo personaggio o dal poeta stesso, senza accompagnamento di coro, ma solo dello strumento, ha come protagonisti Saffo, Alceo, Anacreonte. I primi due vissero a Lesbo, e furono i massimi rappresentanti della poesia in dialetto eolico, mentre a Teo nell'Asia Minore nacque Anacreonte, il quale fu uno dei primi poeti arcaici a sviluppare il rapporto di committenza con la tirannide, vista la sua permanenza presso Policrate di Samo e i Pisistratidi. Sul piano del rapporto poeta-uditorio, era estranea alla lirica monodica l'ufficialità pubblica del canto corale, Saffo e Alceo poetavano per una ristretta cerchia di persone, la prima per il tiaso femminile di Lesbo, l'altro per una cerchia di amici nobili, che lo seguirono durante i suoi esili; secondo Saffo il carme operava per l'educazione delle fanciulle, oppure nei simposi di un'eteria vincolata a una reciproca fedeltà di propositi etico-politici, diversi da quelli di un'eteria rivale, insomma un pubblico ben selezionato con cui condividere e costruire una memoria comune, e provare esperienze e ideali, gusti, valori intensi, come l'amore per Saffo, e la passione per le armi, il vino, e i valori morali e civili per Alceo.
Anacreonte si discosta leggermente, prediligendo come in Saffo un amore leggero, non troppo vivace e passionale, la sua opera rispecchia come anche in Saffo e Alceo l'ambiente del simposio, con una descrizione realistica in bozzetti di figuri, personaggi, tipi dal carattere particolare, anche grottesco o comico. Infatti il simposio, che preclude il tema amoroso, o del discorso di virtù, è legato alla realizzazione dei componimenti della lirica monodica, l'io poetico con le sue esperienze, le sue emozioni, è al centro della lirica, le opinioni personali assumono un valore essenziale ed esemplare per il gruppo che si ritrova nei convivi. Il mito, come anche nell'elegia, è paradigma notevole di riferimenti.

Saffo e Alceo a Mitilene, Lawrence Alma-Tadema (1881).

I poeti monodici componevano nel dialetto della loro terra, con la presenza di alcune espressioni poetico, come epiteti formulari o riprese del classico inno di invocazione al dio, come in Anacreonte, o nell'Inno ad Afrodite di Saffo; mentre Saffo e Alceo scrissero in eolico, Anacreonte in ionico; la tecnica compositiva dei poeti di Lesbo si attiene alla norma dell'isosillabismo, che si fonda sul numero fisso di sillabe nei singoli metri, e di conseguenza non ammette la soluzione della sillaba lunga in due brevi; è contraddistinta inoltre dalla libertà prosodica della "base eolica", cioè le prime due sillabe del verso che possono essere indifferentemente brevi o lunghe (si indica con un X). Note sono la strofe saffica e l'alcaica, composta dall'endecasillabo saffico con lo schema metrico.
— ∪ — X | — ∪ ∪ — | ∪ — X
Tuttavia si possono avere, soprattutto per Anacreonte, anche un trimetro ionico "a maiore", una strofa "tristica", una strofa tetrastica, dimetri o trimetri ionici anaclomeni, oppure gliconei e ferecratei.
- Giambo

I massimi esponenti sono Archiloco, Semonide di Amorgo, Aranio e Ipponatte, secondo Aristotele l'invettiva, caratteristica tipica della poesia giambica, si discosta dalla lode con valore nobile. Il giambo infatti fa parte dei componimenti a contenuto vile e basso, configurandosi ora come gioviale e allegro con comportamenti comici e buffoneschi, ora con azioni violente, grezze, volgari. La forma tipica è il piede omonimo ∪ —, questo modo dello schernire e nel deridere viene descritto anche da Erodoto commentando un componimento di Archiloco, in "trimetri" giambici, con cui può essere realizzata una strofa, anche in dimetro giambico. Il modulo tipico del componimento è la persona loquens, quando l'autore battezzava alcuni personaggi, facendoli parlare in sua vece, per esprimere opinioni, pensieri, ma anche appunto scherni e insulti. Per la struttura metrica, questo tipo di poesia è detto anche "epodico", da cui l'epodo di Colonia archilocheo, ossia una strofetta in cui il verso più lungo è seguito da uno più corto, e che tratta in maniera semi seria in forma di racconto, una qualche vicenda. Le origini del nome di tale verso sono state attribuite alla figura mitologica della serva Iambe di Demetra, che per consolarla dal rapimento di Persefone da parte di Ade, inventò dei lazzi e degli scherzi comici.

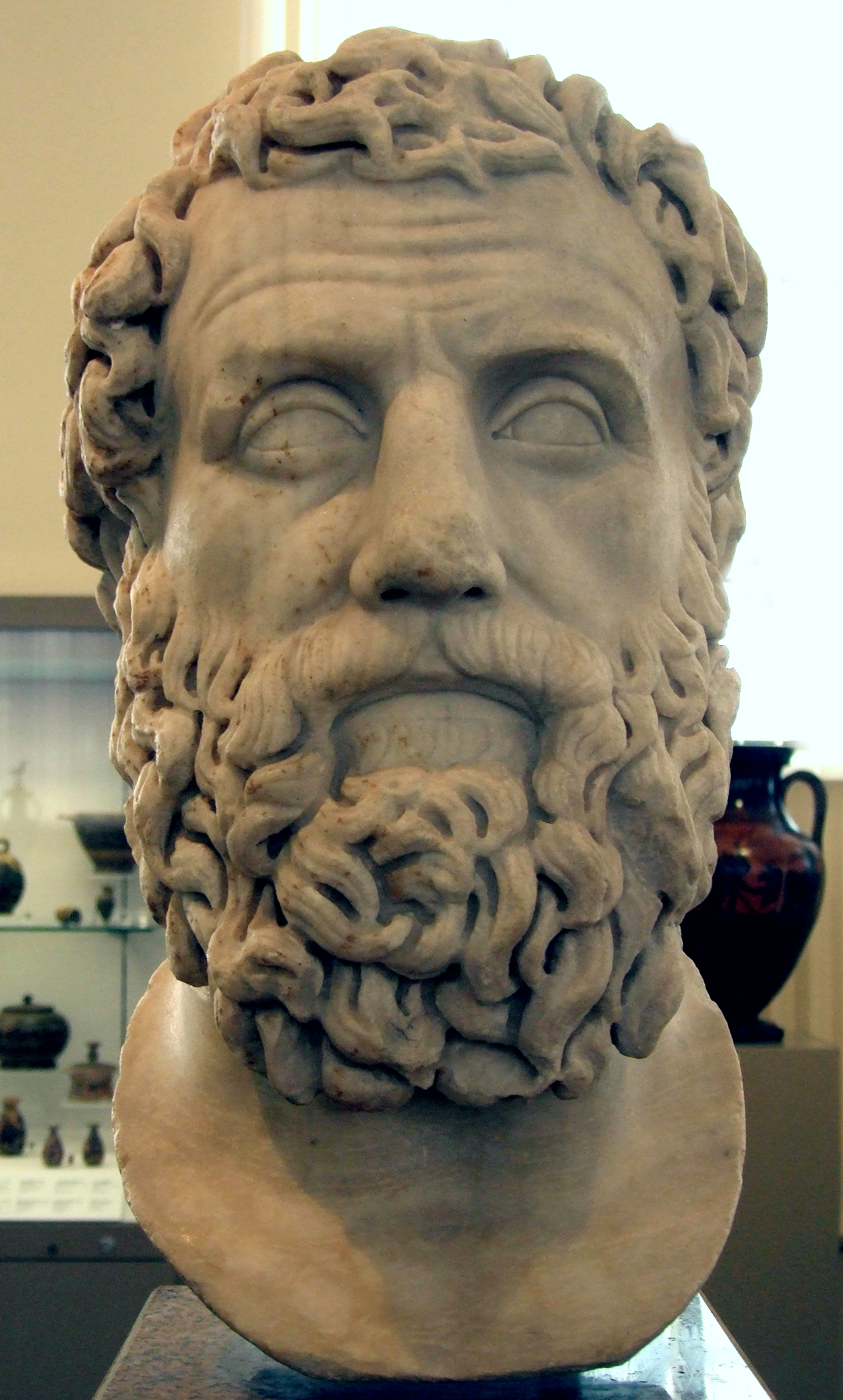
Archiloco

Il giambo è un ritmo ascendente di tre tempi che appartiene come un trocheo, al genere ritmico doppio, dall'unità più piccola, il metro di 6 tempi primi ∪ —∪ —; il verso infatti si estende sino alla misura del trimetro, cioè la successione di tre metri in una strofa, una forma particolare è il coliambo detto anche "zoppo o scazonte", perché termina con una breve anziché con una lunga, e pare che il suo inventore fu il poeta Ipponatte, nei cui componimenti esso è frequente. Altre variazioni del metro sono la soluzione del piede in tribraco ∪Ú∪, nelle sedi dispari la presenza dello spondeo con la sillaba lunga irrazionale, e l'altra breve; da qui la possibilità di realizzare l'anapesto.
Per la caratteristica della vivacità del metro, per il fatto stesso della persona loquens e dell'immediatezza delle battute pronunciate, il giambo fu esteso, come ricorda anche Aristotele nella Poetica, anche al teatro per le tragedie e le commedie, che lo sostituirono all'antico tetrametro trocaico.
- Lirica corale

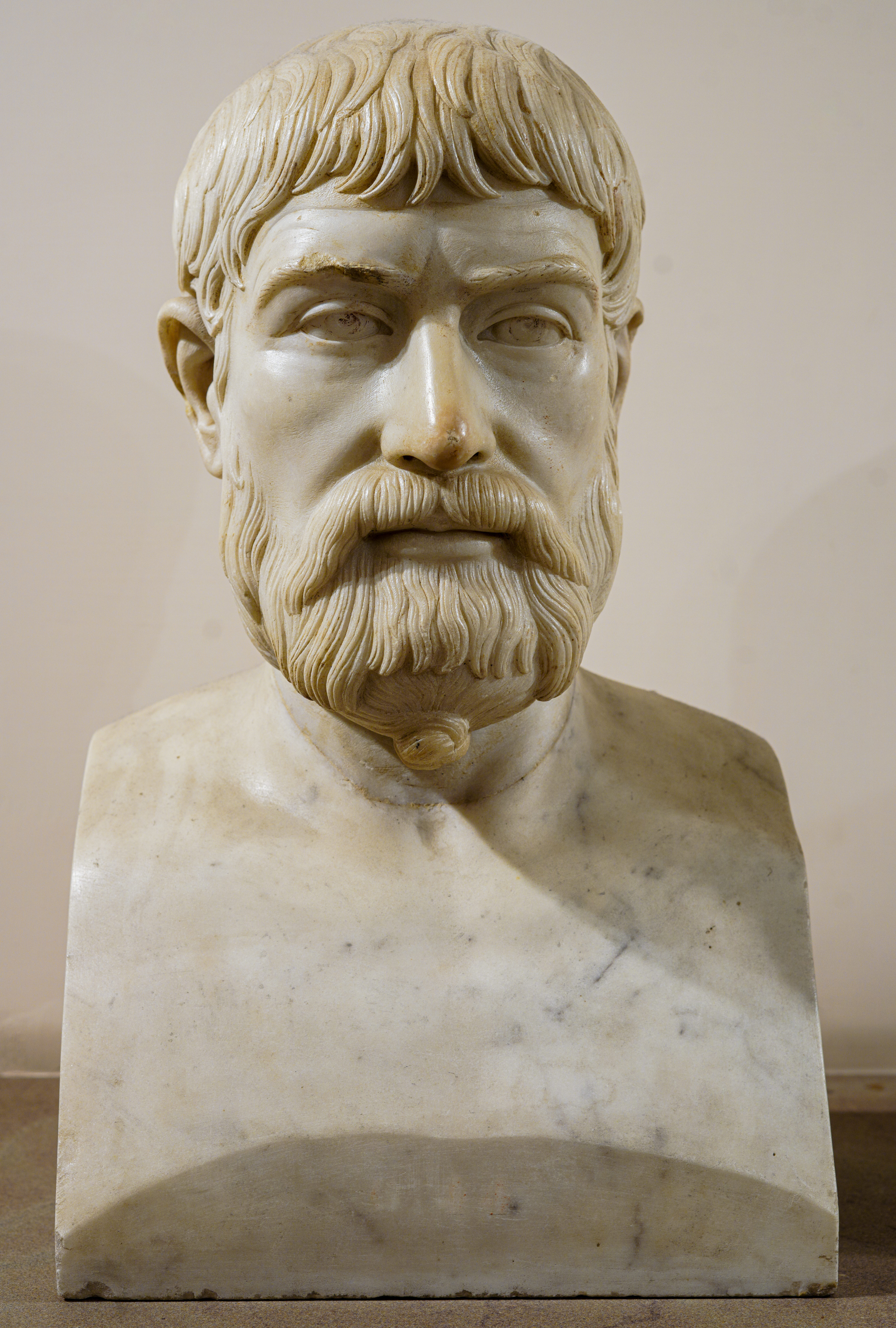
Pindaro

I massimi rappresentanti sono Alcmane, Stesicoro, Ibico, Simonide, Pindaro e Bacchilide. Si intendono carmi cantati all'unisono da un coro che disegnava anche figure di danza, con l'accompagnamento musicale a corda o a fiato. Il coro era quasi sempre civico, composto da ragazze e ragazzi, o da uomini e donne della comunità relativa. La performance del coro, nel momento della poesia, costituiva un momento coinvolgente e solenne nel quadro di celebrazioni pubbliche, festività religiose e passaggi decisivi nella vita degli individui (riti iniziatici), dei gruppi familiari e delle intere città.
La coralità dell'espressione facevano sì che la lirica corale fosse proiezione e affermazione potente della comunità, dei suoi valori, e delle sue identità, anche in funzione propagandistica, come accade per Bacchilide e Pindaro. La lingua impiegata è il cosiddetto dialetto dorico della corale, che non corrisponde in verità al dialetto dorico vero e proprio, ma è una lingua variegata ad arte, che presenza una matrice dorica, ma anche atticismi ed eolismi, in base alla parlata del poeta compositore. Il carme corale era o monostrofico, cioè una strofa seguita da una sequenza metrica che si ripeteva sempre uguale, oppure "triadico", cioè composto da una strofe e un'antistrofe (come nel Partenio del Louvre di Alcmane) di uguale struttura metrica, con l'aggiunta dell'epodo di differente struttura, che si susseguivano in ordine triadico.
C'è una distinzione, moderna, tra poeti monodici e corali, anche perché Saffo compose odi corali come imenei ed epitalami, Pindaro componeva poemi destinati al canto da solo senza coro, come la Pitica IV, o encomi eroici. Il suo collega Simonide di Ceo si cimentò con successo nell'elegia e nell'epigramma, che andrà in voga tra il I sec. a.C., e il III sec. d.C. Il poeta, nella corale, era l'autore del testo, della musica e istruiva il coro guidato da un coreuta, che si distingueva per abbigliamento e per il ruolo di maggiore spicco che aveva durante la performance, e veniva scelto per qualità tecniche ed estetiche, sia maschio che femmina che fosse. Il poeta tuttavia poteva anche comporre e inviare l'ode senza rappresentarla personalmente; il numero di coreuti variava in base all'occasione e al tipo di composizione, ad esempio il coro del ditirambo nelle Dionisie di Atene poteva contare le 50 unità.
L'autore, come negli altri tipi di poesia, non esprimeva sue personali visioni sulla politica, o sulla vita sociale o amorosa, ma doveva recitare delle battute che si incentrassero sull'esaltazione del valore comunitario, dato che questi componimenti erano prettamente commissionate dalle comunità o dai vari sovrani di una corte. Il mito fu sfondo immancabile e paradigma autorevole anche della melica corale, sia che essa trattasse delle divinità del culto locale, sia che celebrassero il vincitore atletico (come in Pindaro e Bacchilide), da rapportarsi alle virtù civiche, politiche e morali dello stesso committente o vincitore. La poesia corale si distingue in:
- Inno: un canto in onore di una divinità;
- Peana: inno particolare per la divinità d'Apollo, e trae origine dal nome "Peana" con cui si invocava anticamente il dio, cui venivano attribuiti poteri di guarigione;
- Ditirambo: inno speciale per Dioniso, il dio dell'ebbrezza, fu elaborato da Arione di Metimna nel VII secolo a.C., sul piano della struttura e sulla mimesi, e sia sul piano dei contenuti mitologici. Un secolo dopo Laso introdusse questo canto per le feste Dionisie di Atene, in cui il coro era ciclico, composto da ragazzi e uomini delle 10 tribù che componevano il territorio attico;
- Partenio: che rese famoso Alcmane, ha origini spartane, il coro era composto da ragazze che dovevano essere iniziate alla vita coniugale;
- Encomio: rappresentato dai poeti Ibico, Simonide e Pindaro, ha per tema la celebrazione delle virtù politiche e civili del committente, spesso e volentieri un tiranno o un sovrano che ha richiesto la composizione stessa del componimento. Il mito ovviamente è una particolare e caratterizzante sfumatura, che si collega in qualche maniera (la descrizione di un evento particolare, o la formula delle origini "divine" della stirpe) alle virtù e alla nobiltà del committente. L'encomio può essere anche collettivo, come dimostra il canto di Simonide Per i morti delle Termopili, la sua struttura è monostrofica o triadica, i metri impiegati erano o i dattili-epitriti, oppure associazioni composte di giambi, coriambi, trochei.

## Metrica del latino arcaico e classico
La letteratura latina inizia tardi il suo percorso, le prime attestazioni musicali si hanno nella figura dei Fescennini, dei saltimbanchi che non avevano una precisa caratteristica artistica, ma intrattenevano gli spettatori nelle piazze con lazzi e scherzi, ed erano nomadi di città in città.
Il verso saturnio era una struttura ritmica utilizzata nei carmina di tutta l'età preletteraria; ne sono giunti ad oggi circa centocinquanta esempi piuttosto vari, che non permettono di affermare se si trattasse di un verso quantitativo, come risulta probabile, o di un verso qualitativo. Altrettanto dibattuta resta l'origine di tale metro: è tradizionalmente considerato di origine locale, ma in età giulio claudia si iniziò a pensare che potesse essere stato derivato dai metri lirici del teatro greco. Ecco come Varrone definisce il verso saturnio, ad illustrare un passo di Ennio:
(Marco Terenzio Varrone, De lingua latina, VII, 36)
Si tratta di testi di vario genere, alcuni definibili "protoletterari", altri di carattere puramente occasionale, non facenti parte delle prime opere della letteratura latina, la cui nascita coinciderebbe con le prime opere scritte di Livio Andronico (metà del III secolo a.C.). I testi latini arcaici propriamente detti testimoniano in modo più o meno fedele le fasi linguistiche più arcaiche del latino. L'arco cronologico di queste attestazioni non si spinge oltre il 240 a.C., ritenuta solitamente la data approssimativa dell'inizio della letteratura latina.

### Forme orali

#### Carmina
Il carmen era una forma in versi, in bilico tra poesia e prosa, caratterizzata da ripetizioni foniche, utilizzata presso i Romani per accompagnare un rito in tono solenne e dal carattere propiziatorio, augurale come il Carmen Saliare e il Carmen Arvale.
(Marco Terenzio Varrone, De lingua latina, VI, 21)
In latino il termine Carmen va spesso a indicare generi diversi dalla poesia, come i responsi profetici, le formule magiche o di incantesimo. Pertanto i poeti che definivano la propria poesia carmen potevano voler indicare una connessione con un ambito magico-sacrale. Perfino le sentenze delle leggi delle XII tavole furono definite carmina.

##### Carminareligiosi
Venivano trasmessi oralmente di generazione in generazione. Di questa produzione, che doveva costituire un patrimonio assai consistente, conosciamo soltanto alcuni testi che sono stati messi per iscritto in età molto più tarda rispetto alla loro origine. Essi sono documenti preziosi di cerimonie e riti più antichi e s'inquadrano in una concezione pragmatica, utilitaristica e formalistica della religione. Essi si dividono in Carmen Saliare, Carmen Arvale e Carmen Lustrale.
Si trattava di canti liturgici tradizionali degli Arvali (Fratres Arvales), un antico collegio sacerdotale romano oppure dei sacerdoti Salii (conosciuti anche come i "sacerdoti saltellanti"). I riti erano imperniati attorno alle figure degli dèi Cerere (Arvales) Marte e Quirino (Salii). Consistevano in alcune processioni durante le quali i sacerdoti, eseguivano le loro danze sacre e cantavano i vari Carmina arvale o saliare. I Salii ad esempio, eseguivano il loro canto danzando e percuotendo i loro undici scudi sacri ripetendo:
(frammenti 1 e 2 Morel)
Risulta invece meglio conservato un canto arvale, databile al 218 a.C.:
(CIL VI, 32388.)

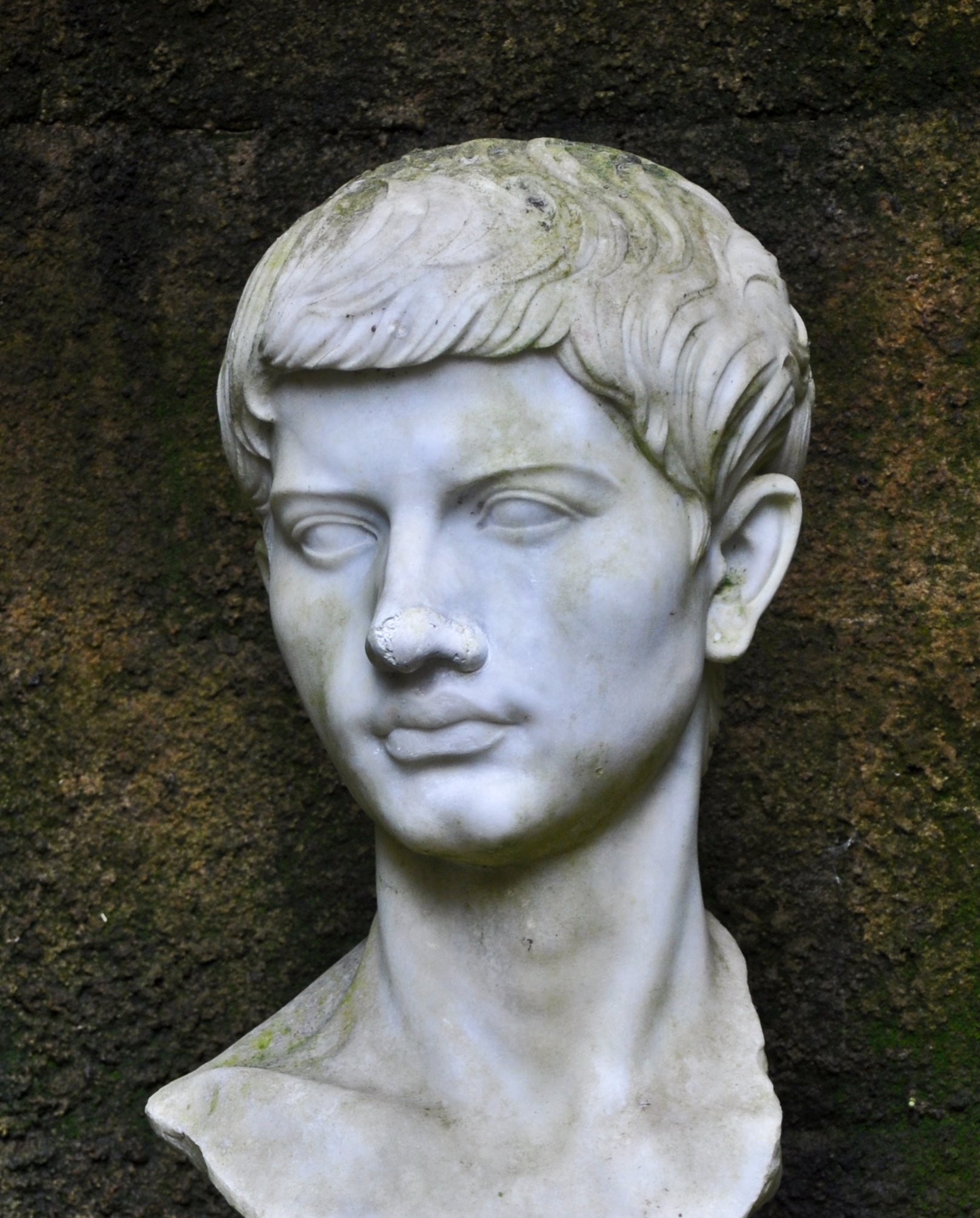
Busto di Virgilio presso la Grotta del Parco di Posillipo

Il carmen lustrale invece era un carme preletterario latino consistente in una preghiera rituale del culto privato rivolta al dio Marte, dove il pater familias rivolgeva alla divinità questa preghiera per ottenerne, in cambio, la protezione e la purificazione (lustratio) degli arva, i campi coltivati, dalle forze e dagli spiriti maligni. Sovente la recitazione del carmen era accompagnata dal sacrificio dei suovetaurilia, un rito a carattere apotropaico tipico delle popolazioni indoeuropee.
Per le occasioni
Nell'ambito della produzione pre-letteraria latina, svolgono un ruolo di fondamentale importanza, soprattutto per la successiva produzione teatrale, i fescennini versus, composizioni poetiche che venivano recitate in particolari momenti dell'anno legati all'attività contadina e che riproducevano alterchi fra due o più personaggi. Ricchi di insulti e contenuti osceni e volgari, i fescennini versus - come molte delle espressioni popolari arcaiche (ad esempio le, forse più famose, falloforie) - avevano una forte valenza apotropaica e si legavano indissolubilmente alla realtà rurale che caratterizzava l'età delle origini.
Carmina convivalia venivano poi chiamati quei canti, in versi saturni, che venivano intonati durante i banchetti di famiglie aristocratiche per celebrare le glorie degli antenati della gens oppure i carmina triumphalia, che venivano improvvisati dai soldati, per inneggiare al trionfo del loro comandante vittorioso. Il carmen Nelei (Carme di Néleo), composizione drammatica, era un'anonima opera letteraria latina di età arcaica, di cui restano pochi frammenti. Si trattava di un carmina convivalia, testo di argomento prevalentemente epico o leggendario che veniva recitato durante i banchetti presso le case delle più prestigiose famiglie romane, di cui abbiamo notizia, assieme al Carmen Priami. A differenza del Carmen Priami (che narrava della presa di Troia, collegandosi alle leggendarie origini di Roma), però, il Carmen Nelei non era composto di versi saturni, ma di senari giambici. Non è possibile stabilire con sicurezza quando l'opera fu scritta, probabilmente tra il III e il II secolo a.C., tuttavia essa testimonia l'esistenza di una materia epica a Roma anche nella fase preletteraria.

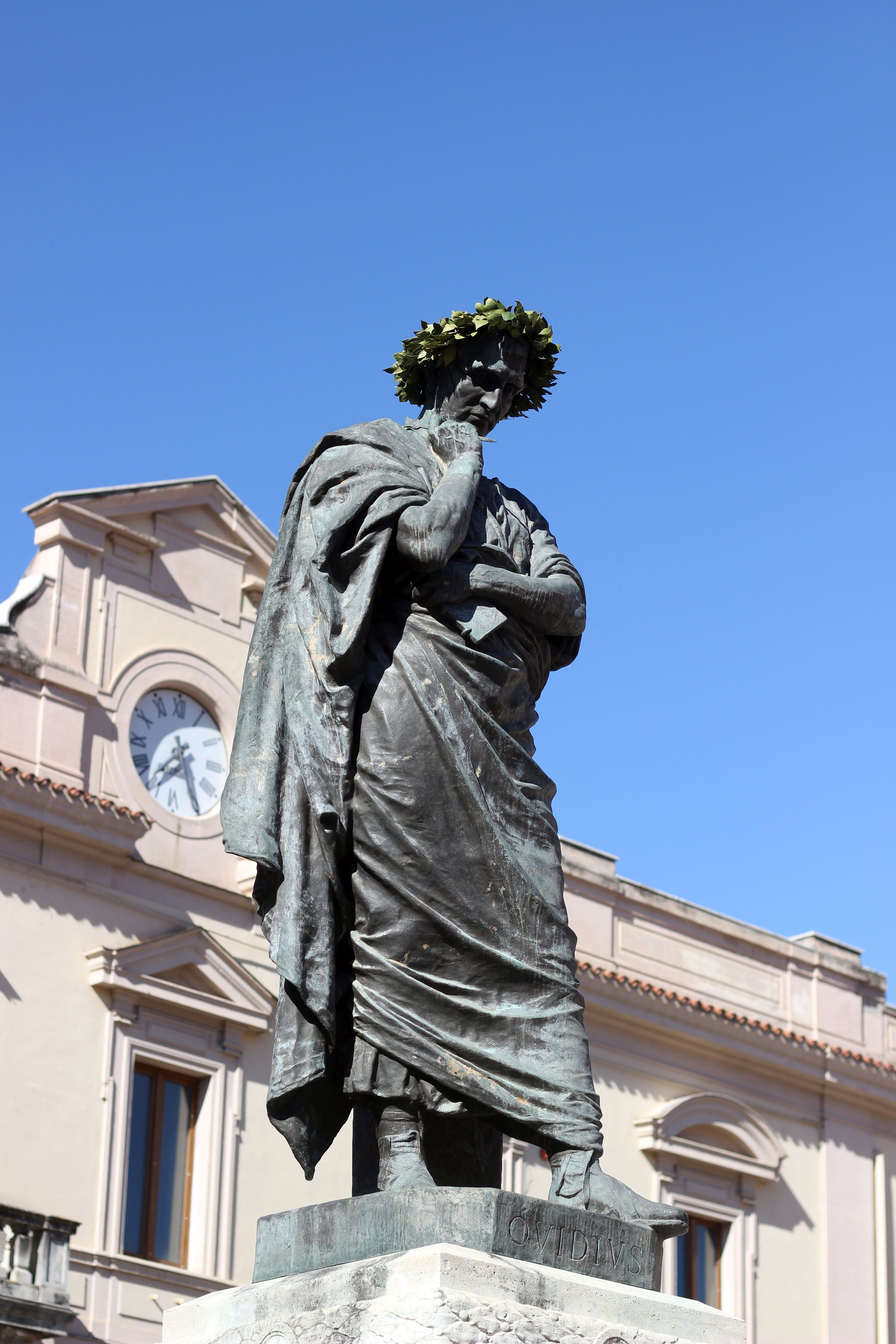
Statua del poeta Ovidio a Sulmona

### L'età d'oro
Prima dell'avvento di Cesare, si ricordano pochi poeti dal grande spicco, anche per la mancanza di testi. Il maggiore degno di nota è Lucrezio, che scrisse l'epos didascalico De rerum natura.
L'età d'oro della poesia latina avvenne durante il passaggio di Roma dalla Repubblica all'Impero, mediante Augusto, il quale istituì dei circoli di mecenati, dei salotti letterari insomma in cui gli intellettuali e i poeti potevano comporre opere varie che celebrassero la gloria di Roma, oppure quell'età di pace e tranquillità, e sviluppo culturale che l'imperatore aveva appena avviato. Fu così che fiorirono i poeti ritenuti i più famosi della storia della letteratura latina, imitati anche nei secoli a seguire dalla loro morte, come Publio Virgilio Marone, Gaio Valerio Catullo, Quinto Orazio Flacco, Sesto Properzio, Publio Ovidio Nasone, Albio Tibullo; lo stesso Cicerone fu poeta, anche se della sua produzione resta poco. In seguito a questi ci furono altri poeti dell'età imperiale, quali Marco Anneo Lucano, Aulo Persio Flacco, Seneca (che scrisse l'Apokolokyntosis una satira contro l'imperatore Claudio), Valerio Flacco, Silio Italico.
I generi letterari della metrica latina, come nella letteratura greca, si dividono in:
- Epica: uso dell'esametro dattilico, prima degli Annales di Ennio, tuttavia dal saturnio, come nel Bellum Poenicum di Nevio o nell'Odusia di Andronico. Gli altri come Virgilio, Lucano, Silio Italico, Valerio Flacco, Lucrezio usarono il classico esametro.
- Elegia: Orazio nelle sue Odi civili si rifà alla strofe alcaica greca, mentre altri come Catullo preferiscono l'endecasillabo falecio, oppure Ovidio, Tibullo, Persio, Properzio, usarono il tipico distico elegiaco, presente anche nelle opere Bucoliche e Georgiche di Virgilio.
- Teatro e le fabulae: per le cothurnatae ossia le tragedie (Pacuvio, Accio, Seneca), si adoperava il tetrametro, mentre per le palliatae e le praetextae di Plauto, Terenzio, si usò il trimetro giambico.

### Il saturnio
Nel 1905 lo studioso Fr. Leo dette analisi convincenti riguardo alla composizione del saturnio; secondo lui esso è composto da due "cola", divisi da dieresi, dinnanzi al quale, come alla fine del verso, sono ammessi iato e syllaba anceps. Il primo colon è normalmente un dimetro giambico catalettico, dunque ∪ — ∪ — ∪ — X, seguito da cesura pentemimere, il secondo un itifallico o reiziano, quindi — ∪ — ∪ — ∪. Le sostituzioni che si trovano sono quelle che s'incontrano regolarmente anche nella poesia greca, per esempio per il primo colon nei cantica giambici della tragedia, tranne che nel senario latino al fronte del trimetro greco, è qui abolita la distinzione tra sede pari e sede dispari; sono ammesse tesi bisillabe per il secondo membro come per il reiziano in Euripide e Aristofane. Il saturnio ha normalmente fine di parole anche dopo la seconda arsi di ciascuno dei due cola; in queste sedi è ammessa la syllaba anceps.
Sia queste osservanze sia queste libertà hanno analogie nel senario e nel settenario: la relazione del saturnio con i versi greci corrispondenti è dunque anche per questo rispetto, analoga a quella tra il senario e il trimetro, e rispettivamente tra il settenario e il tetrametro: la metrica latina arcaica più libera di quella greca rispetto a sillabe ancipiti, è altrettanto più severa nel regolare il rapporto di fine di parola e fine di piede. Il Leo spiega l'identità tra il recitativo saturnio romano e i metri lirici greci nominati, con l'ipotesi che sia le forme greche sia quelle italiche, risalissero indipendentemente a esemplari originari dell'indoeuropeo.
Questa ipotesi tuttavia ha suscitato dei dubbi, in quanto un metro indoeuropeo si conserverebbe solo in greco e in italiano, e difatti l'ipotesi appare datata a un contesto di tipico italocentrismo. Ricostruendo la poesia Vedica, quella più fedele all'indoeuropeo, avestica e eolica, esse sono caratterizzate da numero fisso di sillabe e libertà quantitativa della prima parte di ogni verso. Il saturnio non ha né l'uno né l'altra; inoltre quasi ognuna delle forme in cui si presenta ciascun colon del saturnio trova riscontro in poesia greca. Ora è inverosimile che uno stesso verso a distanza di secoli si sviluppi nello stesso modo in paesi e in lingue differenti; dunque indipendentemente dall'origine (dubbia) indoeuropea, il saturnio ha la libertà propria di sciogliere una lunga in due brevi.
Ha delle analogie con la poesia greca. Secondo Giorgio Pasquali il saturnio sarebbe la sintesi romana di cola derivati per via popolare in età antica dalla poesia greca. I Romani presero i cola, non i singoli versi, perché ad esempio il Carmen Fratrum Arvalium mostra ancora l'uso di cola singoli accanto ai versi completi; non si opponga che i rapporti così stretti tra Roma e la Grecia in età antica appaiano poco probabili: si pensi infatti che proprio il carmen arvale ha un grecismo sacrale "triumpe", e che l'alfabeto romano sia di origine greca, se pure forse formatosi con mediazione etrusca. A Roma queste forme greche, ioniche, saranno venute proprio dall'area euboica, ionica e cumana. Né si opponga che anche le iscrizioni di Corfinio (AQ) in dialetto peligno sembrano scritte in saturni: quelle iscrizioni appartengono all'età di Silla, dunque molto tarda rispetto all'epoca di Livio Andronico e Gneo Nevio, e le loro forme metriche derivano dal latino.
Anche il saturnio, come il senario e il settenario tratti da Livio Andronico, deve essere stato regolato da una singola persona, ancorché il nome di questa sia ignoto, la quale ubbidì allo spirito della lingua latina, come secoli più tardi Andronico, trasformando modelli greci in quello stesso modo in cui egli mutò il trimetro in tetrametro per la tragedia.

## Conoscenze fondamentali della lingua
Per la conoscenza della metrica classica, occorrono le conoscenze di base della trasformazione "storica" della lingua sia greca che latina attraverso i secoli, i fenomeni che riguardano gli esiti vocalici, le contrazioni, le vocali lunghe e brevi, i dittonghi, lo iato, le consonanti doppie, il fenomeno del rotacismo nel greco e nel latino, la caduta di consonanti arcaiche come lo jod e il digamma in greco, ecc...

### Caratteristiche dei dialetti greci
Sono frutto di vari incontri, che risalgono alla penetrazione indoeuropea nell'XI secolo a.C. in Grecia e nell'isola di Creta, dove in quest'ultima sono state ritrovate varie tavolette, categorizzate nel gruppo di Lineare A e B. Alla fase del proto-greco antico, si aggiunse una seconda, quando i Minoici e i Micenei avevano rapporti commerciali, e dunque anche linguistici. Dall'XI all'VIII secolo a.C. ci furono anche contatti con il mondo dei Fenici, e difatti i popoli della Grecia, che nel frattempo avevano assistito alla decadenza di queste due grandi civiltà, e l'invasione dei Dori, e degli Eoli che si stabilirono in Asia Minore insieme agli Ioni, che occuparono l'area del "Panionio" in Asia Minore (Mileto, Efeso ecc), e l'Attica, si avvalsero per la scrittura dell'alfabeto fenicio, solamente consonantico, e con delle semivocali.

Distribuzione dei dialetti greci in età classica, secondo Roger D. Woodard (2008)

Nel VI secolo a.C. erano già ben distinti dei gruppi dialettali in Grecia: lo ionico, il dorico e l'eolico, malgrado ci fossero alcuni dialetti del Nord-Ovest che presentavano numerose analogie con quelli del gruppo dorico e dell'arcadico-cipriota, che fu molto influente per la formazione dell'alfabeto greco antico. I dialetti impiegati dagli scrittori, dagli storiografi, tragediografi, oratori e lirici sono:
- Dialetto ionico-attico: il meglio documentato per la presenza di materiale scrittorio, incominciando dalla trascrizione per volere di Pisistrato dei poemi omerici, benché infarcii di eolismi, dorismi ecc. Fu il dialetto prediletto dell'epica, usato anche da Esiodo, e dai poeti tardi quali Quinto Smirneo e Nonno di Panopoli (IV sec. d.C.), nonché usati dai poeti lirici del giambo (Ipponatte e Archiloco), dell'elegia (Solone, Mimnermo, Teognide) e dei drammaturghi, quali Euripide e Aristofane. Il dialetto ionico dell'Asia Minore, ossia dell'area del Panionio, come ricorda anche Erodoto fu impiegato anche per la prosa storiografica e trattatistica, per la filosofia con Anassimandro, cui seguirono i sofisti come Platone, e per la medicina, come testimoniano le opere di Ippocrate. Tra i fenomeni specifici e distintivi del gruppo si ricordano la forma άν della particella modale, il passaggio da -τι a -σι, la desinenza -ναι per l'infinito atematico, l'esito αρ/ρα e αν/να delle sonanti, l'utilizzo del -ν efelcistico, la chiusura di α lungo in -η, e la precoce scomparsa del fonema /w/ ossia il digamma ϝ, e di j. Altra tendenza è l'allungamento di o in -ω.

- Dialetto dorico: la poesia lirica del "genere corale", rappresentata da Alcmane, Stesicoro, Ibico e Pindaro, fu scritta in dialetto dorico, anche se i poeti presero delle particolari licenze per non adottare completamente il dorico, ma creare un miscuglio con altri dialetti. Il dorico venne usato anche per le sezioni corali di tragedie e commedie, comparendo in Eschilo, Sofocle, Euripide e Aristofane. Le caratteristiche più evidenti sono la preposizione ποτί rispetto al lesbico e ionico attico πρός, la conservazione dei gruppi -νι e -τι, soprattutto per la III persona singolare del presente indicativo. Doriche sono anche le contrazioni in α e in η dei gruppi vocalici in -αω e -εω, poi sono doriche la particella modale κα, la desinenza in -μεν dell'infinito dei verbi tematici e quella in -μες della prima persona plurale dell'indicativo presente; le forme τύ per il pronome di II persona singolare rispetto a σύ, l'uso ispirato all'indoeuropeo degli articoli τοί e ταί rispetto agli altri dialetti, dove si verificò la caduta del tau; rispetto allo ionico attico, l'α lungo si conserva, senza contrarre.
Anche il gruppo dei dialetto del Nord-Ovest della Grecia ha molte affinità col dorico, e veniva parlato in Epiro, a nord del Peloponneso e nella Focide.

- Dialetto eolico: parlato in Beozia, Tessaglia, Lesbo, di quest'ultima isola si hanno varie attestazioni grazie a Saffo e Alceo, nonché per via della ripresa ellenistica del poeta Teocrito e di Corinna. Le caratteristiche fondamentali sono l'esito in labiale delle antiche labiovelari, rispetto all'esito in dentale degli altri dialetti di /a/e/i/, esempio di πέμπε da *penk + /w/ + e, mentre negli altri dialetti viene πέντε, oppure φήρ da *g + w + her invece che θήρ. Eolici sono anche la desinenza in -εσσι per il dativo plurale della declinazione atematica (III), usato anche in Omero, la psilosi, ossia l'assenza di aspirazione, la baritonesi o ritrazione dell'accento, la presenza di -o rispetto all'α in alcuni casi, come presso liquida o nasale (στροταγοί anziché il normale στρατεγοί, poi l'assimilazione di τ all'incontro con nasale o liquida in luogo di allungamento di compenso, come il caso di σελάννα < *σελασ-να, attestato nello ionico attico come σελήνη.

### Particolarità del dialetto eolico
Queste regole sono state scritte in appendice da Bruno Gentili e Carmine Catenacci, basandosi sui componimenti poetici di Saffo e Alceo:
- ᾰ: davanti a consonante liquida o dopo consonante liquida, ad α breve corrisponde la o (βρόχεα anziché βραχέα[11], oppure anche μολθάκαν anziché μαλθακήν[12];
- ᾱ: eccettuato lo ionico attico, che allunga la vocale in η, l'α lungo rimante tale, quindi in Saffo il genitivo singolare di φώνα è φώνας anziché φωνῆς. Nei nominativi maschili con i temi in -α, ad ᾱ corrisponde -αι;
- ĕ: invece di ε si ha α negli avverbi di tempo in -οτα, come ἄλλοτα al posto di ἄλλοτε;
- ē: η originario resta immutato, ma per -ημι si ha -αιμι;
- i: la ι si consonantizza in j (una i consonantica), la preposizione διά diventa ζά, perché δ + j = ζ davanti a vocale. Anche il nome di Διώνυσος diventa Ζόνυσσος[13]. La preposizione περί talvolta diventa περρ, oppure subisce apocope;
- o: vicino a suoni labiali diventa υ /u/ oppure si può conservare, si ha l'esempio di ὐπό anziché ἀπό;
- υ: la υ diventa ι in ἰψοι = ὑψοῦ.

Il lesbico perde molti dittonghi del greco comune (ει = η), nelle terminazioni dell'attico -εια femminile degli aggettivi in -υς (γλύκηα), negli aggettivi in -εις ed -εια (Κυπρογένηα):
- Nei dittonghi αι e οι davanti a vocale, la pronuncia consonantica di ι ha condotto alla sua sparizione: βεβάος = βεβαίως. Ma talvolta questi due dittonghi rimangono davanti a vocale.

Nelle contrazioni: 
- α + o e α + ω = ᾱ lesbico, come nel genitivo singolare, o nel genitivo plurale dei termini in ᾱ
- ε + α = η lesbico: ἧρος da ϝέαρος;
- ε + ε = η lesbico;
- o + o = ω lesbico, come nel genitivo singolare dei temi in -o.

Gli iati interni conseguenti alla caduta del ϝ, subiscono vari trattamenti:
- in παίς non c'è dittongo con la caduta del digamma, ma ci sono casi obliqui dove αι fa dittongo;
- Vocale breve - ϝ - vocale lunga: le due rimangono inalterate, ma con qualche eccezione, come nel caso di νοϝον contratto in νῶν[14];
- Vocale lunga - ϝ - vocale lunga: le due rimangono inalterate, ma se la prima è un dittongo, la seconda vocale del dittongo scompare, tipo πόησαι;
- Vocale lunga - ϝ - vocale breve: rimangono inalterate, ma nei nomi propri la lunga può abbreviarsi, come Πήλεος.

In Saffo è molto frequente la crasi, come il termine ὤνηρ anziché ἀνήρ. Oltretutto nel dialetto eolico è frequentissima l'apocope delle preposizioni, fatto estraneo nel dialetto ionico attico, ad esempio ὄν da ἀνά; l'apocope si verifica soprattutto davanti a vocale. La consonante finale delle preposizioni tronche per apocope si assimila con la consonante seguente: ὄμναισαι da ὄνμναισαι.
Per il digamma:
- ϝ iniziale non impedisce in molti casi l'elisione né la crasi;
- ϝ iniziale non fa posizione ossia non allunga la sillaba precedente in consonante. Dopo una consonante, ϝ sparisce senza compenso;
- ϝ in presenza di vocale si vocalizza, dando i vari esiti spiegati nello schema degli incontri vocalici.

Il digamma intervocalico si conserva, in Saffo e Alceo, nel pronome di III persona ϝέθεν, e nell'aggettivo possessivo di III persona ϝός: ϝοῖσι, poi davanti a ρ iniziale. Nelle indicazioni di tradizione riguardo a ciò, nei documenti, il β è un'indicazione della conservazione di ϝ
Per gli incontri consonantici:
- ππ = π greco comune: il raddoppiamento è presente solitamente negli avverbi lesbici, come ὄπποτα[15] da ὄδποδα;
- ττ = τ greco: nelle forme di ὄττις[16], dall'attico ὄτι. Il doppio tau prende l'assibilazione per il verbo essere: εμμι al presente, ed εσσομαι al futuro. Nei dativi plurali di III declinazione si usa -εσσι;
- gruppo σδ lesbico = ζ del greco comune: è un'antica pronuncia, che in eolico si conserva.

Per quanto riguarda la formazione dei verbi, la desinenza originaria (III persona plu) in -ντι dei tempi primari passa in -νσι, poi il -σ cade e la vocale precedente si muta per compenso. Il raddoppiamento del perfetto in eolico non si omette, eccettuati alcuni casi, dove si ha un aumento temporale. Per la II persona singolare la desinenza primaria -αι si contrae in ῃ, per l'imperativo le desinenze sono uguali a quelle del greco comune. Per il futuro classico contratto del greco, nel lesbico non avviene la contrazione, nell'aoristo sigmatico si alterna il sigma unico al doppio sigma -σσ. Ci sono invece variazioni per l'aoristo III atematico, dove la vocale della desinenza è -α; la desinenza dell'infinito dei verbi tematici si allunga in -ην da -ειν.
Frequentissimi sono i verbi atematici in -μι, che provengono proprio da quest'area della Grecia.

## Musicalità e accentazione

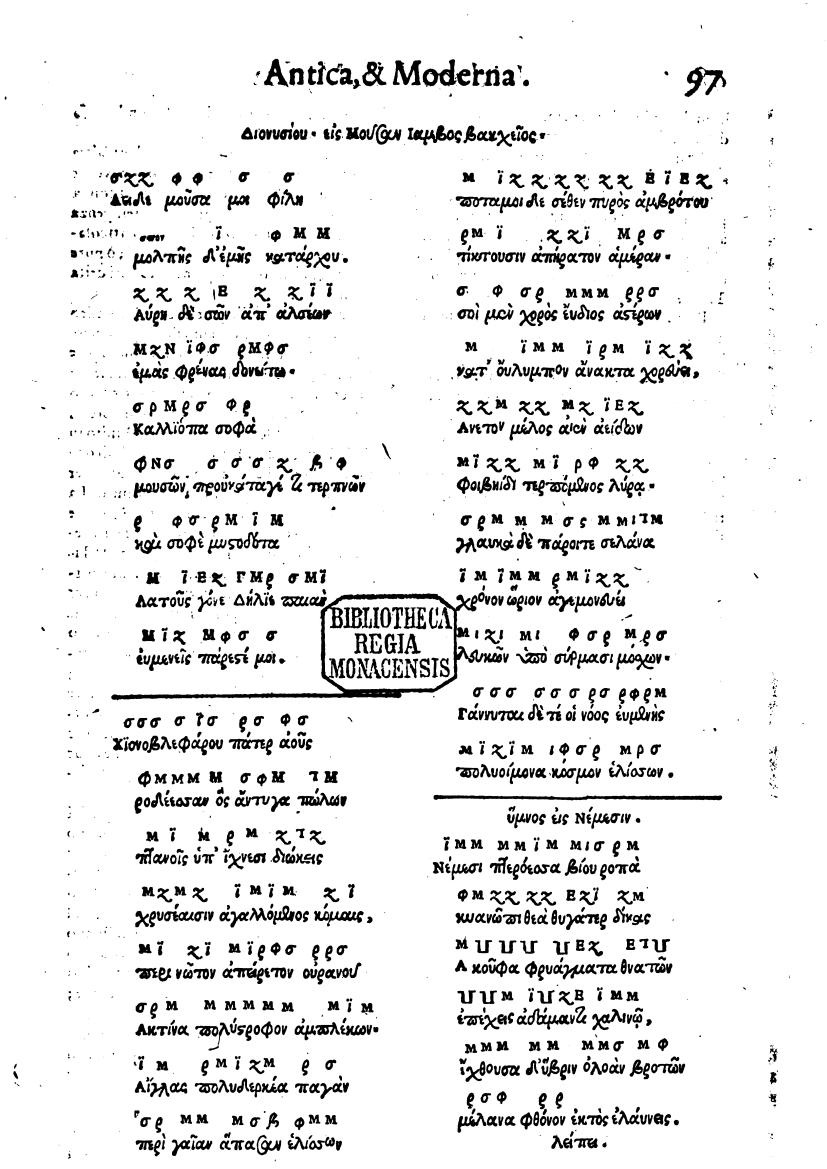
Inni Delfici di Mesomede, trascritti con partitura musicale moderna

Accertato è che l'accento greco avesse un tono prettamente melodico e musicale, dunque in una parola come ἄνθρωπος la prima sillaba viene pronunciata su un tono più alto degli altri, per l'accento acuto, ma non necessariamente più forte. Già nel XIX secolo era stato ipotizzato che in una parola con accento recessivo il tono potrebbe essere caduto, non improvvisamente, ma gradualmente in una sequenza medio-alta, con l'elemento finale sempre breveGià i grammatici greci che descrivono costantemente l'accento in termini musicali, usando le parole come ὀξύς (ossia "acuto"), per Dionigi di Alicarnasso la melodia del discorso è limitata a un intervallo di circa 1/5. Su ciò si è molto discusso, ma di solito si suppone che non intendesse che era sempre un quinto, ma che era la massima differenza normale tra le sillabe alte e basse; infatti è probabile che alla fine di una frase specialmente, la pausa fosse molto più piccola
Dionigi descriveva anche come un accento circonflesso combini un tono alto e poi basso sulla stessa sillaba, mentre con accento acuto i toni alti e bassi sono in sillabe sparse. Un alto indizio del fatto che l'accento fosse melodico o tonale, è che nel periodo classico gli accenti delle parole sembrano non aver avuto alcun ruolo nei contatori politici, fu solo nel IV secolo d.C. che i greci iniziarono a trascrivere le poesie con l'accento.

## Tipi di piede
Ecco un elenco dei piedi usati nella poesia latina e greca, divisi per durata.
- Piedi di due morae: pirrichio
- Piedi di tre morae: tribraco, trocheo, giambo
- Piedi di quattro morae: spondeo, dattilo, anapesto, anfibraco, proceleusmatico
- Piedi di cinque morae: peone primo, peone secondo, peone terzo, peone quarto, cretico, bacchèo, antibacchèo
- Piedi di sei morae: ionico a maiore, ionico a minore, coriambo, molosso, antispasto
- Piedi di sette morae: epitrito primo, epitrito secondo, epitrito terzo, epitrito quarto
- Piedi di otto morae: docmio

## La recitazione di testi poetici: arsi, tesi, ictus
Il greco, lingua dall'accento melodico, non intensivo, non possedeva un accento metrico nel senso moderno della parola, perciò la recitazione o il canto di testi poetici si fondava su principi diversi da quelli attuali: non c'era propriamente il ritmo com'è inteso oggi, ma l'esecuzione si basava sull'alternanza, oltre che di sillabe brevi e lunghe, di tempi forti, in battere, e tempi deboli, in levare. Non bisogna quindi equivocare il significato di ictus metrico, usato dai grammatici romani: parlare di ictus, che cadeva sul tempo forte del piede, equivaleva a indicare non l'esistenza di un accento intensivo, ma semplicemente che il tempo forte era il "tempo del battere".

La terminologia usata per nominare il tempo forte e il tempo debole si riferisce, proprio come i nostri "battere" e "levare", alla pratica di scandire la lettura del testo con il piede o con un dito: il tempo forte si chiamava tesi (θέσις significa appunto poggiamento, il battere del piede o del dito), mentre il tempo debole si chiamava arsi, (ἅρσις significa innalzamento, del piede o del dito).

I grammatici romani, tuttavia, ribattezzarono arsi il tempo forte, quando si innalza la voce, e tesi il tempo debole, quando la voce si abbassa: è questa la terminologia invalsa con il tempo.
Quando, in età tardo antica, sia il greco che il latino persero la distinzione fonologica tra vocali lunghe e brevi, la comprensione dei principi della metrica classica divenne sempre più difficile e sia il greco bizantino, che il latino medioevale, assieme alle lingue romanze, svilupparono una nuova metrica, basata sull'isosillabismo, sulle posizioni degli accenti (che erano divenuti intensivi) e sulla rima.
Sempre a causa di questi mutamenti linguistici, si elaborò in ambito scolastico un sistema di lettura dei metri antichi, il cui ritmo era più percepito tramite un accento intensivo, anche quando contrario alla pronuncia corretta della parola, nel tentativo di restituire almeno una vaga impressione dell'antico ritmo, ancora insegnato nelle scuole.
Così, per fare un esempio, l'incipit dell'Eneide, che letto normalmente sarebbe

"Árma virúmque cáno, Tróiae qui prímus ab óris"
diviene

 "Árma virúmque canó, Troiaé qui prímus ab óris" .
Tale sistema può essere utile per far percepire la diversità di lettura della poesia da quello della prosa nella letteratura antica, purché si tenga ben presente che mai gli antichi greci o latini lessero la loro poesia in questo modo. La percezione del sottile contrappunto che lega il decorso tonale del testo poetico e la successione ritmica delle durate sillabiche è per noi irrimediabilmente perduta.

Il proemio dell'Iliade.

### Schemi di recitazione metrica nel greco
Ogni schema metrico prende il nome dalla struttura di base, che si ripete in maniera uniforme in tutto lo schema, chiamata "piede" dagli antichi metricologi. Il termine prende origine dal fatto che nell'esecuzione dei brani poetici recitati o contati, almeno in certe situazioni il ritmo doveva essere messo in evidenza, dal fatto che l'esecuzione batteva il piede nella sillaba iniziale di ogni cellula ritmica, corrispondente a quello che non chiameremo "tempo forte". Tutta la terminologia utilizzata dagli antichi greci e latini, talvolta tuttora in uso, sembra confermare questa pratica: che noi parliamo di tempo di battere in contrapposizione al tempo da levare, i greci usavano i termini, poi passati alle nostre lingue del θέσις (collocamento), e αρσις (sollevamento), i romani invece parlavano di ictus (colpo).
Essere in grado di stabilire la durata della serie di sillabe consecutive che costituiscono un verso permetterà di stabilire il suo schema metrico e di giungere a una sua corretta recitazione ritmica. Bisognerà per primo predisporre il testo in vista di una corretta suddivisione in sillabe dell'intero verso. Si tenga presente che nella recitazione di un verso, esattamente come accade nel normale parlato, tra una parola e quella successiva si fa sentire una pausa, solo se essa è imposta dalla segmentazione del periodare, o da un particolare effetto espressivo suggerito dal tema descritto o trattato (esempio dell'epos didascalico di Lucrezio).
In ogni caso in vista di una corretta scansione prosodica, il verso dovrà essere preventivamente compattato e trattato come un'unica parola, eliminando gli spazi separatori e i segni di interpunzione della tipica lettura grammaticale. Si deve tener presente che sia il latino che il greco prevedono l'uso di consonanti doppie che dovranno essere sostituite con delle semplici, di cui esse risultano formare consonante doppia:
Greco
- ζ = δ + σ
- ξ = κ + σ
- ψ = π + σ

Latino
- x = c + s
- z = d + s

Successivamente si opera la divisione in sillabe delle parole nella strofe, tenendo presente delle regole:
- Una consonante preceduta da vocale fa sillaba con la vocale che segue, esempio di πόλις > πο-λις
- Una successione di due o tre consonanti normalmente si accorpa alla vocale successiva: γίγνομαι > γί-γνο-μαι; περιστρέφω > πε-ρι-στρεφω. Questa regola non accade nei casi, nei quali la prima consonante fa parte della sillaba che precede, la seconda sillaba della successiva, o in una sequenza di due consonanti uguali (es. ἄλλος > αλ-λος), o in una sequenza costituita da liquida o nasale (λ, ρ, μ, ν), seguita da consonante, come in μιμνήσκω > μι-μνη-σκω; oppure ancora in una sequenza costituita da consonante seguita da sibilante -σ, come in ἄλσος > αλ-σος.
- Nelle parole composte con infissi o prefissi, in caso di conflitto con le regole precedenti, normalmente prevale il criterio etimologico, come: φιλάργυρος (da φίλος + ἄργυρος) > φιλ-αρ-γυ-ρος. In vista dell'analisi prosodica si ricordi che questo criterio non è applicato con certa regolarità dai vari poeti.
- In vista della divisione in sillabe, le consonanti doppie ζ - ξ - ψ andranno preventivamente composte nelle due consonanti che le costituiscono, ossia dentale, labiale, gutturale + -σ, la prima delle quali andrà a chiudere la sillaba precedente, mentre la seconda farà parte della sillaba seguente. Esempi: ἄξιος > ακ-σιοσ / ἁνεψιός > α-νεπ-σιος / θαυμάζω > θαυ-μαδ-σω.

Le sillabe presentano valore lungo o breve, nello schema simbolico dei segni — ∪, dove — significa lungo e ∪ breve, seguendo queste regole:
- Le sillabe chiuse, cioè quelle che terminano in consonante, sono sempre lunghe
- Le sillabe contenenti un dittongo sono sempre lunghe, a differenza del valore della grammatica greca per le coniugazioni e le declinazioni, quindi nell'esempio della scansione metrica latina, avremo sempre:

(Scansione metrica della prima strofe del proemio al Libro I del De rerum natura e Scrittura regolare grammaticale della strofe iniziale del proemio al Libero I del De rerum natura)
Le sillabe aperte, cioè quelle che terminano in vocale, hanno la durata o la quantità della vocale stessa. Per determinare il valore delle sillabe aperte, potremo seguire due diversi criteri, eventualmente utilizzandoli entrambi i casi in cui uno solo dei due non permettesse di determinare la quantità di tutte le sillabe:
- Stabilire la quantità delle singole sillabe, ricorrendo a un criterio linguistico, ossia osservare direttamente se la sillaba termina in vocale (breve o lunga) o in dittongo (che è sempre lungo).
- Utilizzare un criterio metrico, questo metodo si può applicare quando si ha già buona dimestichezza con gli schemi metrici principali. Esso consiste nell'attribuire la quantità alla sillaba, tenendo presente lo schema che il verso sembra seguire. Ad esempio se prima si osserva la successione di piedi dattilici, è molto probabile che il verso sia un esametro o un distico elegiaco.
- Abbreviamento in iato: nella poesia greca capita di frequente che una sillaba in finale di parola, costituita di per sé da una lunga, in quanto contenente vocale lunga o dittongo, venga trattata metricamente come una breve, se seguita immediatamente da una parola iniziante per vocale. Tale fenomeno di collegamento tra la finale di parola in vocale e inizio della seguente in vocale, senza pausa, è detto sinizesi, e si trova sia in latino che greco. Un esempio dal Libro I dell'Iliade, dunque in esametro in quanto epos (il tratto - costituisce il punto dove inserire l'accentro metrico, nella scansione in esametri, che naturalmente cade sulla sillaba lunga della successione — ∪∪: στέ-μμα˘τ' ἔχω-ν ἑ-ν χε-ρσι˘ν ἑ˘κη-βό˘λου˘ Ά-πόλλω-νο-ς.

Come si può vedere, avviene la sinizesi tra -ου e Ά di Άπόλλων, il valore è breve, benché ci sia dittongo, gli accenti grammaticali non hanno valore in metrica.
- Abbreviamento metrico: avviene in tutti i casi in cui una sillaba chiusa, costituita cioè da vocale seguita da due consonanti, o da consonante doppia, venga di fatto trattata come sillaba breve, per necessità metrica. Il fenomeno non va confuso con la correptio attica, che riguarda esclusivamente le sillabe costituite da vocale seguita da consonante muta e da nasale o liquida; o ancora dall'allungamento di una vocale sempre per ragioni metriche, come nel caso di sopra di Άπωλλωνος. Un esempio dal Libro II dell'Iliade v. 465:

ἑ-ς πε˘δι˘ο-ν προ˘χέ˘ο-ντο˘ Σκα˘μά-νδι˘ο˘ν• αὑ-τά˘ρ ὑ˘πό- χθὡ-ν
- Aferesi: caduta della vocale iniziale di una parola preceduta da una che termina in vocale; il fenomeno è analogo all'elisione, che però interessa solo le vocali finali di parola.
- Allungamento metrico: si usa normalmente quest'espressione per definire tutte le situazioni in cui una sillaba che dovrebbe essere breve, per regole di prosodia, nel caso semplice e schietto del verso superiore di Άπωλλώνος per arrivare a completare la scansione metrica in esametro della strofe, una vocale breve viene di fatto allungata per essere utilizzata correttamente all'interno del verso, e tale fenomeno avviene sia in metrica latina che greca.
- Correptio attica: il fenomeno che un tempo si enunciava col participio muta cum liquida non faciunt positionem, è strettamente connesso con la divisione in sillabe delle parole, contenenti un gruppo consonantico costituito da una muta seguita da liquida o nasale. Per esempio la parola πατρός, genitivo di πατήρ, nella poesia la prima sillaba è quasi sempre trattata come lunga, e ciò significa che la prima sillaba della parola πατρός è sentita come sillaba chiusa, e che la divisione in sillabe doveva essere quindi la seguente: πατ-ρος, come dire che in origine il gruppo consonantico -τρ veniva trattato come qualsiasi gruppo costituito da due consonanti consecutive: la prima chiudeva la sillaba precedente, la seconda iniziava la sillaba successiva. Lo stesso vale per gli altri gruppi costituiti da muta + liquida o nasale. Con l'evolversi della lingua greca, si impose gradualmente una nuova percezione della divisione in sillabe: i gruppi consonantici di muta + liquida o nasale furono sentiti come insieme inseparabile, e percepito come unica emissione di suono, col risultato che entrambe le consonanti andavano a iniziare la sillaba successiva, mentre la sillaba precedente rimaneva la sillaba aperta; e in quanto tale breve, nel caso che fosse costituita come spesso accade, da vocale breve. In altre parole se l'analisi prosodica ci porta ad assegnare valore di breve alla α di πα˘τρος, ciò significa che la divisione in sillabe sarà πα-τρος.

Nell'esempio di un componimento di Teognide (scrisse in distici): Οὑ-δέ˘ν ἑ˘ν ἁ-νθρώ-ποι-σι˘ πα˘τρό-ς κάι- μη-τρό˘ς ἄ˘μει-νο-ν
- Dieresi: avviene nei casi in cui due vocali consecutive, normalmente trattate come dittongo, vengono considerate dal punto di vista metrico come due sillabe distinte, il segno diacritico è ¨, e in un certo senso, è simile alla dieresi ricorrente in alcuni termini in -(ϝ)ευ-(ϝ)αυ della III declinazione greca, come il dativo singolare γρᾱΐ di γραῦς
- Sinizesi: fenomeno opposto alla dieresi, la sinizesi si verifica nei casi in cui due vocali consecutive, che non costituiscono dittongo, vengono trattate metricamente come un'unica sillaba lunga, e tale fenomeno può avvenire all'interno di una parola, oppure tra la vocale della fine di parola, e quella iniziale della seguente; ciò serve anche per far coincidere perfettamente la scansione metrica della strofe.

### Elisione in metrica
Scomparsa a fine di parola di una vocale breve (α, ε, ι, ο, υ / a, e, i, o, u), davanti all'inizio di una seconda parola. Se una parola si conclude con sillaba in vocale breve dinanzi a una sillaba "aperta" in vocale breve, si elide solo l'ultima vocale, mentre quella che precede non subisce cambiamenti.
Sono edibili:
- α: in vocaboli di due o più sillabe, nei monosillabi (ρα di ἄρα / γα che è il dorico di γε / σά da τά σά)

- ε: sempre si elide

- ο: nelle terminazioni verbali, nei neutri singolari, nelle preposizioni ἀπό, ὑπό, nei numerali δύο e nell'avverbio δεῦρο

- ι: nelle terminazioni verbali, nelle preposizioni ἀμφί, ἀντί, nell'avverbio ἔτι, nelle forme del dativo plurale dei pronomi personali eolici ἄμμι, ύμμι

Non si elidono:
- α: nei monosillabi, neo vocativo ἄνα di ἄναξ, nell'accusativo del pronome di III singolare

- ο: monosillabi, come il pronome relativo, l'articolo neutro, la preposizione πρό, i genitivi arcaici in -αο e -οιο

- ι: nelle preposizioni μέχρι, περί, nel pronome-aggettivo interrogativo indefinito τί, τι, nella terminazione del dativo singolare della III declinazione, nel dativo plurale della III declinazione, specialmente per Omero ed Esiodo

A volte anche i dittonghi -αι e -οι subiscono elisione: il primo nelle terminazioni verbali medie e passive, nella lirica lesbica, in Pindaro e nella commedia, e poi nelle terminazioni degli infiniti attivi in Saffo e Alceo.
L'elisione della particella μοι nell'elegia e nel giambo del dialetto ionico viene interpretata anche come sinalefe o crasi: μαι εγώ > *-μ'εγώ

### Catalessi
Termine che ha per significato "sospensione - privazione", ossia riguarda dei cola incompleti, privi cioè di una o più sillabe finali.
- Se il piede incompleto ha una sola sillaba si dice catalettico "in syllabam", e così anche il verso o il colon che lo contiene (tetrametro, giambo, ecc)

- Catalettico "in dysillabum" è invece il piede completo formato da due sillabe, e conseguentemente il verso o il colon che lo contiene.

Se la catalessi non c'è, allora un tetrametro ad esempio, può essere definito "acataletto".

### Pause metriche
A causa della sua lunghezza, l'esametro necessita di una o due pause al suo interno, che possono assumere la forma di una dieresi o di una cesura. 
In generale, le pause più comuni sono la pentemimera e quella dopo il terzo trocheo; la tritemimera compare solo se nel verso è presente un'altra cesura, di solito un'eftemimera; anche la dieresi bucolica spesso appare in combinazione con un'altra pausa.  
Dato che è il verso più lungo della metrica, si faranno degli esempi con l'esametro dattilico:
- la cesura tritemimera o semiternaria, dopo il terzo mezzo piede, ossia dopo l'arsi del secondo piede (- UU - || ecc.);

- la cesura pentemimera o semiquinaria, dopo il quinto mezzo piede, ossia dopo l'arsi del terzo piede (- UU - UU- || che realizza un hemìepes, ossia mezzo esametro);

- la cesura κατὰ τὸν τρίτον τροχαῖον (ovvero del terzo trocheo) ossia tra le due sillabe brevi del terzo dattilo (- UU - UU - UU -|| ecc.);

- la cesura eftemimera o semisettenaria: dopo il settimo mezzo piede, ossia dopo l'arsi del quarto piede (- UU - UU - UU - U||;

- la dieresi bucolica: (così chiamata perché particolarmente frequente nella poesia bucolica): tra il quarto e il quinto piede (- UU - UU - UU - UU ||).

La distribuzione di queste pause varia in maniera considerevole a seconda degli esempi considerati. In Omero, la pentemimera è altrettanto frequente di quella dopo il terzo trocheo, ma la sua frequenza diminuisce nella poesia alessandrina e diviene ancora più rara nei poeti tardoantichi, che usano anche molto raramente la dieresi bucolica. Nell'esametro latino, al contrario, la cesura dopo il terzo trocheo è piuttosto rara, mentre non è infrequente l'eftemimera da sola, ed è ricercata la combinazione pentemimera-eftemimera; la dieresi bucolica è sempre preceduta da un'altra cesura.

#### Alcuni esempi di cesure
Μῆνιν ἄειδε θεά, || Πηληϊάδεω Ἀχιλῆος (Iliade, I, 1) (pentemimera)
Ἄνδρα μόι ἔννεπε, Μοῦσα || πολύτροπον || ὃς μάλα πολλά (Odissea, I, 1) (cesura dopo il terzo trocheo e dieresi bucolica)
Διογενὲς || Λαερτιάδη || πολυμήχαν' Ὀδυσσεῦ (Iliade II 173) (tritemimera e pentemimera)
Arma virumque cano || Troiae qui primus ab oris (Eneide I 1) (pentemimera)
Obruit Auster aqua involvens || navemque virosque (Eneide VI 336) (eftemimera)
Quidve dolens || regina deum || tot volvere casus (Eneide I 9) (tritemimera ed eftemimera)
Dic mihi, Damoeta, || cuium pecus? || An Moeliboei? (Bucoliche, III, 1) (pentemimera e dieresi bucolica)

### Altre regole di metrica
La poesia greca si fonda su una ritmica non accentuativa, ma legata all'alternanza di sillabe brevi e lunghe:
- Si considerano brevi le sillabe aperte, terminanti in vocale, con vocale breve;
- Si considerano lunghe le sillabe chiuse, terminanti per consonante, con vocale breve. In quest'ultimo caso si definiscono le sillabe lunghe "per posizione": la consonante terminale, cioè fa posizione[20], allunga la quantità della sillaba anche se la vocale resta breve: ὅλ-λυ-μι < ὅλλυμι;

- Tutte le sillabe aperte o chiuse, con vocale lunga per natura, sono lunghe: δί-δω-μι;

- I dittonghi οι/αι in finale di parola, anche se brevi ai fini dell'accento (χῶραι e ἄνθρωποι al nom. plu.) sono lunghi ai fini metrici. In altre parole le regole dei tre tempi e dell'accentazione della grammatica greca in metrica, non hanno valore.

La sillabazione greca poetica, distinta da quella in prosa, corrisponde in genere a quella latina, con queste precisazioni:
- Nella dizione poetica, le parole devono essere considerate tra loro: quindi ai fini del computo sillabico una consonante finale di parola, si unirà all'eventuale vocale iniziale della seguente: δίκαιος εἶ > δί-και-ο-ς‿εἶ;
- I dittonghi hanno le vocali brevi ι e υ sempre come secondo elementi, a parte l'isolato dittongo υι. Quindi in tutti gli altri casi ci sarà ordinariamente uno iato, e le vocali apparterranno a due sillabe diverse: πείθω = πεί-θω, ma ῥάδιον = ῥα-δι-ον;
- Le consonanti doppie ζ, ψ, ξ si doppiano fra la sillaba precedente, chiudendola, e quella seguente: ἔκοψα = ἔ-κοπ-σα (ψ = π+ς);
- Le sequenze di due o più consonanti si dividono fra due sillabe, separando la prima consonante dalle seguenti: σύγκλητος = σύγ-κλη-τος.

In prosa la sillabazione greca lascia in genere uniti, come in italiano, i gruppi consonantici che possono ricorrere all'inizio di parola (πά-σχω), ma ai fini del computo metrico, un gruppo di due o più consonanti si divide, lasciando la prima a chiudere la vocale precedente (πάσ-χω), con l'eccezione che segue:
- Il gruppo muta + liquida o muta + nasale (κλ, πρ, κν ecc.) si può a seconda dei casi separare in due sillabe, di regola in Omero specie in muta + nasale, o lasciare unito il tutto, è il caso della correptio attica, d'obbligo nei testi della commedia, con l'eccezione dei gruppi sonora + liquida o nasale. In Omero la regola della "positio debolis" non ricorre perché la sillaba è sempre lunga, e non si dà la possibilità della divisione, come avviene nel greco con la correptio attica; un esempio: pătrem > pă-trem: sillaba aperta e breve, perché ă > păt-rem: sillaba chiusa e lunga per definizione.

Presenza del digamma ϝ
Dopo l'adozione, da parte degli ateniesi dell'alfabeto di modello ionico, modello divenuto in seguito, a causa della potenza militare, finanziaria ed intellettuale della città, quello di tutta la Grecia, il digamma cadde più o meno rapidamente in disuso (a seconda delle regioni; il II secolo a.C. costituisce una data incerta ma probabile): nella versione ionica (e quindi in quella attica), il fonema /w/ non veniva più espresso, e un segno per esprimerlo diventò completamente inutile. In questo modo non si trova più traccia del digamma nell'alfabeto attuale, già a partire dall'alfabeto classico della koinè ateniese.
La scomparsa del digamma lascia diverse conseguenze:
- all'inizio della parola cade o senza lasciare traccia (caso più frequente) o determinando l'assunzione dell'aspirazione da parte della vocale:

ϝέπος (beotico, dorico) > ἔπος ‘parola, verso’
*ϝιστωρ > ἵστωρ ‘testimone’, lett. ‘colui che vede’ (dal tema *ϝιδ-/ϝειδ-/ϝοιδ- che ha dato, fra gli altri, il verbo latino uideo)
- dopo una vocale si vocalizza dando luogo ai dittonghi ᾰυ/ᾱυ, ευ/ηυ, ου/ωυ:

*βασιλεϝς > βασιλεύς ‘re’
*βοϝς > βοῦς ‘bue’ (cfr. latino bovis)
- in posizione intervocalica cade per lo più senza lasciare traccia:

*πλεϝω > πλέω
- nei gruppi consonantici τϝ e σϝ:
- τϝ > σ (inizio di parola) oppure σσ (in corpo di parola):

*τϝος > σός ‘tuo’ (cfr. latino tuos, evoluto in tuus dopo il I secolo d.C.)
*τετϝαρες > τέσσαρες ‘quattro’
- σϝ > hϝ > aspirazione:

*σϝαδυς > *ἁδυς > ἡδύς ‘dolce’ (dal tema *σϝαδ-, che ha dato anche suadeo e suauis al latino)
Allungamenti metrici: le leggi di Schulze
- Allungamento in tempo forte: in una sequenza di tre brevi (UUU= tribraco), generalmente si allunga la terzultima sillaba = — UU;
- Allungamento in tempo debole: si allunga la sillaba breve che si trova tra due lunghe, cioè in una sequenza cretica — U — si allunga la breve in tempo debole;

- La separazione del gruppo muta + liquida o nasale è tuttavia d'obbligo quando la consonante muta conclude il prefisso iniziale di una parola composta, come un preverbio: ἐκλέγω = ἐκ-λέ-γω.

Si chiama ictus (colpo, battito) l'appoggio ritmico in una battuta di tempo, esso corrisponde nella terminologia latina medievale e moderna all'arsi, cioè alla sillaba in tempo forte, che indica un'elevazione, mentre si chiama tesi (posizione) la sillaba in tempo debole anche se per noi corrispondono di fatto, rispettivamente al battere e al levare musicale, l'esatto contrario rispetto ai nomi greci usati. Nella scansione metrica occorre considerare:
- Sinizesi o sineresi: riunione della stessa sillaba di due vocali consecutive, in genere la prima con suono o/e, o di vocale e dittongo all'interno di parola, con eliminazione dello iato: ὦ θεοὶ (sinizesi gruppo ‿εο) πατρῷοι, συγγένεσθέ γ᾽ ἀλλὰ νῦν
- Sinalefe o sinecfonesi: riunione nella stessa sillaba della vocale o dittongo finali di parola, e della vocale o dittongo iniziale della parola successiva; è rara in quanto in genere viene evitata attraverso l'elisione: ἔξοιδα δ᾿ ὡς μέλει γ᾿• ἐπεὶ‿οὔποτ᾿ ἂν στόλον
- Abbreviamento in iato: una sillaba lunga aperta, cioè con la vocale lunga o dittongo, seguita immediatamente da una sillaba iniziante per vocale, si può abbreviare sia fra due parola diverse (correptio attica), sia all'interno di parola, a condizione che non cada su di essa l'ictus del verso, cioè che non sia in arsi: γαμεῖς τοῐοῦτον ὥστε θρηνεῖσθαι γάμον

### Terminologia
- Arsi (dal greco ἄρσις = «innalzamento») Nella metrica classica è il "tempo forte" del metro (in opposizione a quello debole, detto tesi), quello che nella percezione del flusso ritmico viene psicologicamente assunto come elemento-guida; su di esso, nella lettura, viene fatto cadere l'ictus. I metri che iniziano in arsi sono detti discendenti (per es. il dattilo e il trocheo).
- Cesura (dal latino caedo = «tagliare») Pausa nel ritmo di un verso, che si verifica quando si ha la fine della parola all'interno di un piede. Si parla di «cesura maschile» quando l'incisione cade dopo l'arsi e di «cesura femminile» quando viene invece incisa la tesi.

Emistichio (dal greco ἡμι- = «mezzo» e στίχος = «verso») Ciascuna delle due parti in cui un verso può essere diviso dalla cesura. Per estensione il termine può indicare anche un verso incompleto.
- Ipèrmetro: Verso che apparentemente ha una sillaba in più; in realtà la sillaba eccedente è sempre in sinalefe con la vocale iniziale del verso successivo. Ad esempio: Virgilio, Georgica II, 69-70 inseritur vero et fetu nucis arbutus horrida / et steriles platani.
- Metro: è l’unità di misura superiore al piede. Può comprendere uno o due piedi (p. es. metro dattilico = 1 dattili, metro giambico = 2 giambi)

Piede Unità di misura del verso grecolatino, costituita dall'aggregazione di determinate quantità sillabiche. Sono piedi, ad es., il dattilo (formato da una lunga e due brevi), il giambo (una breve e una lunga), l'anapesto (due brevi e una lunga).
- Tesi (dal greco θέσις = «abbassamento») Nella metrica indica il "tempo debole" di un metro (in opposizione all'arsi). I metri che iniziano in tesi sono detti ascendenti (per. es. il giambo e l'anapesto).

## La metrica: strutture generali
Secondo la tradizione antica lo studio della metrica si divide in tre branche:
- Prosodia, che si occupa della quantità delle sillabe
- Metrica vera e propria, che si occupa della combinazione delle quantità sillabiche nella versificazione.
- Strofica, che si occupa delle combinazioni di versi in gruppi strutturati (Alcmane, Stesicoro, Ibico, Simonide, Pindaro) e per i cori della commedia e della tragedia.

## Metrica: glossario di base
Si riportano qui di seguito le definizioni delle entità metriche, dalla più semplice alla più complessa: i collegamenti rimandano a una trattazione più approfondita dei singoli concetti.
- mora (gr. χρόνος): è l'unità di misura nella prosodia classica. Secondo le convenzioni in uso già tra gli antichi, una sillaba breve vale una mora, una sillaba lunga due more.
- sillaba breve: in generale, una sillaba è breve quando è aperta e contiene una vocale breve. Si veda prosodia.
- sillaba lunga:
  - per natura: contiene una vocale lunga o un dittongo
  - per posizione (o meglio per convenzione): contiene una vocale breve seguita da due o più consonanti.
- piede (gr. πούς, lat. pes): unità metrico-ritmica di base, composta da due a quattro sillabe, e lunga da due a più more.
- Elementum (it. elemento): è l'unità di misura dei tempi ritmici di cui è composto un piede. Si definiscono quattro elementa alla base della metrica classica:
  - Elementum breve, (simboleggiato con ∪) unità di movimento corrispondente a una sillaba breve,
  - Elementum longum, (simboleggiato con ∪∪) unità di movimento corrispondente a sillaba lunga sostituibile all'occorrenza con due brevi.
  - Elementum anceps, o ancipite, (simboleggiato con X) unità di movimento in cui può comparire tanto un longum  quanto un breve, realizzabile dunque con una sillaba breve, una sillaba lunga o due sillabe brevi
  - Elementum indifferens, (simboleggiato normalmente con il simbolo musicale della corona , con Λ o con ∪), unità di movimento corrispondente a una sillaba o lunga o breve.
- metro (gr. μέτρον, lat. metrum): l'unità di misura del verso, che coincide con il piede (nel caso di piedi della durata superiore alle quattro more) o a due piedi (per quelli di durata uguale o inferiore alle quattro more, ad esclusione dell'esametro e del pentametro dattilico). Nel secondo caso, si chiama sizigia (gr. συζυγία) o meno chiaramente dipodia.
- colon plurale cola (gr. κῶλον, pl. κῶλα) o membro: formato da alcuni piedi o sizigie secondo uno schema metrico preciso che però non ha carattere indipendente, di durata in genere non superiore alle 18 more.
- verso (gr. στίχος, lat. versus): entità formata da più piedi o sizigie, dotato di un'autonomia ritmica che lo differenzia dal colon. Può contare fino a quattro sizigie (tetrametro) trenta more. Oltre tale limite è definito ipermetro (gr. ὑπέρμετρος, lat. hypermeter). Un verso (e così un periodo o una strofa o un sistema) è un'unità indipendente in quanto presenta le seguenti caratteristiche:

1. termina con una pausa
2. ammette iato con la sillaba iniziale del verso successivo
3. la sua sillaba conclusiva è sempre elementum indifferens, ossia può essere indifferentemente lunga o breve.

- asinarteto (gr. ἀσυνάρτητος): è un particolare tipo di verso, formato da due cola di metro differente, separati da una dieresi.
- periodo (gr. περίοδος, lat. periodus/ambitus): un insieme indipendente di due o più cola, di ampiezza uguale o maggiore a quella del verso, ma senza carattere fisso.
- strofe (gr. στροφή, lat. stropha): entità metrica formata da due o più versi o periodi.
- sistema (gr. σύστημα): entità metrica composta di una successione di cola dalla struttura regolare (per lo più dimetri) di uno stesso metro di un'estensione considerevole.

Talvolta cola e versi possono essere allungati o abbreviati rispetto al loro schema di base. Si definisce allora:
- acefalo: privo della sillaba iniziale.
- procefalo: allungato di una sillaba al suo inizio. Tale fenomeno è noto anche come anacrusi.
- catalettico (gr. καταληκτικός): privo della sillaba finale. In metri trisillabi, come il dattilo, se le sillabe mancanti sono due, si definisce catalettico in syllabam, se la sillaba mancante è una, invece, viene detto catalettico in duas syllabas. Due cola catalettici combinati assieme formano un verso dicataletto.
- ipercataletto: allungato alla conclusione di una sillaba.

## La classificazione dei versi
In genere, sono possibili due schemi di classificazione dei versi: uno secondo lo schema metrico, un altro secondo il genere letterario in uso.

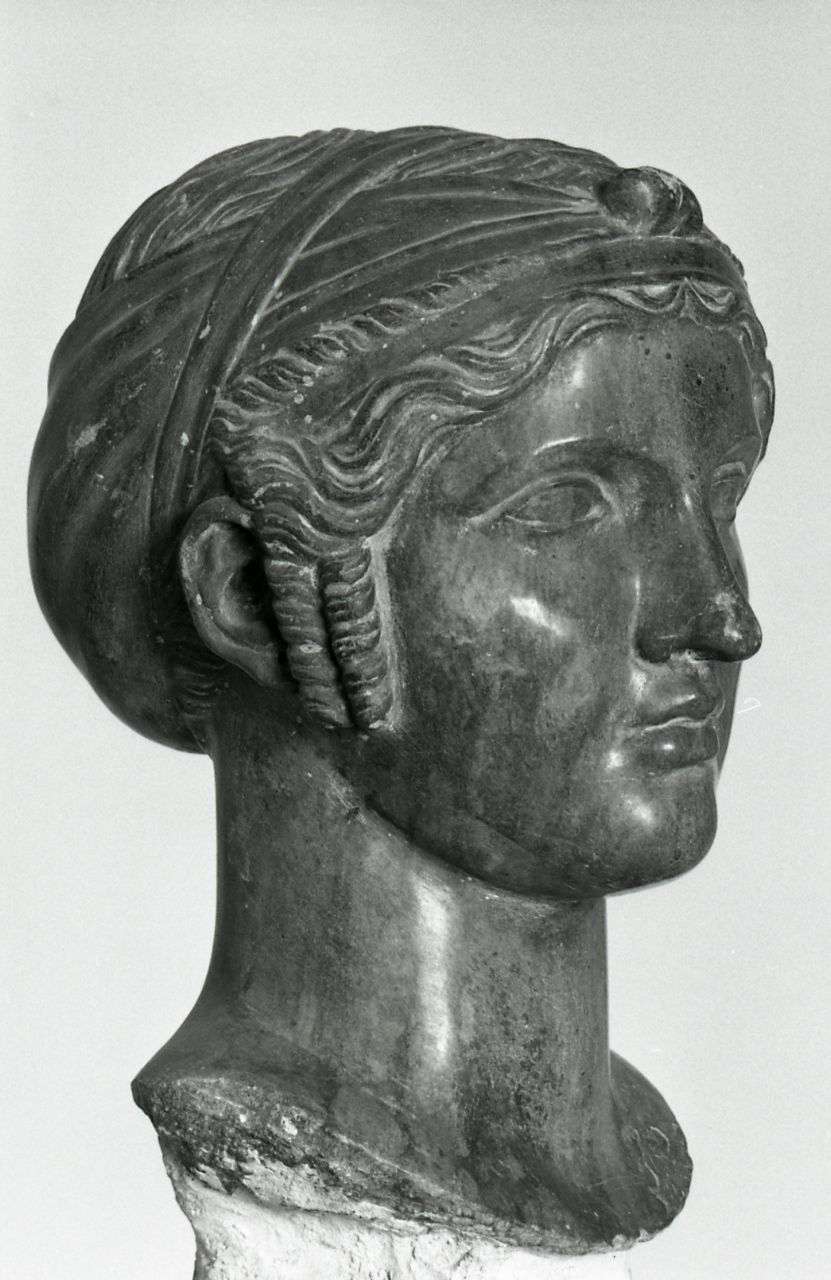
Ritratto di Saffo, Palazzo Massimo alle Terme, Roma. Foto di Paolo Monti, 1969.

La classificazione secondo lo schema metrico è la seguente.
- Versi κατὰ μέτρον (katà métron), basati su un solo tipo di piede:
  - Metri giambici
  - Metri trocaici
  - Metri dattilici
  - Metri anapestici
  - Metri ionici
  - Metri coriambici
  - Metri cretici
  - Metri bacchiaci
  - Metri docmiaci
- Versi misti (composti da piedi differenti):
  - Dattili e anapesti logaedici
  - Dattilo-epitriti
  - Asinarteti

In tale classificazione, la metrica eolica può essere divisa tra i dattili e i coriambi o essere trattata con i versi misti. Il rapporto tempo forte e tempo debole è stato teorizzato dal sofista Damone nel V secolo a.C.
Secondo il metricologo Efestione i 9 metri primari riconosciuti sono:
- Dattilo: - UU (rapporto tempo forte e tempo debole: 2:2)
- Spondeo: - -
- Trocheo: - U
- Giambo: U - (ascendente e discendente)
- Anapesto o dattilo ascendente: UU - (1:2 - 2:1)
- Coriambo: - U U - (2:1 + 1:2)
- Antispasto: U - - U (1:2 + 2:1)
- Ionico a maiore: - - U U (2:2 + 1:1)
- Ionico a minore: U U - - (1:1 + 2:2)
- Cretico: - U - (2:3 o anche 3:2), secondo il grammatico Eliodoro questo non fa parte dei nove metra principali perché fu introdotto tardi nella lirica, dall'isola di Creta, e può essere assimilabile a un trocheo comune o a un giambo.

Con questi metra primari si realizzano le varie combinazioni di versi recitati, recitativi e cantati, le parti del coro suddivise per cola ritmici e metrici, i trochei e giambi possono avere il fenomeno della catalessi, dell'acefalia, ecc. e degli speciali versi a scelta libera del poeta, tanto che gli studiosi di metrica, alcuni versi specifici, li chiamano anacreontici, alcaici, saffici, gliconei, ferecratei, cirenaici, epitriti giambico-trocaici, encomiologici, recitativi, prosodiaci, lecizi, reiziani, stesicorei, pindarici, alcmanii, ipponattei, ecc.
Classificazione per genere:
- Versi recitati:
  - esametro dattilico

Schema dell'esametro dattilico

  - trimetri giambici (trimetro giambico, scazonte, trimetro giambico catalettico)
  - tetrametro trocaico ed altri versi trocaici
- Versi cantati (lirica monodica):
  - metri eolici
  - altri metri lirici (gli asinarteti archilochei, alcuni metri ionici)
  - metri diversi utilizzati nelle parti cantate della tragedia
- Versi cantati (lirica corale): le complesse forme metriche, per lo più sotto forma di triade epodica, che si incontrano nella lirica corale e nei cori della tragedia.

## Metri recitati
La metrica si occupa della composizione dei vari tipi di METRI, che caratterizzavano nella letteratura greca i diversi tipi di componimenti, più o meno “nobili”.
I più frequenti sono:
- esametro: poemi epici e poesia bucolica, usato da Omero, Esiodo, Teocrito, Callimaco, Apollonio Rodio, Nonno di Panopoli
- distico elegiaco: poesia d’amore, elegia (include vari sottogeneri: politica, amore, filosofia, storia, soliloquio interiore, etica guerresca), epigramma ed epitaffi. Usato dai poeti elegiaci, e non solo, della Grecia, quali: Callino, Tirteo, Solone, Mimnermo, Teognide, Archiloco, Senofane
- senario giambico: il Senario è tipico del dramma latino, sia tragedia che commedia, e fu assai usato da Terenzio e Plauto, e Lucio Accio, e infine da Seneca (parti dialogate). Nell'ambito greco nelle opere di Eschilo, Sofocle, Euripide, corrisponde al "trimetro giambico" (parti dialogate dei personaggi, in determinati punti del testo), a volte usato anche nella variante del dimetro, usato da Archiloco, Ipponatte (che avrebbe inventato la variante del trimetro scazonte), oppure Anacreonte, ma anche nella forma del tetrametro giambico, a seconda della sezione del testo, seguendo gli "episodi di successione" formalizzati da Efestione metricologo.
- tetrametro trocaico: commedia (parti dialogate), come in Aristofane e Menandro, ma a volte con varianti, tanto che esiste il metro "aristofaneo". È usato anche nella lirica, da Anacreonte, Archiloco o anche Saffo.
- vari metri lirici: asclepiadeo maggiore e minore, strofe saffica, strofe alcaica……

Le strofe saffiche e alcaiche sono usate spesso, appunto, da Saffo e Alceo nelle Odi ed Inni, a volte usano anche altri metri, come dimetri, tetrametri. Le strofe saffiche a volte sono usate anche da Anacreonte.
Per quanto riguarda gli altri metri, sono tipologie molteplici, usate negli Epodi e negli Inni, Epinici, del gruppo STROFE-ANTISTROFE-EPODO, delle opere di Pindaro, Bacchilide, Simonide, Ibico, ecc.
- ESAMETRO (dattilico)

È l’insieme di 6 piedi dattilici (DATTILO: - U U). Tutti i piedi prevedono la sostituzione di 2 brevi con 1 lunga tranne il 5° piede, che è fisso. Il 6° piede è tronco di una sillaba. La sillaba finale è “indifferens”, ovvero breve o lunga, in quanto non fa differenza, dato che dopo c’è la fine del verso e quindi una pausa inevitabile di lettura:
A livello di lettura sono necessarie delle pause (dette CESURE) che possono essere di due tipi:
- 1.	semiquinaria (traduzione dal greco: pentemimera)
- 2.	semisettenaria (traduzione dal greco eftemimera) preceduta necessariamente dalla semiternaria (traduzione del greco tritemimera)

SCHEMA:		 -U U, - U U, - U U, - U U, - U U, - U
ALCMANIO
Il piede è tetrametro dattilico. In genere si usa in composizione con altri versi, è così chiamato perché fu introdotto dal poeta Alcmane di Sardi.
SCHEMA:	 -U U, - U U, - U U, - U U

DISTICO ELEGIACO
È un distico, cioè l’insieme di esametro + pentametro dattilico. Il secondo verso, cioè il pentametro, ha 2 “arsi” (cioè sillabe accentate) consecutive al centro del verso e la cesura coincide sempre con metà del verso:
SCHEMA:		
- ESAMETRO: -U U, - U U, - U U, - U U, - U U, - U
- PENTAMETRO: - U U,- U U, - // - U U, - U U, -

SENARIO GIAMBICO (in greco si chiama TRIMETRO GIAMBICO, il termine primario è per la metrica latina)
È l’insieme di 6 piedi giambici (oppure 3 “metra” giambici: 1 metron = 2 piedi; GIAMBO: U- ). Le cesure sono le stesse dell’esametro.
SCHEMA: U-, U-, U-, U-, U-, U-
TRIMETRO GIAMBICO CATALETTICO: come il trimetro giambico puro, ma manca della sillaba finale 
SCHEMA: U-, U-, U-, U-, U-, U
TRIMETRO GIAMBICO IPPONATTEO (O SCAZONTE, O COLIAMBO) 
dal latino = zoppicante, dal greco = zoppo 
Usato soprattutto da Catullo, in greco da Ipponatte.

Come il trimetro giambico puro, ma il “metron” finale è “invertito” (quindi è un trocheo anziché un giambo), sicché si trovano due accenti consecutivi 
SCHEMA: U-, U-, U-, U-, U-, -U

TETRAMETRO TROCAICO ACATALETTO: 

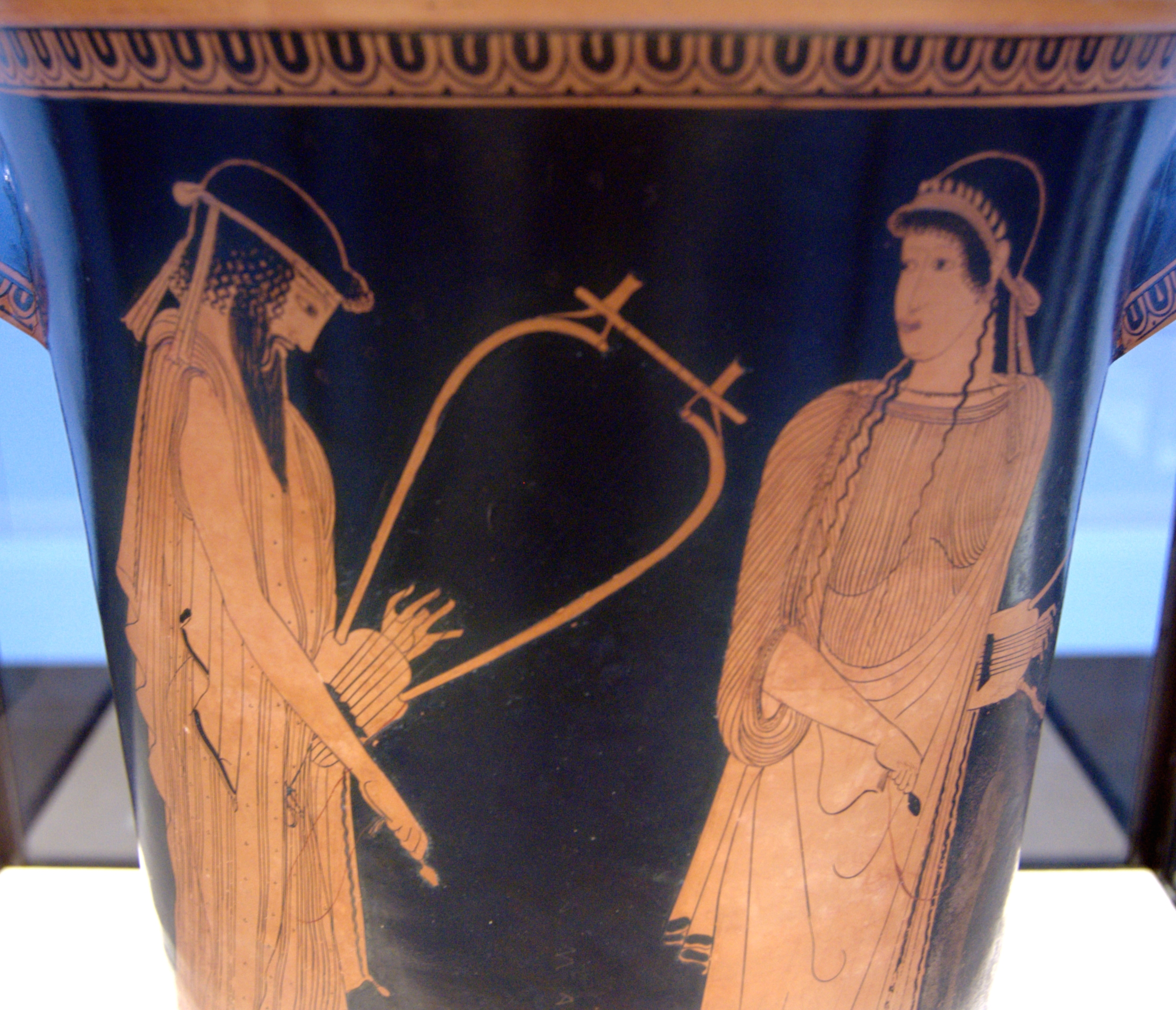
Alceo e Saffo in un vaso a figure rosse.

Formato da 4 “metra” trocaici, quindi da 8 piedi trocaici (trocheo: - U) 
SCHEMA: - U, - U, - U, - U, - U, - U, - U, - U
TETRAMETRO TROCAICO CATALETTICO: 
Come il tetrametro trocaico puro, ma manca della sillaba finale (quindi finisce con la sillaba accentata) 
SCHEMA: - U, - U, - U, - U, - U, - U, - U, - 
SETTENARIO TROCAICO
Usato soprattutto nel teatro (parti cantate della tragedia, raramente nei cantica).

Formato da due tetrapodie trocaiche, la seconda delle quali catalettica

SCHEMA: - U, - U, - U, - U, - U, - U, - U, - U / - U, - U, - U, - U, - U, - U, - U, - 	

STROFE ALCAICA
“Strofe” perché è un insieme di 4 versi che si ripetono poi in quell’ordine; “alcaica” perché utilizzata soprattutto da Alceo.
Usato soprattutto da Orazio.
- ENDECASILLABO ALCAICO	X – U, - U / - U U, - U U		(base libera + 2 trochei + 2 dattili - nella strofe è ripetuto x 3 + adonio finale)
- ENNEASILLABO ALCAICO	X – U – U – U – U 		(base libera + 4 trochei)
- DECASILLABO ALCAICO 	- U U, - U U/ - U – U		(2 dattili + 2 trochei)

STROFE SAFFICA (“MINORE”)
“Strofe” perché è un insieme di 4 versi che si ripetono poi in quell’ordine; “saffica” perché utilizzata soprattutto da Saffo (ma anche da Alceo) 
Usato soprattutto da Orazio.
- ENDECASILLABO SAFFICO	- U, - U, - U U, - U, - U	(2 trochei, dattilo in terza sede+ 2 trochei; nella strofe è ripetuto x 3 + adonio finale).

- ADONIO - U U, - U		(dattilo + trocheo)

FALECIO (O FALECEO)
Dal poeta alessandrino Falèco, fu portato a Roma dai poeti preneoterici.
Formato da una base libera + 1 dattilo + 3 trochei
SCHEMA:	XX, - U U, - U – U – U
GLICONEO

Dal poeta greco Glicòne, non altrimenti noto
SCHEMA: 		- - , - U U, - U U (spondeo + 2 dattili) 

FERECRATEO
Dal poeta greco Ferecrate (V sec. a.C.)
è un gliconeo catalettico.
SCHEMA: - - , - U U, - U (ovvero: spondeo + dattilo + trocheo) 
ASCLEPIADEO

I versi e le strofe asclepiadee prendono il nome dal poeta Asclepiade di Samo, anche se l'inventore di questi versi non è certificato, perché sia l'asclepiadeo maggiore che minore sono già noti dai lirici di Lesbo Saffo e Alceo, forse Asclepiade compose carmi oggi perduti in questo verso, e dunque la tradizione ne attribuì la paternità, come sostiene Orazio nella sua Ars poetica.
- Asclepiadeo minore: secondo la teoria di Efestione è un'esapodia giambica acatalettica, la sola terza dipodia però vi mostra l'andamento giambico puro, mentre le altre due unità di misura prendono la forma di antispasti, di cui il primo può avere nella prima sede la lunga irrazionale, e può talora essere sostituito da una dipodia trocaica. L'antispasto è una dipodia giambica che nella seconda parte viene battuta a contrattempo: la dipodia trocaica può essere considerata come una dipodia giambica del tutto battuta a contrattempo.[23]

X X, - U U-, - U U-, - U U-, - U U-, X X
A metà della seconda dipodia c'è una pausa frequente, ma non obbligatoria in greco, al contrario in Orazio, che dà pure la forma costante di spondeo al primo piede. Lo schema metrico: ∪′∪ — ∪∪ — — ∪∪ — ∪ —
Probabilmente l'asclepiadeo minore è da considerare in Orazio come un'esapodia logaedica con lo spondeo irrazionale nel primo piede, due dattili di tre tempi nella seconda e quarta sede, una lunga di 3 tempi nella terza sede e nella pausa verso la fine.
- Asclepiadeo maggiore: è identico al minore, eccezione che il secondo antispasto è ripetuto. Negli originali greci si ha la cesura a metà della seconda, e a metà della terza dipodia. Tali cesure, usate da Catullo come i Greci in maniera facoltativa, in Orazio diventano obbligatorie, il quale ne fa lo stesso uso del minore, solo che dopo la sillaba di tre tempi, un altro dattilo di tre tempi e un'altra sillaba pure di tre tempi: quest'aggiunta rispetto all'asclepiadeo minore è compresa tra due pause.
In Orazio ci sono 5 sfumature della strofe, a meno che le odi composte di soli asclepiadei minori o di soli maggiori non vogliano considerare come composizioni monostiche.

X X, - U U-, - U U-, - U U-, X X 
Resterebbe dunque un sistema distico asclepiadeo, dove si alternano un gliconeo II (identico all'asclepiadeo minore con in meno l'antispasto di mezzo) con un asclepiadeo minore, e poi 2 strofe, una composta di 3 asclepiadei minori chiusi da un gliconeo II e un'altra risultante da due asclepiadei minori, seguiti da un ferecrateo II (uguale al gliconeo II con in meno l'ultima sillaba) e da un gliconeo II. 
Un esempio in greco di Asclepiadeo maggiore, dal fr. 140 Lobel-Page di Saffo: Morte di Adone:
Κατθνᾴσκει, Κυθέρη', ἄβρος Ἄδωνις• τί κε θεῖμεν;
καττύπθεσθε, κόραι, καί κατερείκεσθε κίθονας.

## Metrica dell'epica: l'esametro dattilico

Struttura base dell'esametro dattilico

L'esametro dattilico è il verso più utilizzato nella poesia antica, sia greca che latina. Basti tener presente che questo è il verso caratteristico dei poemi epici di Omero, Esiodo, Apollonio Rodio, Quinto Ennio, Lucrezio, Virgilio, Ovidio, Marco Anneo Lucano, ecc., e dell'elegia di Tirteo, Archiloco, Mimnermo, Solone, Senofane, Catullo, Properzio, Tibullo, Ovidio, dove si alternano una coppia un esametro pieno e un pentametro dattilico, per formare il distico. Nell'ambito della letteratura latina l'esametro fu usato, a differenza del greco, anche per la satira, come nelle opere di Lucilio, Orazio, Persio e Giovenale.

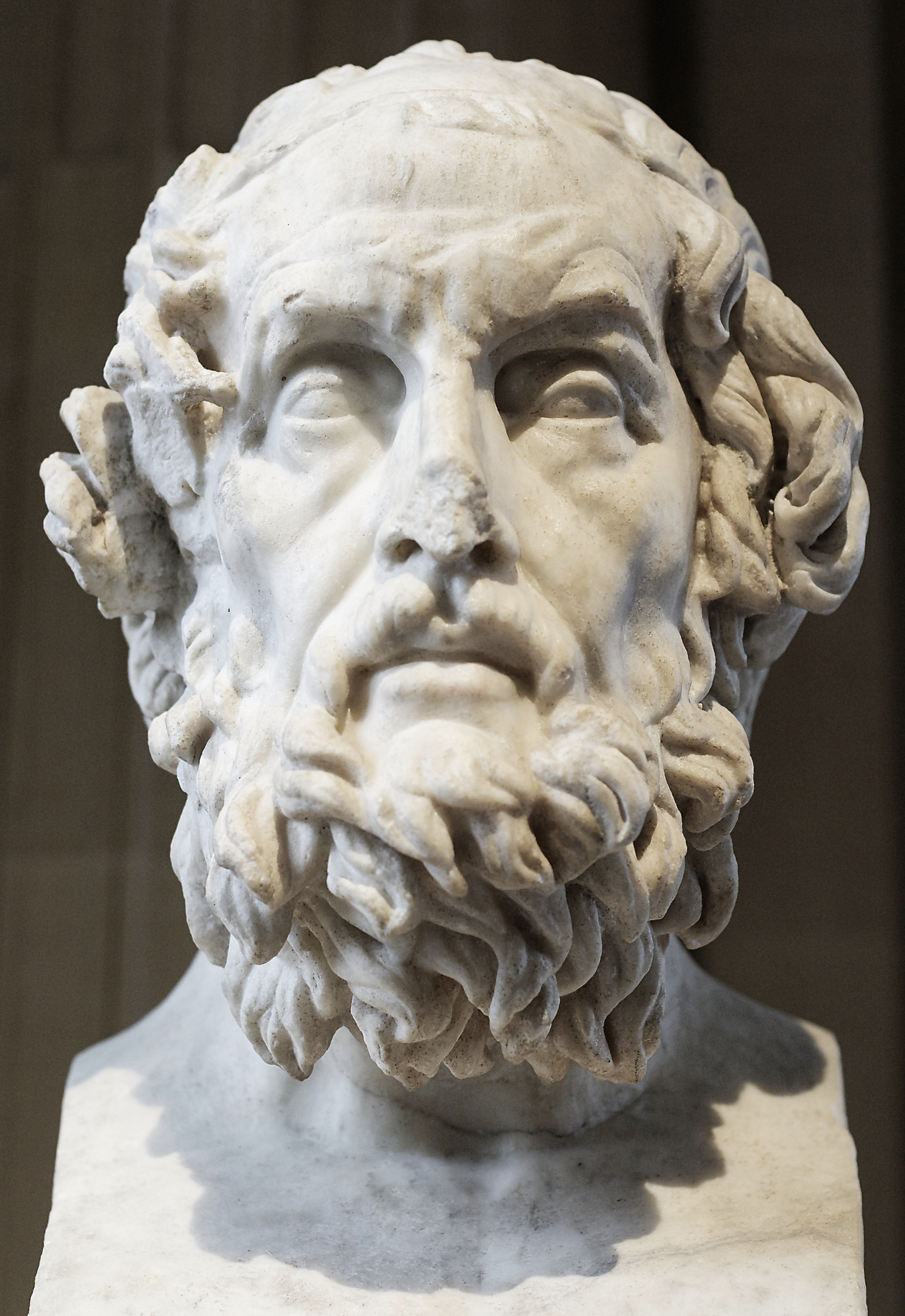
Ritratto immaginario di Omero, copia romana del II secolo d.C. di un'opera greca del II secolo a.C. Conservato al Museo del Louvre di Parigi.

Il termine esametro, da ἔξ (numero 6) + μέτρον (misura, piede) dattilico, suggerisce una sequenza di sei dattili. In realtà l'esametro dattilico è costituito da 5 dattili, e da un piede finale costituito da due sillabe, la prima delle quali è sempre lunga, mentre la seconda può essere indifferentemente lunga o breve. L'ultimo piede dunque non è un dattilo — ∪ ∪, ma può essere uno spondeo — — oppure un trocheo — ∪.
Si può anche dire che l'esametro dattilico di per sé, è catalettico; vale la pena ricordare che in tutti i tipi di verso la quantità dell'ultima sillaba è indifferentemente lunga o breve, visto che la durata dell'ultima sillaba non può avere sul ritmo del verso che ormai si è già concluso. Si nota che i primi 5 piedi dello schema non sono rappresentati rigorosamente da semplici dattili  — ∪ ∪, come suggerisce l'aggettivo "dattilico"; ciascuno dei 5 piedi infatti può essere costituito indifferentemente da un dattilo o da uno spondeo, a seconda della lunghezza della vocale della sillaba. Ciò significa che il numero totale delle sillabe di un esametro può variare da un minimo di 12, quando in tutte le sedi è presente solo lo spondeo (qui l'esametro è definito "olospondaico"), a un massimo di 17 sillabe, quando in tutte le sedi è presente un dattilo, e in tal caso l'esametro è detto "olodattilico".
Lo spondeo in 5ª sede è piuttosto raro, in tal caso l'esametro è detto "spondaico"; le possibili successioni di lunghe e brevi, nelle varie combinazioni di dattili-spondei, sono 32 ({\displaystyle 2^{5}}), se poi si vuol tenere conto anche dell'ultima sillaba lunga o breve, le possibili successioni saranno addirittura 64 ({\displaystyle 2^{6}}). Queste caratteristiche fanno sì che l'esametro dattilico sia il verso più impegnativo da analizzare, benché apparentemente sembri uno dei più semplici della metrica poetica. Esclusi i casi di esametro olospondaico e olodattilico, in cui l'assegnazione del valore di lunga o breve è obbligato in tutte le sillabe, in tutti gli altri casi sarà necessario stabilire correttamente in base ad analisi prosodica il valore delle singole sillabe, ad eccezione della prima e della penultima, che sono comunque lunghe.
Se per esempio un esametro risulta composto da 13 sillabe si può dedurre che è costituito da un dattilo e da 5 spondei, ma solo l'analisi prosodica permetterà di stabilire con certezza quali siano le due sillabe brevi consecutive, che costituiscono il dattilo: in teoria potrebbero essere tutte, escluse appunto la prima e la penultima.
L'esametro dattilico non prevede cesure strutturali, cioè pause obbligate in sedi fisse, a differenza di quanto accade nel pentametro, il ritmo di questo verso è infatti il risultato della successione ininterrotta delle sillabe lunghe e brevi, di cui è composto. Si deve tuttavia tener presente che una recitazione espressiva, come doveva essere quella dei rapsodi e dei poeti antichi, certamente non poteva ridursi alla meccanica emissione di sillabe ritmicamente scandite come il battere un metronomo. Basti pensare all'esecuzione di un brano musicale condotta sul ritmo meccanico di un metronomo, sarebbe probabilmente la peggiore interpretazione possibile del volere dell'autore, e di sicuro poco espressiva. La struttura del periodo e la necessità di conferire naturalezza alla recitazione dovevano suggerire l'opportunità di far sentire, in molti casi, delle brevi pause tra la fine di una parola e l'inizio della parola successiva.
Tali pause non dovevano essere vistose al punto da interrompere l'unità ritmica del verso, e corrisponderebbero in un certo qualmodo alle pause ritmiche del pentagramma moderno, anche se non si sa ancora il valore, come oggi lo si ha per una minima, una semiminima o una semibreve. Nella tradizione dei metricologi sono state individuate 5 posizioni preferenziali in cui tali pause sarebbero statisticamente più probabili, e sulla base di tali posizioni sono stati assegnati dei nomi a quelle che, comunemente sono dette "cesure", di cui la più nota è quella che taglia il verso perfettamente in due, la pentemimere.
Per la recitazione dell'esametro, i rapsodi antichi non si domandavano in quale posizione collocare la cesura, se si trattasse di tritemimera o eptemimera, ma cercavano probabilmente di conferire espressività e naturalezza alla recitazione, anche facendo sentire delle piccole pause all'interno del verso, nei punti più indicati dalla struttura del periodo, e dai nessi semantici e sintattici tra le singole parole. 
Per ponte o zeugma (da non confondersi coll'omonima figura retorica) si intende un punto del verso in cui si evita di far terminare le parole. Nell'esametro, si possono riscontrare questi ponti:
1. Ponte di Hermann (dal nome del filologo che lo scoprì): c'è sempre ponte tra le due sillabe brevi del quarto piede. Nella poesia greca, le eccezioni sono rarissime; la poesia latina, invece, non lo rispetta.
2. Ponte di Hilberg: a partire dall'età ellenistica c'è ponte tra secondo e terzo piede dell'esametro, se il secondo piede è realizzato da uno spondeo.
3. Ponte centrale: mentre sono normali la cesura femminile o la pentemimera, si evita costantemente di far coincidere la fine del terzo piede con la fine di parola, per evitare l'impressione di un doppio trimetro.
4. Ponte di Naeke, o ponte bucolico: a partire dall'età ellenistica c'è ponte tra quarto e quinto piede dell'esametro, se il quarto piede è realizzato da uno spondeo.
5. Ponte di Tiedke-Meyer: a partire dall'età ellenistica si evita di avere fine di parola contemporaneamente dopo l'elemento lungo del quarto piede e dopo l'elemento lungo del quinto piede.
6. Il ponte è più o meno severo tra uno spondeo formato da una sola parola e il piede seguente. Questa regola è ferrea nel caso sia il terzo piede ad essere spondaico; non agisce invece se si tratta del primo piede.

Ecco degli esempi di scansione metrica in esametro dattilico dalle opere di Omero ed Esiodo. Per le particolarità e le sfumature di cui si è detto circa i dattili e gli spondei, ulteriori approfondimenti verranno nella descrizione della lingua omerica.
- Iliade (I, v.1)

Μῆνιν ἄειδε, θεά, Πηληϊάδεω- Ἀχιλῆος
- Odissea (I, v.1)

Ἄνδρα μοι ἔννεπε, Μοῦσα, πολύτροπον, ὃς μάλα πολλὰ
- Batracomiomachia (v. 1)

Ἀρχόμενος πρώτης σελίδος χορὸν ἐξ Ἑλικῶνος
- Teogonia (v. 1)

Μουσάων Ἑλικωνιάδων ἀρχώμεθ᾽ἀείδειν

## La lingua Omerica nell'esametro
Vedi i fenomeni grammaticali di esito vocalico, arcaismo delle desinenze, metatesi, elisione, ecce, che riguardano la lingua omerica.

### L'esametro in Omero

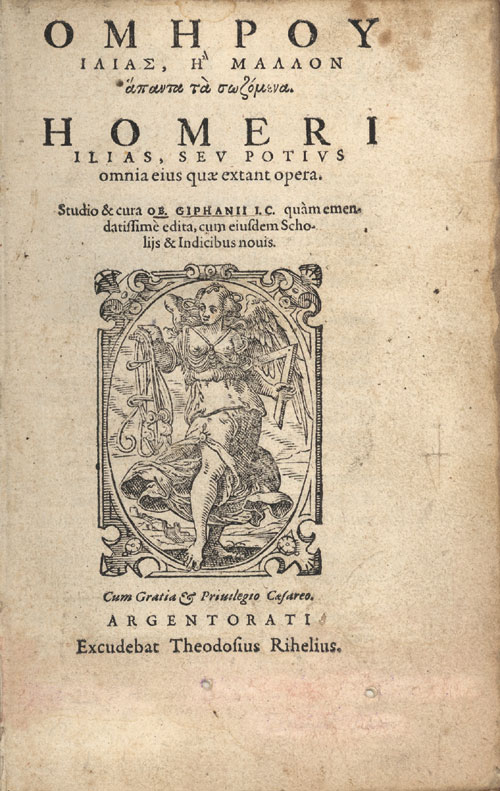
Frontespizio dell'edizione dellIliade di Theodosius Rihel, databile 1572 ca.

Il paragrafo espone i principali fenomeni metrici che si verificano nei poemi omerici.
- Abbreviamento in iato: Iliade, VI, 69 μιμνέτω ὥς κε πλεῖστα φέρων ἐπὶ νῆας ἵκηται. L'abbreviamento in iato avviene quando una vocale lunga, dittongo o trittongo (εῃ, εῳ), posto all'interno o a fine di parola, viene ad essere abbreviato, davanti a un'altra vocale.
Esempio: Odissea, I, 1:

Ἄνδρα μοι ἔννεπε, Μοῦσα, πολύτροπον, ὃς μάλα πολλὰ (lo iota di μοι è breve quando dovrebbe essere lungo). In fine di parola il fenomeno è comune nei bicipitia dei versi nell'epica (da cui il nome correptio epica), e nell'elegia arcaica, ma compare anche nei testi in esametro dell'elegia tarda, limitato qui però a ritmi con doppia breve, sia in dattili anapesti.
Sono interessati dal fenomeno gli anapesti non lirici del dramma attico (Euripide, Medea, v. 1085), e il tetrametro anapestico catalettico della commedia (Aristofane, Nuvole, v. 321), cola enopliaci, sia essa in docmi, coriambi, eolo-coriambi, ionici. Al di fuori dell'epica, abbreviamenti in iato avvengono anche nella commedia aristofanea.
- Nessi biconsonantici eccezionalmente trattati come monoconsonantici

- Iato: correptio attica, allungamenti vari di sillabe finali di parola.

L'allungamento di vocale avviene quando delle parole contengono la successione di tre o più vocali brevi:
- Iliade, V, 763: λυγρῶς πεπληγυῖα μάχης ἐξ ἀποδίωμαι;

- Iliade, V, 529: «ὦ φίλοι ἀνέρες ἔστε καὶ ἄλκιμον ἦτορ ἕλεσθε (ambedue le ε sono brevi); in questo caso la parola poteva trovare posto diverso nel verso, con normale allungamento dell'ultima sillaba, attraverso l'inizio consonantico del vocabolo successivo.

- Presenza di parola con sequenza cretica — ∪ — in Odissea, XIV, 159: ἱστίη τ' Ὀδυσῆος ἀμύμονος, ἣν ἀφικάνω
- O con parole di forma coriambica  ∪ — — ∪, così un vocabolo frequente in Omero come Ἀπόλλωνα, che può trovare posto nel verso con la sua scansione normale, se si colloca la breve iniziale a fine di un dattilo, e si realizza come lunga la sillaba finale ponendola davanti a un nesso biconsonantico, come in Iliade, XV, 220 καὶ τότ᾽ Ἀπόλλωνα προσέφη νεφεληγερέτα Ζεύς (tutte e quattro le vocali lunghe); se l'alfa iniziale viene scandita come lunga, trova spazio in altre posizioni ad esempio, nel secondo e terzo metron del verso, come in:
- Iliade, I, 86: οὐ μὰ γὰρ Ἀπόλλωνα Διῒ φίλον, ᾧ τε σὺ, Κάλχαν (ultima alfa di Ἀπόλλωνα è breve).

L'allungamento si verifica anche in altri casi in cui parole di forma non problematica, sillabe brevi occupano il posto di una lunga:
- Avviene dinanzi alla pentemimere di un verso: Odissea, X, 141: ναύλοχον ἐς λιμένα, καί τις θεὸς ἡγεμόνευεν.
- Più raramente avviene a inizio del verso: Iliade, XXIII, 2: ἐπεὶ δὴ νῆάς τε καὶ Ἑλλήσποντον ἵκοντο.

In epoca antica questi versi erano stati catalogati come "stikoi akèfaloi" (ossia versi senza testa), ossia con inizio incompleto  ∪ —; successivamente gli studiosi moderni, come Bruno Gentili, accettarono questo fatto, ipotizzando un'originalità poetica di Omero; si pensò all'uso in epica di esametri con la coda più breve (μύουροι, dalla coda di topo), ossia esametri in ultimo metron di forma  ∪ X (la X sta ad indicare l'uso sia di breve che di lunga, senza dattilo), sulla base del verso Iliade, XII, 208. Simili esametri cominciarono ad essere usati frequentemente dal I secolo d.C., in maniera simmetrica, come se i poeti volessero usare un gioco metrico, come nella Tragodopodagra di Luciano di Samosata, o tetrametri dattilici usati dallo gnostico Valentino (III secolo d.C.) per i Salmi, o paremiaci con la caratteristica ∪∪ — ∪∪ — ∪∪ ∪ —
- In alcuni elementi lunghi, sillabe finali chiuse con vocale breve, seguite da una parola con inizio apparentemente vocalico (ma in realtà sentita con inizio del caduto digamma *ϝ), sono scandite come vocali lunghe: Iliade, I, 108 ἐσθλὸν δ᾽ οὔτέ τί πω (*ϝ)εἶπας (*ϝ)ἔπος οὔτ᾽ ἐτέλεσσας; lo iato dunque qui è solo apparente nella pentemimere. Questo fenomeno si trova a volte anche nel primo biceps (Iliade, XVII, 142).

- Alcune parole con i nessi insoliti νδρ, μβρ, occorrono una spiegazione storica del mutamento morfologico della lingua greca antica; in epoca arcaica, quando il greco si stava formando dall'indoeuropeo, la liquida indoeuropea *r aveva valore vocalico, per cui in Iliade, XVI, 857 ὃν πότμον γοόωσα λιποῦσ᾽ ἀνδροτῆτα καὶ ἥβην: ἀνδροτῆτα va letto come nella forma arcaica *a-nr°-ta-ta.

Il verso epico per eccellenza è l'esametro dattilico, usato in Grecia da Omero ed Esiodo nell'VIII secolo a.C., poi da Apollonio Rodio nel III secolo a.C. e infine da Quinto Smirneo e Nonno di Panopoli tra il IV e il VI sec. d.C., per citare i principali. Come forma elettiva delle composizioni epiche, siano guerresche o didattiche, nella poesia latina viene adottato da Lucrezio, Virgilio, Ovidio, Valerio Flacco, Lucano, ecc.
L'esametro dattilico consta di una successione di sei misure (metra, al singolare metron), ciascuna costituita di 4 tempi:
- A1: 1oooo, 2oooo, 3oooo, 4oooo, 5oooo, 6oooo || -la doppia sbarra indica la fine del verso a rigo.

I primi 2 tempi di ciascuna misura sono sempre rappresentati da un'unica sillaba, detta lunga e rappresentata dal trattino — 
- A2: 1-oo, 2-oo, 3-oo, 4-oo, 5-oo, 6-oo ||

Nella sesta misura gli ultimi due tempi sono sempre rappresentati da una sola sillaba, che può essere lunga (—) o breve (∪); questo si descrive dicendo che l'ultimo elemento di ciascun verso è indifferente. Spesso si adotta il simbolo ∪. Nella performance del recitatore o del cantore comunque questa sillaba è concepita come lunga
A3: 1-oo, 2-oo, 3-oo, 4-oo, 5oo, 6-∪ ||
Nelle prime 5 misure gli ultimi due tempi possono essere rappresentati tanto da due sillabe brevi, ciascuna rappresentata con ∪
- A4: 1-UU, 2-UU, 3-UU, 4-UU, 5-UU, 6-U ||

Quanto da una sillaba lunga, per indicare queste diverse possibilità si usa il simbolo ∪∪ (in latino biceps). Una prima e imperfetta descrizione del verso dell'esametro dattilico può essere questa:
A: -UU, -UU, -UU, -UU, -UU, -U || (nella maggior parte dei casi, la forma della penultima misura viene -UU)
Non basta però una successione di sillabe lunghe e brevi a fare un verso; un verso è dato non soltanto dall'osservanza della quantità lunga o breve delle sillabe, ma anche dall'osservanza di certe pause, coincidenti con fine di parola, e allo stesso tempo dall'evitare che la fine di parola cada in certe posizioni, soprattutto al centro del verso. Le pause, che possono essere cesure o dieresi, sono indicare con il segno |. Le posizioni dove si evita la fine di parola, sono denominate dai moderni "ponti". La descrizione completa delle cesure e dei ponti secondo il Rossi:
- A: 1 —|Ū|Ū | 2 —|ŪŪ (89%)

- B: 3 —|Ū|Ū‿ + ‿ totale 4 —|ŪŪ (100%)

- C: 5 — Ū‿Ū 6 — Ū || (79%)

Spiegando:
- Tutti i versi omerici hanno fine di parola nell'area B, in coincidenza o della prima sillaba del terzo metro, o della seconda sillaba dello stesso metro, purché questa sia breve.
- I versi omerici tendenzialmente non hanno fine di parola in coincidenza con la fine del terzo metro, questo evita che il verso sia percepito come diviso in due parti uguali.
- La parte finale del verso (2 metri = 8 tempi) costituisce un'unità continua (simbolo ‿), che talvolta può essere anche più estesa, se comprende 2 o più tempi che precedono (simbolo ‿ totale allungato); nella recitazione questo comporta una performance più veloce e spesso in questa sezione del verso sono collocate delle espressioni di uso frequente, ossia l'epiteto formulare, o un intero verso di convenienza o topico, che viene varie volte ripetuto, utile sia per il carattere metrico, che per l'attività mnemonica del cantore.

Il verso strutturato nel modo illustrato di sopra, è uno strumento che consente:
- 1 di formalizzare agevolmente una sequenza narrativa, un discorso in prima persona, una descrizione ecc.
- 2: di memorizzare e recitare un testo anche di considerevole lunghezza, come i poemi omerici e della letteratura greca.

Non è necessario insistere sull'utilità del verso allo scopo di memorizzare e recitare. Invece è da sottolineare che tanto la tecnica di versificazione, quanto il discorso a espressioni di uso frequente (le formule), sono risorse fondamentali innanzitutto per comporre testi senza fare ricorso alla scrittura, da qui la tecnica dell'oralità. Nell'esecuzione ad alta voce l'apparente isocronismo di ciascun verso (24 tempi) risulta svariato in tre fattori:
- A - La possibilità di variare il numero delle sillabe, pur mantenendo un uguale numero di tempi, potendo realizzare la seconda metà di ciascuna misura tanto con due brevi (UU) quanto con una lunga (—).
- B - La possibilità di enfatizzare singole parole in corrispondenza delle pause, soprattutto in combinazione con l'altra risorsa appena descritta.
- C- Il ricordo all'enjambement, che è stato definito uno stile "generativo" della poesia.

Si considerino solo le opzioni A e B in relazione allo schema di sopra; il fatto che isocronismo (uguale numero di tempi) non significhi necessariamente isosillabismo (uguale numero di sillabe) combinato con le pause, permette di considerare il verso omerico quasi come una strofe in miniatura.
Esaminando i primi versi del I libro dell'Iliade (verso con pause metriche, scansione sottostante di sillabe lunghe e brevi e somma de dei tempi per ciascuna sezione):
- v 1: Μῆνιν ἄειδε| θεά | Πηληϊάδεω | Ἀχιλῆος ||  7 + 3 + 8 + 6

— UU — U | U — | — — UU — | UU — U || 
- v 2: οὐλομένην | ἣ μυρί᾽| Ἀχαιοῖς | ἄλγε᾽ ἔθηκε || 6 + 5 + 5 + 8

— UU — | — — U | U — — | — UU — Ū ||
- v 3: πολλὰς δ᾽| ἰφθίμους | ψυχὰς | Ἄϊδι προΐαψεν || 4 + 6 + 4 + 10

— — —  | — — — | — — | UU — UU — Ū ||
- v 4: ἡρώων, | αὐτοὺς δὲ | ἑλώρια | τεῦχε κύνεσσιν || 6 + 5 + 5 + 8

— — — | — — U | U — UU | — UU — Ū ||
- v 5: οἰωνοῖσί τε | δᾶιτα•| Διὸς δ᾽ | ἐτελείετο βουλή || 8 + 3 + 3 + 10

— — — UU | — U | U — | UU — UU — Ū ||
- v 6: ἐξ οὗ δὴ | τὰ πρῶτα | διαστήτην | ἐρίσαντε || 6 + 5 + 7 + 6

— — — | — — U | U — — — | UU — Ū ||
- v 7: Ἀτρεΐδης τε | ἄναξ ἀνδρῶν | καὶ δῖος Ἀχιλλεύς || 7 + 3 + 4 + 10

— UU — U | U — | — — | — — UU — Ū ||
La formula omerica fa parte della fraseologia convenzionale, tipica dell'epica greca e latina, un corpus sistematico di frasi per i personaggi, oggetti, divinità, e funzioni differenti del racconto; e che un sistema altamente sviluppato come quello della poesia omerica presenti sia una notevole copertura, quanto al campo di applicazione della fraseologia, sia una notevole tendenza a evitare ripetizioni (per fattori economici, in pratica di facilitazione mnemonica senza dover cercare ogni volta nuove formule per il verso) nella creazione, nella conservazione e nello sviluppo delle frasi fisse, tradizionali o convenzionali note come formule.
Quanto alla dimensione dello stile formulare, ce n'è una più ampia, che include interi versi e anche passaggi intesi oppure, in senso lato, motivi e temi convenzionali; e una più stretta che riguarda singole parole. La formula epica è un'espressione fissa, che viene utilizzata per comunicare una certa cosa, la qualità di un personaggio, un oggetto, un'azione, una situazione, inserita in una certa posizione del verso, o occupante tutto il verso in certi casi. Ciò comporta che:
- In un'altra posizione, la stessa cosa sarà comunicata con una formula diversa, tale appunto da adattarsi alla diversa collocazione, sia per variare un po' lo stile del testo, che per questioni metriche.
- In una determinata posizione, la stessa cosa sarà comunicata tendenzialmente sempre con la stessa formula (ragione economica). In realtà si deve notare che la nozione espressa con le parole "una certa cosa - la stessa cosa" è piuttosto imprecisa, nell'adattarsi a contesti metrici diversi alcuni elementi della formula restano invariati (quando ad esempio si fa l'epiteto formulare di un nome proprio come Ettore o Patroclo, Omero lascia sempre il nome, a meno che non lo chiami col termine patronimico "Meneziade" o per Achille il "Pelide"), ma gli aggettivi di qualità e i participi attributivi cambiano eccome nella formula:
  - φαίδιμος Ἔκτωρ 29 volte  (1–UU 2–UU 3–UU 4–UU) 5–UU 6––||

- - κορυθαίολος Ἔκτωρ 25x (1–UU 2–UU 3–UU 4–) UU 5–UU 6––||

- - μέγας κορυθαίολος Ἔκτωρ 12x (1–UU 2–UU 3–U) U 4–UU 5–UU 6––||

- - Ἔκτωρ Πριαμίδης 6x 1–– 2–UU 3– (UU 4–UU 5–UU 6––) ||

Il sistema degli epiteti per definire Ettore non ha lo scopo immediati di comunicare qualità del personaggio pertinenti al contesti, si parla perciò tradizionalmente di epiteti "ornamentali". Comunque nell'Iliade l'epiteto φαίδιμος (glorioso) ricorre in questo caso cioè nominativo masc. sing. sempre e soltanto alla fine del verso e seguito da un nome di due sillabe - ha la forma metrica che coincide col 5º metro. Nel sistema degli epiteti può essere abbinato a un nome di tre sillabe, solo al caso vocativo e davanti a un nome che cominci con vocale, ciò permette il fenomeno dell'elisione della vocale in fine di parola in quanto breve nel vocativo; mentre al nominativo è compatibile con i nomi propri trisillabici solo l'epiteto bisillabico δῖος (divino), che combacia con φαίδιμος nella sfera semantica dell'individuo vivibile, luminoso, favorito dagli dei. 
- - φαίδιμ' Άχιλλεῦ (5–UU 6––||) in Iliade - φαίδιμ'Όδυσσεῦ in Odissea - NON COMPARE

- - δῖος Άχιλλεύς - δῖος Όδυσσεύς  - COMPARE

Non si deve pensare che queste espressioni convenzionali riguardino soltanto i personaggi e le loro qualità; si consideri infatti l'espressione ricorrente "nel cuore e nell'animo" che occupa un intero verso, presente in ambedue i poemi omerici (x in Iliade - 9x in Odissea): κατά φρένα καί κατά θυμόν U 4–UU 5–UU 6––||

### L'hemìepes
L'hemìepes (significa mezzo verso, ossia l'esametro, come stabilirono i grammatici) corrisponde alla prima metà dell'esametro dattilico, fino alla cesura mediana, o "pentemimere", dopo il terzo trocheo. L'hemìepes è il colon costitutivo di alcuni versi greci, come il pentametro dattilico (usato per il componimento del distico elegiaco), il giambelego, l'elegiambo. Esso si distingue in:
- Hemìepes maschile: {\displaystyle {\acute {-}}} ∪ ∪ {\displaystyle {\acute {-}}} ∪ ∪ {\displaystyle {\acute {-}}}  che corrisponde a un pentametro vero e proprio

- Hemìepes femminile: {\displaystyle {\acute {-}}} ∪ ∪ {\displaystyle {\acute {-}}} ∪ ∪ {\displaystyle {\acute {-}}} ∪; quest'ultimo elemento può essere anche lungo ( — ), a seconda della quantità della vocale

## L'esametro nella metrica eolica
L'esametro è usato in forma rigida a passare da Omero agli epici ellenistici, specialmente con Nonno di Panopoli. In Omero le 32 forme (σχήματα) nella ripartizione dei piedi, in Nonno non se ne hanno più di 9 sfumature diverse. Si vennero così a creare, anche per la lirica, vari tipi di esametro dattilico, secondo la disposizione degli spondei rispetto ai dattili; tra i più noti ci sono:
- Esametro spondaico se il 5° piede è uno spondeo

- Esametro periodico, se alterna dattili e spondei

- Esametro saffico, usato dalla poetessa, quando ha lo spondeo all'inizio e alla fine del verso

- Esametro olodattilico, se formato tutto da dattili

- Esametro olospondaico, se è composto tutto da spondei

Nell'esametro dattilico le cesure più comuni sono la pentemimere che taglia il verso in due hemiepes, la cesura trocaica e l'eftemimera, poi la dieresi bucolica, frequente nei poeti alessandrini come Teocrito per questo genere specifico, la cesura tritemimere, di solito accompagnata dall'eftemimere, o dalla dieresi.
Pentametro dattilico
Il pentametro viene comunemente chiamato il pentametro dattilico.
È una forma metrica della poesia greca e latina, il cui schema base può essere così rappresentato:
Di fatto il pentametro è un metro composto, essendo formato da due hemiepes, o tripodie dattiliche catalettiche. Il nome «pentametro» gli deriva dal fatto di essere la somma di due unità da 2 piedi e mezzo; poiché però è un metro dattilico, di ritmo discendente, il pentametro conta sei tesi o tempi forti.
Quintiliano, sull'ormai degli antichi lo vedeva composto da due dattili, uno spondeo, due anapesti

Jean-Auguste-Dominique Ingres, L'Apoteosi di Omero

Le principali caratteristiche del pentametro sono:
1. l'ultima sillaba del primo hemiepes è sempre lunga, mentre quella del secondo hemiepes è indifferens

1. la dieresi tra il primo e il secondo membro sono la norma. Tale dieresi non permette lo iato, ma non impedisce il fenomeno dell'elisione.

1. la sostituzione del dattilo con lo spondeo è, di norma, permessa solo nel primo hemiepes. Eccezioni a tale regola sono possibili, ma restano rare.

Alcuni esempi di pentametro:
- καὶ Μουσέων ἐρατὸν δῶρον ἐπιστάμενος (Archiloco, fr. 1, v.2). Il suo schema è  — — — ∪ ∪ — || — ∪ ∪ — ∪ ∪ X

- ἱερά νῦν δὲ Διοσκουρίδεω γενεή (Callimaco, fr. 384a Pf.²). Questo verso non ha la dieresi centrale.

Il pentametro compare a volte nella poesia drammatica, o talvolta è stato impiegato in versi stichici, ma il suo utilizzo più importante rimane nel distico elegiaco, dove compare come secondo verso a seguito di un esametro.
L'uso del distico elegiaco è legato soprattutto a due generi letterari, strettamente legati tra loro che godettero di ininterrotta vitalità nel corso dell'epoca antica: l'elegia e l'epigramma.
Le più antiche elegie note risalgono al VII secolo a.C.: se in origine questo genere era legato al lamento funebre, nel corso del suo sviluppo si adattò a molteplici argomenti, dalla poesia erotica (da Mimnermo fino ai poeti latini, come Properzio e Tibullo), a quella politico sapienziale (Solone); da quella di esortazione guerresca (Tirteo), a quella di argomento mitologico ed erudito (gli Aitia di Callimaco).
I poeti latini accentuarono l'elemento soggettivo dell'elegia e usarono il distico anche nell'epigramma, sin dall'epoca di Ennio, godendo di un'ininterrotta vitalità sino all'età tardoantica.
La varietà di argomenti discorsivi si deve al fatto che il distico appare meno solenne dell'esametro e meno impetuoso, ritmicamente parlando, delle strofe liriche. Da questo punto di vista, la commistione di esametro e pentametro consentiva infatti ai poeti di smorzare il ritmo notoriamente solenne dell'esametro grazie alla cadenza tipica del pentametro, il cui secondo emistichio (= mezzo verso) era fisso (= dattilo + dattilo + sillaba finale accentata) e successivo a una cesura forte a conclusione del primo emistichio (= dattilo + dattilo + sillaba accentata; oppure: dattilo + spondeo + sillaba accentata; oppure spondeo + dattilo + sillaba accentata; oppure: spondeo + spondeo + sillaba accentata).
Inoltre due delle cinque sillabe accentate del pentametro, collocate perfettamente al centro e alla fine del verso, consentivano al poeta di caratterizzare il contenuto con la sapiente, ma naturale per lui, disposizione delle vocali.

## L'esametro nella poesia eolica

### Strofe saffica

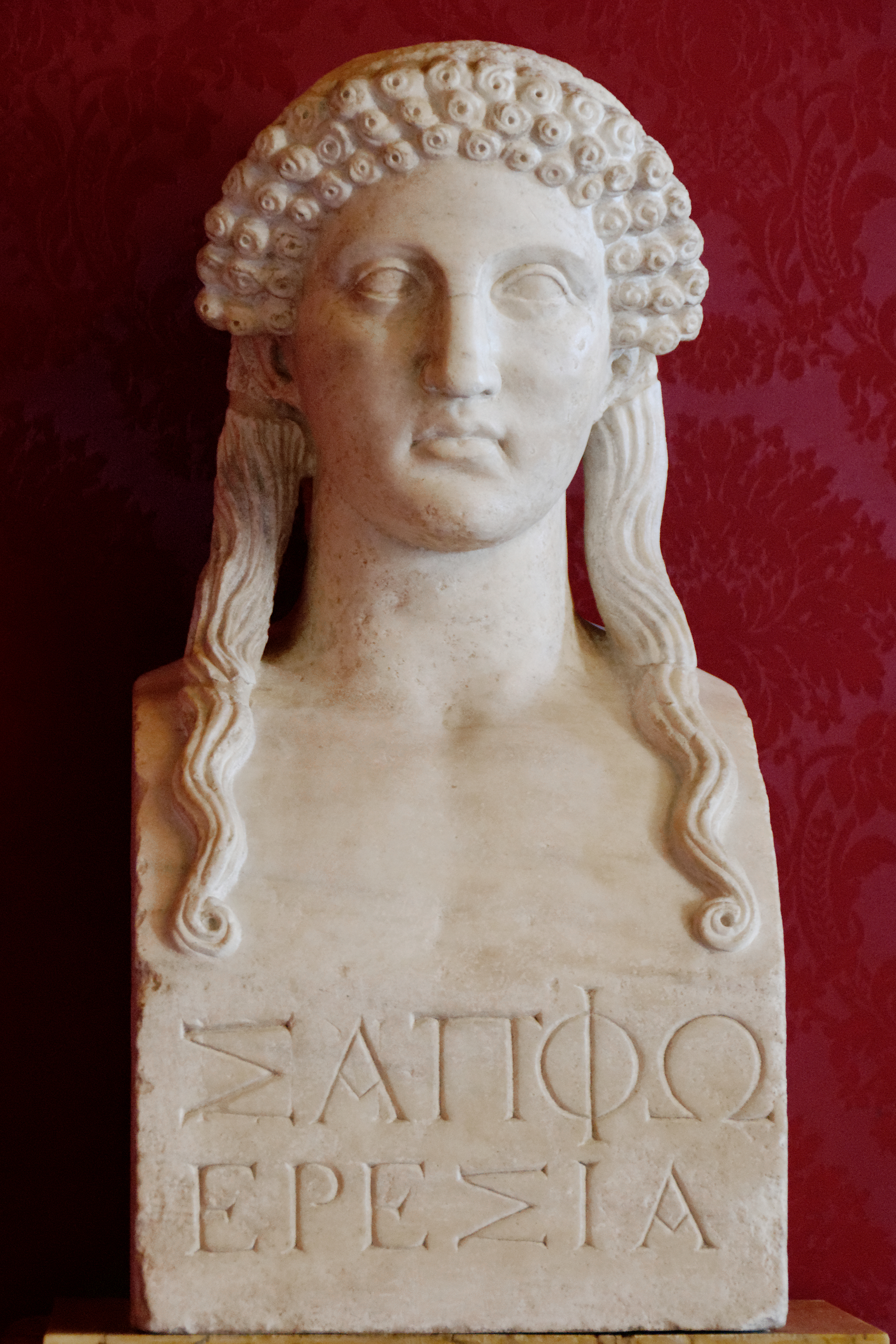
Busto di Saffo conservato nei Musei capitolini a Roma

Nella metrica classica, e in particolare della metrica eolica greca e latina, per strofa saffica si intende una strofa composta da tre endecasillabi saffici e da un verso adonio (vedi oltre).
È attribuita alla celebre poetessa di Lesbo, Saffo. Secondo la tradizione, il primo dei nove libri composti da Saffo e custoditi nella biblioteca di Alessandria era interamente scritto in strofe saffiche per un totale di 1320 versi. La "saffica" fu ampiamente ripresa anche nel mondo latino, in particolare da Catullo.
Schema: 
— ∪ — X | — ∪ ∪ — | ∪ — X
L'endecasillabo saffico di ampio impiego nella lirica tanto greca che latina, è una formazione analoga all'endecasillabo falecio. Esso è composto da un dimetro coriambico II, le cui sillabe libere assumono di norma la forma del ditrocheo, e da un monometro giambico catalettico. Il ditrocheo ammette la lunga irrazionale al secondo piede, come di norma per le sizigie trocaiche; altre combinazioni delle sillabe libere iniziali si incontrano sporadicamente nella poesia drammatica, in cui anche l'endecasillabo saffico si incontra sporadicamente.
Nella poesia latina, Orazio regolarizza ulteriormente l'endecasillabo, rendendo obbligatoria la forma epitritica per il ditrocheo (— ∪ — —) e fissando la cesura del verso dopo la prima lunga del coriambo. Ad esempio:
Quem virum aut heroa lyra vel acri
tibia sumis celebrare, Clio? (Orazio, Odi I 12 v. 1-2)
Sempre ad Orazio si deve la prima forma nota, forse da lui stesso inventata, del saffico maggiore, che sta al saffico come l'asclepiadeo maggiore sta all'asclepiadeo minore, da cui deriva tramite l'inserzione di un coriambo. Lo schema è 
— ∪ — X | — || ∪ ∪ — || — ∪ ∪ — |∪ — X
Es. Saepe trans finem iaculo nobilis expedito (Orazio, Odi I, 8, v. 12)
Adonio
L'adonio è un verso composto di un dattilo e di uno trocheo. Secondo un'altra definizione è una dipodia dattilica catalettica in disyllabam in quanto la sillaba finale è anceps e l'ultimo piede può esse inteso come un dattilo catalettico. Era una cadenza veloce composta da solo cinque sillabe. Secondo la tradizione era usato come sorta di ritornello con l'invocazione ad Adone in alcuni componimenti dal ritmo vivace. Molto usato nella strofa saffica in cui costituiva il quinario di chiusura dopo tre endecasillabi saffici minori.

## Il Giambo
Il metron del trimetro giambico è la misura della dipodia giambica, un insieme inscindibile di due piedi giambici secondo i grammatici antichi, per questo si parla del trimetro per la sequenza stichica, composta di sei piedi, cioè di tre metra. 
- Il piede giambico ha la forma ∪ — e dura pertanto 3/4, posto che — = 1/2, ed ∪ = 1/4

Per il fatto di avere una durata inferiore a 4/4, il giambo ha bisogno di costituirsi in dipodie, a differenza del dattilo, che durando 4/4 — ∪ ∪ viene misurato in piedi all'interno del metro epico, l'esametro dattilico. Si ritiene che il metron giambico, più che essere costituito semplicemente da due giambi ∪ — ∪ — abbia piuttosto la forma
- X = elemento libero, può essere lungo o breve nei casi
- ∪ = elemento breve
- — = elemento lungo

L'elemento è la componente di uno schema metrico astratto, la cui realizzazione concreta è la sillaba.
L'etimologia del nome giambo resta ignota. Gli antichi accostavano la parola al nome di Ἰάμβη (Iambe), una vecchia serva di Celeo, re di Eleusi, che con le sue battute e scherzi avrebbe indotto a ridere la dea Demetra, inconsolabile a causa della scomparsa della figlia; oppure lo si faceva derivare dal verbo  ἰαμβίζω ('iambizō), che significa "scherzare, prendere in giro", o da ἰάπτειν, ovvero "scagliare", "colpire". Tali etimologie sono rifiutate dai moderni, che ritengono invece che sia il nome proprio sia il verbo derivino dalla terminazione in -αμβος, che accostano a parole come thriambos e ditirambo, nomi di canti che si riferiscono al culto di Dioniso, e la cui etimologia è di origine anellenica. La connessione del giambo a Demetra e ai culti della fertilità però non sembra casuale, come altre fonti sui misteri eleusini e sugli scherzi rituali ad essi collegati sembrano indicare. In ogni caso il giambo è associato, sin dalla sua presunta origine mitica, allo scherzo, alla battuta, al motteggio, come testimoniano i temi della poesia giambica.
Si pensa anche che possa derivare dal nome Ἴαμβος, il figlio di Ares, abile lanciatore di giavellotto, paragonando quindi gesto del lanciatore al ritmo del giambo, caratterizzato da una sillaba breve e una lunga.
I versi giambici sono, dopo l'esametro, tra i metri greci più antichi. Soli o in unione con altri metri epodici, i metri giambici furono largamente adoperati nella poesia giambica e nella metrica corale e continuarono ad essere usati sia nella poesia alessandrina che in quella latina; nell'età classica, inoltre, il trimetro giambico divenne il metro abituale delle parti parlate della tragedia e della commedia, e il modello da cui i romani trassero il senario giambico.
Di norma, quando il giambo compare in un numero pari di unità, si conta per metri, e non per piedi; cosa che non accade quando i giambi sono dispari.
Il giambo ammette molteplici sostituzioni, anche se con forti variazioni a seconda del genere d'uso e del tipo di verso. L'equivalenza del giambo con l'anfibraco (∪ ∪ ∪) mantenendo la misura di tre more, non crea difficoltà; la soluzione spondaica (— —) in cui la prima sillaba lunga è detta irrazionale, non è rara, ma nelle sizigie si incontra solo nel primo giambo di ogni metro; sono possibili anche soluzioni dattiliche (— ∪ ∪) o anapestiche (∪ ∪ —). Il tempo forte, in ogni caso, rimane nella seconda parte del piede.
L'arsi, talvolta, poteva essere sincopata; non è chiaro però se la sillaba cadesse semplicemente o se e quando ci fosse protrazione sulla sillaba successiva.
Trimetro giambico

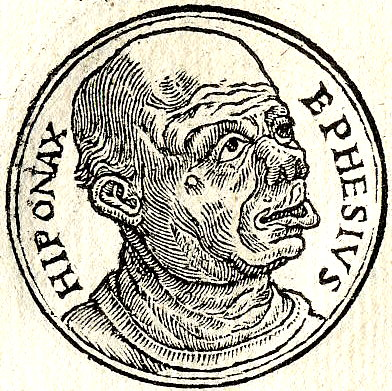
Ritratto immaginario di Ipponatte (da G. Rouillé, Promptuarii Iconum Insigniorum, Lugduni, apud Guilliermum Rovillium, 1553, vol. 1, p. 106.)

Si tratta del metro prevalente per le parti dialogate delle tragedie e delle commedie, nonché delle poesie di Archiloco e Ipponatte; esso è costituito da 3 dipodie giambiche (cioè metra composti da due piedi giambici ciascuno per 3). Nei piedi dispari il giambo può essere sostituito da uno spondeo (— —), che può a sua volta sciogliersi in un anapesto (∪ ∪ —) o in un dattilo sulla seconda sillaba:
— — ∪ ∪ — / — ∪ ∪ ||
In tutti i piedi le lunghe possono suddividersi in due brevi, creando cioè un tribraco (∪ ∪ ∪), con l'ictus sulla seconda breve al posto di un giambo.
∪ — ∪ ∪ ∪
Il verso può presentare queste cesure:
- Pentemimera: a metà del 3° piede, cioè dopo 5 mezzi piedi, è la più frequente:

∪ — ∪ — ∪ | — ∪ — ∪ — ∪ —
ἀλλ´ ἐμποληθείς• | τοῦ  λόγου δ´ οὐ χρὴ  φθόνον
- Mediana: dopo il 3° piede:

∪ — ∪ — ∪ — | ∪ — ∪ — ∪ —
ὡς ἐν μιᾷ πληγῇ | κατέφθαρται πολὺς
- Eftemimera: a metà del 4° piede, cioè dopo 7 mezzi piedi:

∪ — ∪ — ∪ — ∪ | — ∪ — ∪ —
ἦ μὴν τὸν ἀγχιστῆρα | τοῦδε τοῦ πάθους
- Legge di Porson: tipica della tragedia, se l'ultima parola del trimetro è un cretico (— ∪ —) (ἐγγενεῖς), oppure un peone quarto (∪ ∪ ∪ —) (γενομένου) non può essere preceduta da una parola polisillabica con ultima lunga.

I metri greci sono successioni di tempi e non di accenti tonici, una delle principali caratteristiche di differenza tra l'accentazione grammaticale, e quella metrica. Sono testi di antiche canzoni, sul cui andamento ritmico essi sono modulati, oppure, come nel caso del trimetro giambico, e dell'esametro dattilico in esecuzione rapsodica, sono recitativi. Per convenzione tuttavia, la lettura moderna dei metri greci sostituisce al "battere" del tempo forte un "colpo" (ictus) di accento tonico.
Il trimetro giambico è un metro "in levare", con tre accenti ritmici, secondo lo schema:
X {\displaystyle {\acute {-}}} ∪ —, X {\displaystyle {\acute {-}}} ∪ —, X {\displaystyle {\acute {-}}} ∪ Ū
A seconda delle varie sostituzioni possibili, da vedere nella sezione qui sottostante del trimetro nella tragedia, l'ictus può apparire così posizionato:
A seconda della varie sostituzioni possibili prima illustrate all'interno dei singoli metron l'ictus può apparire
così posizionato:
- ∪ {\displaystyle {\acute {-}}}, ∪ — quando l'elemento libero è realizzato in breve e pertanto il primo piede è un giambo

- ∪ {\displaystyle {\acute {-}}} ∪, ∪ — quando l'elemento libero è realizzato in breve e il longum successivo è soluto in due brevia, e pertanto il primo piede è un tribraco o più tribrachi.

- ∪∪ {\displaystyle {\acute {-}}}, ∪ — quando l'elemento libero è realizzato in due brevia, e pertanto il primo piede è un anapesto. Non è ammesso nel trimetro giambico tragico che quando l'elemento libero X è realizzato in due brevia UU, il longum successivo sia a sua volta soluto in due brevia, a in modo da ottenere il proceleusmatico ∪∪ ∪∪.

- — {\displaystyle {\acute {-}}}, ∪ — quando l'elemento libero è realizzato in longum e pertanto il primo piede è uno spondeo anapesto.

- — ∪∪, ∪ — quando l'elemento libero X è realizzato in longum, e il longum successivo è soluto in due brevia e pertanto il primo piede è un dattilo anapesto.

Lettura per cola
La sequenza stichica estesa del trimetro giambico, come fondamentalmente le sequenze recitate, mostra al proprio interno un'articolazione in cola, il colon è una sotto-unità individuata dal ripetersi regolare in determinate posizioni della fine di parola cioè dell'incisione: si parla di dieresi se l'incisione è al termine del metron, oppure di cesura, se l'incisione sta all'interno del metron. In metrica non viene considerato parola un qualsiasi vocabolo, ma solo nome o verbo, a cui si uniscono tutti i vocaboli prepositivi (articolo, pronome relativo, preposizioni, congiunzioni, particelle asseverative e interrogative, che di norma vanno a creare le subordinate e i tipi di complemento), e quelli pospositivi (ossia le particelle come μέν, δέ, ή, ου, ecc).
Un esempio normale di trimetro giambico, dal fr. 19 West di Archiloco, v. 1:
οὔ μοι τά Γύγεω τοῦ πολυχρύσου μέλει
Come sosteneva Aristotele, il ritmo giambico tra tutti i ritmi della poesia greca, è il più simile al ritmo del linguaggio parlato; dal'altra parte l'azione scenica della tragedia e della commedia, dove il trimetro è usato, esige come criterio fondamentale quello della verosimiglianza. Il ritmo giambico è decisamente più sciolto e naturale rispetto ad altri metri, soprattutto rispetto all'esametro dattilico. L'alternarsi nel rigoroso di lunghe e brevi è statisticamente simile al ritmo nel parlato, e non impone mai le forzature del linguaggio poetico che la μετρική ἀνάγκη impone nella produzione della poesia in esametri.
A parte ciò, i poeti tragici e comici utilizzarono sempre più frequentemente la sostituzione di due sillabe brevi in luogo di una sillaba lunga prevista dallo schema. Ciò contribuì notevolmente a rendere meno cadenzato e più sciolto, più simile al linguaggio della prosa, il ritmo delle parti dialogate nelle opere teatrali, a tutto vantaggio della verosimiglianza espressiva. Euripide è colui che più si avvale delle sfumature del trimetro giambico.
Trimetro giambico scazonte
Detto anche "zoppicante" o "ipponatteo" perché sarebbe stato proprio il poeta Ipponatte a introdurlo, si tratta di una variante del classico trimetro giambico, caratterizzata dalla presenza di una sillaba lunga nella penultima sede, dove normalmente il verso prevede una sillaba breve:
- Trimetro giambico classico: X — ∪ — |X — ∪ — |∪ — ∪ Ū

- Trimetro giambico scazonte:

X — ∪ — |X — ∪ — |∪ — — Ū

### Il Trocheo
Con il trocheo (- U) sono realizzabili varie quantità di piedi, tra queste figura, nel metro recitato il famoso tetrametro trocaico, che può essere sia catalettico che acataletto.
— ∪ — ∪ | — ∪ — ∪ || — ∪— ∪ | — ∪ — ∪ || forma acataletta
Si tratta del verso usato nei dialoghi e nelle tragedie più antiche, come in Ecateo di Mileto e in Eschilo, prima del predominio del trimetro giambico, poi ripreso da Euripide e dai comici (Aristofane, Menandro), esso è costituito da 4 dipodie trocaiche (trocheo = — ∪), cioè metra composti da due piedi trocaici ciascuna, l'ultima delle quali tronca, per questo è detto "catalettico", a differenza della variante dell'acataletto.
L'elemento libero marca non solo l'inizio, ma la fine dell'unità di misura: — ∪ — X
Lo schema metrico astratto è questo: — ∪ — X, — ∪ — X, || — ∪ — X, — ∪ — per il catalettico.
Esso è caratterizzato dall'incisione centrale in dieresi; il verso risulta in realtà diviso in due cola non simmetrici, dal momento che il secondo conta di un elemento in meno quando è catalettico, cioè "terminato" prima della conclusione del metron, con una sillaba in meno. Valgono anche qui per la realizzazione dell'elemento libero e per la soluzione del longum le stesse convenzioni esaminate per il giambo, è pertanto possibile incontrare lo spondeo nelle sedi pari (seconda e quarta, di rado nella sesta) e il tribraco in tutte le altre sedi, con limitazioni per la settima. Inoltre si può incontrare l'anapesto nelle sedi pari quando l'elemento libero è realizzato da una sillaba lunga. Molto raramente l'elemento libero o addirittura l'elemento breve sono realizzati da due sillabe brevi.
Sono tetrametri trocaici catalettici per esempio le antilabai dei vv. 1515-1530 dell'Edipo re di Sofocle, del Filottete i vv. 1402-1408 e di Edipo a Colono i vv 887-1890. Le antilabai di solito si dividono in corrispondenza della dieresi: si tratta del cambio di interlocutore all'interno del trimetro, evitato da Eschilo e impiegato appunto da Sofocle ed Euripide solo nei drammi più tardi.
Nei piedi pari il trocheo può essere sostituito da uno spondeo, mentre tutti i piedi le lunghe possono suddividersi in due brevi, creando cioè un tribraco al posto di un trocheo: — ∪ ∪∪∪; oppure un anapesto (raramente un dattilo) al posto di uno spondeo: — — ∪∪ — / — ∪∪
Archiloco, fr. 105 West, v. 1:
Γλαῦχ' ὅρα• βαθύς γάρ ἥδη κύμασιν ταράσσεται
Il tetrametro trocaico catalettico della lirica greca arcaica, come afferma Aristotele, precedette il trimetro, poiché in precedenza le tragedie non erano strutturate completamente come quelle di Eschilo, Sofocle o Euripide, ma erano piuttosto drammi satireschi, più adatti alla danza che alla recitazione, ma poi si trasformò in recitazione, e si usò un metro più appropriato particolarmente vicino al parlato.

## Poesia corale greca

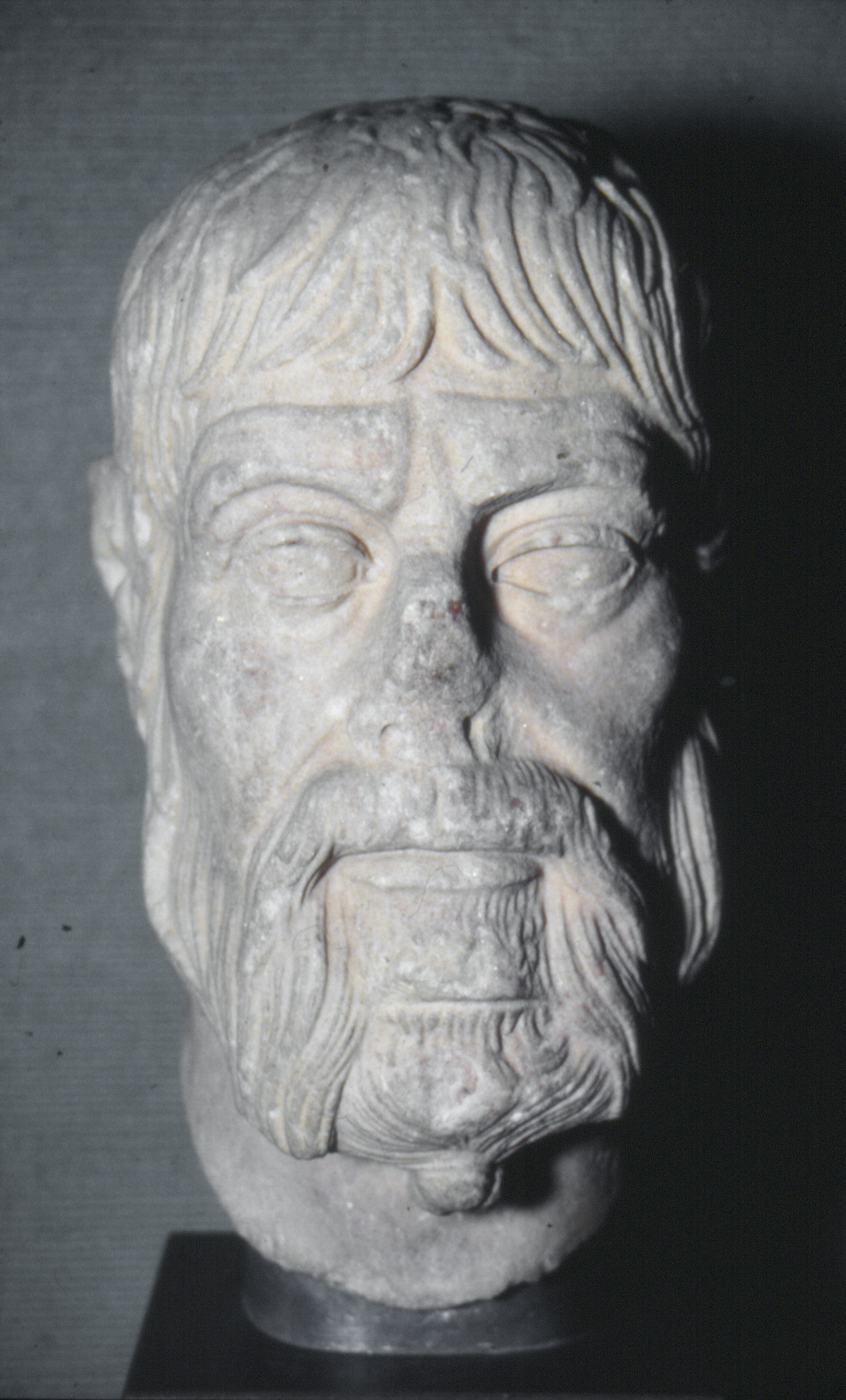
Busto di Pindaro, nella National Gallery di Oslo

Il mito fu sfondo immancabile e paradigma autorevole anche della melica corale, sia che essa trattasse delle divinità del culto locale, sia che celebrassero il vincitore atletico (come in Pindaro e Bacchilide), da rapportarsi alle virtù civiche, politiche e morali dello stesso committente o vincitore. La poesia corale si distingue in
- Inno: un canto in onore di una divinità

- Peana: inno particolare per la divinità d'Apollo, e trae origine dal nome "Peana" con cui si invocava anticamente il dio, cui venivano attribuiti poteri di guarigione.

- Ditirambo: inno speciale per Dioniso, il dio dell'ebbrezza, fu elaborato da Arione di Metimna nel VII secolo a.C., sul piano della struttura e sulla mimesi, e sia sul piano dei contenuti mitologici. Un secolo dopo Laso introdusse questo canto per le feste Dionisie di Atene, in cui il coro era ciclico, composto da ragazzi e uomini delle 10 tribù che componevano il territorio attico

- Partenio: di cui fu famoso Alcmane, ha origini spartane, il coro era composto da ragazze che dovevano essere iniziate alla vita coniugale.

- Encomio: rappresentato dai poeti Ibico, Simonide e Pindaro, ha per tema la celebrazione delle virtù politiche e civili del committente, spesso e volentieri un tiranno o un sovrano che ha richiesto la composizione stessa del componimento. Il mito ovviamente è una particolare e caratterizzante sfumatura, che si collega in qualche maniera (la descrizione di un evento particolare, o la formula delle origini "divine" della stirpe) alle virtù e alla nobiltà del committente. L'encomio può essere anche collettivo, come dimostra il canto di Simonide Per i morti delle Termopili, la sua struttura è monostrofica o triadica, i metri impiegati erano o i dattili-epitriti, oppure associazioni composte di giambi, coriambi, trochei

## Tipologie dimetra
Piedi di due morae
- pirrichio: ∪ ∪

Piedi di tre morae
- giambo: ∪ –

- trocheo: – ∪

- tribraco: ∪ ∪ ∪

Piedi di quattro morae
- dattilo: – ∪ ∪

- anapesto: ∪ ∪ –

- spondeo: – –

- anfibraco:  ∪ – ∪

- proceleusmatico: ∪ ∪ ∪ ∪

Piedi di cinque morae
- peone primo: – ∪ ∪ ∪

- peone secondo: ∪ – ∪ ∪

- peone terzo: ∪ ∪ – ∪

- peone quarto: ∪ ∪ ∪ –

- baccheo: ∪ – –

- antibaccheo o baccheo rovesciato: – – ∪

- cretico – ∪ –

Piedi di sei morae
- digiambo: ∪ – ∪ –

- ditrocheo: – ∪ – ∪

- ionico a minore: ∪ ∪ – – (con cui si realizza anche il dimetro o il tetrametro)

- ionico a maiore: – – ∪ ∪

- coriambo: – ∪ ∪ –

- antispasto: ∪ – – ∪

- molosso: – – –

Piedi di sette morae
- epitrito primo: ∪ – – –

- epitrito secondo: – ∪ – –

- epitrito terzo: – – ∪ –

- epitrito quarto: – – – ∪

Piedi di otto morae
- docmio (forma base): ∪ – – ∪ –

- ipodocmio: – ∪ – ∪ –

- dispondeo: – – – –

Di questo ampio repertorio, alcuni piedi sono solo ipotetici o si incontrano eccezionalmente, come l'anfibraco, il peone terzo, l'antispasto, l'epitrito primo e quarto, il palinbaccheo, il dispondeo, il pirrichio o il peone secondo; alcuni piedi quadrisillabici si possono ridurre a sizigie di piedi bisillabi, come il digiambo, l'epitrito terzo e secondo, il ditrocheo; il pirrichio non ha esistenza propria ma costituisce parte o sostituzione di altri piedi; altri non hanno esistenza propria, ma esistono solo come risoluzione di una sillaba lunga in due sillabe brevi nei piedi più corti, come il tribraco (UUU), il proceleusmatico (UUUU), il peone primo e quarto.
I dieci che restano sono detti prototipi (o anche archigona sott. metra, in latino), in quanto sono i metri base per la formazione di tutti i tipi di cola e versi possibili. Essi sono
- il giambo,

- il trocheo,

- lo spondeo,

- l'anapesto,

- il dattilo,

- il cretico,

- il coriambo,

- il baccheo,

- lo ionico (a minore e a maiore)

- il docmio (che è considerato però un piede composto)

- Piede reiziano: questo tipo di piede prende il nome dal filologo tedesco Friedrich Wolfgang Reiz (1733-1790), il quale notò dei versi irregolari di probabile origine popolare a carattere rituale, leggendo dei "canti alla rondine" di ragazzi di Rodi, associando poi lo schema:  - UU - UU - X (risolvibile anche in – – – – X) al verso ferecrateo – – – U U – – X (dal poeta comico Ferecrate del V secolo a.C. secondo Wilamowitz e Reiz) che compare in terza posizione nei cola dopo 2 asclepiadei minori e prima di un gliconeo, come in Anacreonte o in Simonide. Il ferecrateo fu usato da Orazio per le sue Odi.

Tornando al reiziano, esso è in 5 sillabe, quello più comune, costituito dal secondo emistichio del falecio.

## Composizione della strofe/antistrofe ed epodo nella lirica
Sono possibili varie forme epodiche, tra cui:
- -     - il giambico

- -     - l'archilocheo (primo, secondo, terzo e quarto)

- -     - il pitiambo primo

- -     - il pitiambo secondo

- le strofe o versi κατὰ στροφήν(katà strophèn): possono essere composte sempre dal medesimo verso oppure da combinazioni di versi diversi. Nella lirica corale tali strofe possono essere create secondo schemi molto complessi, mentre maggiore uniformità si incontra nella lirica monodica, in cui, accanto a strofe ottenute accostando due distici epodici (come avviene nelle Odi di Orazio) sono possibili varie combinazioni.

Gli schemi più importanti sono:
- - la strofe saffica

- - la strofe saffica maggiore

- - la strofe alcaica

- - l'asclepiadeo (primo, secondo, terzo, quarto quinto)

Questi sistemi strofici furono usati nella lirica monodica, e più tardi nella poesia ellenistica e in quella latina. La lirica corale, e le parti corali della tragedia, usarono invece strofe dalla struttura molto più complessa molto variabili da un esempio all'altro.
- i componimenti astrofici, privi di un qualsiasi schema fisso. In tale categoria rientrano i sistemi, i kómmoi del dramma (canti divisi tra il coro e gli attori), le monodie del dramma, i ditirambi e i nomoi della lirica corale.

I componimenti strofici, a seconda del loro ordine interno, sono poi ulteriormente divisi in:
- componimenti monostrofici quando la stessa strofe si ripete identica per tutto il poema;

- componimenti epodici, o triade epodica, quando ad una strofe e ad un'antistrofe dalla stessa struttura metrica segue un epodo di struttura differente (ricorrenza in Alcmane, Ibico, Stesicoro, Simonide, Pindaro, Bacchilide). Nella lirica corale, l'epodo è sempre ripetuto, secondo lo schema A A B, A' A' B', ecc.; nella tragedia invece l'epodo compare di solito una volta sola, in posizione variabile.

Le parti cantate del coro consistono in strofe di versi lirici, articolate in una serie di strofe, antistrofe ed epodo. Dal greco στροφή (giro), il termine indica il percorso circolare che il coro compie danzando nell'orchestra del teatro, o in un'area addetta alle esecuzioni del canto corale. Per estensione la parola è utilizzata quando si parla di lirica corale greca, per indicare il testo poetico del canto che il coro esegue mente compie un giro d'orchestra, e la tecnica della strofe, antistrofe ed epodo è ricorrente nei lirici corali, oltre che nel teatro, come Simonide, Pindaro, Bacchilide, Alcmane, Ibico, Stesicoro.

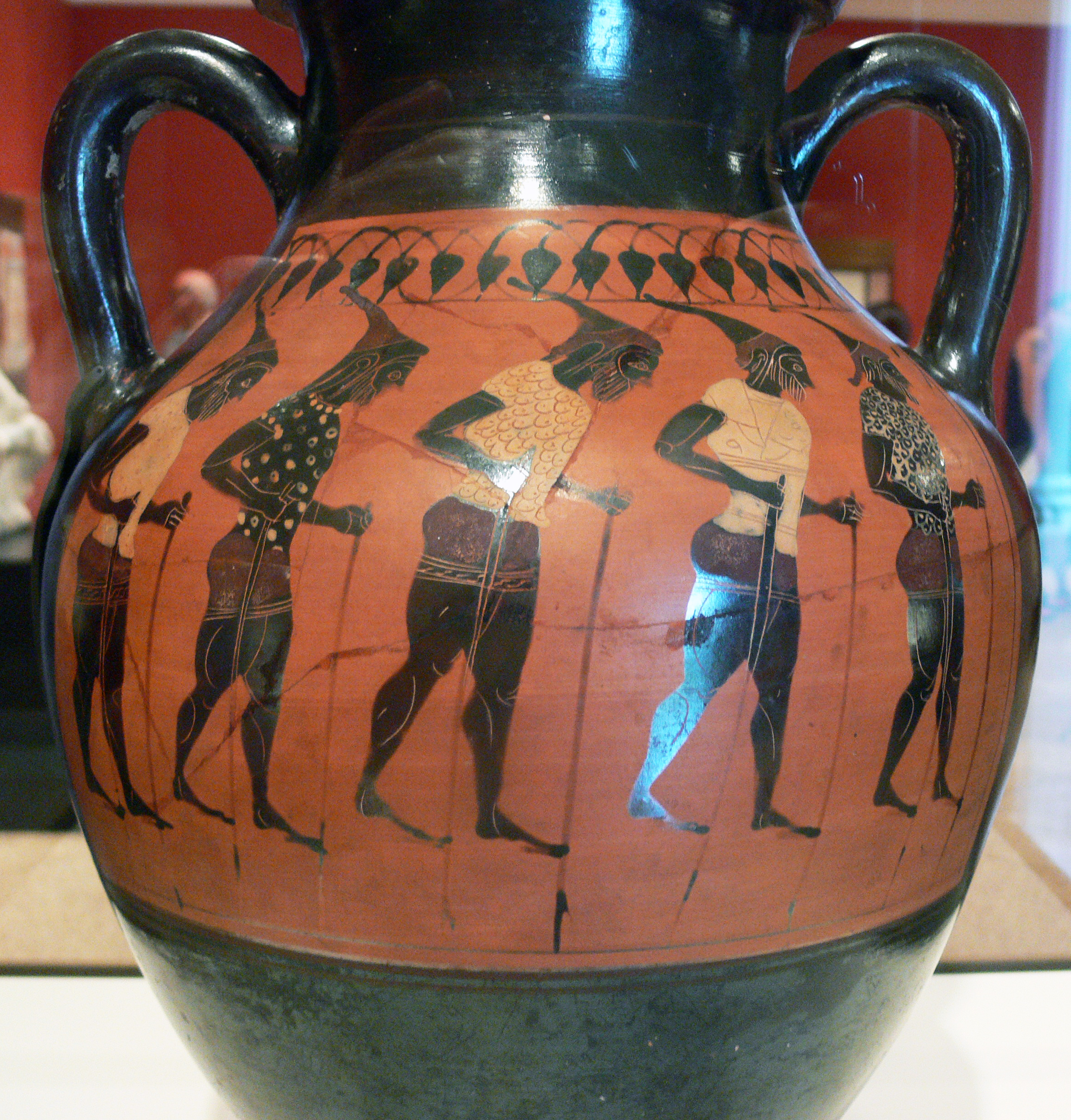
Vaso di terracotta raffigurante un coro di personaggi su trampoli (Museo Getty Villa)

L'orchestra del teatro greco era di forma circolare, l'orchestra semicircolare di molti teatri greci è frutto di ristrutturazioni di età tardo ellenistica, e poi romana, e si spiega con il graduale venir meno della funzione principale del coro nell'età classica e antica nelle performance. Normalmente un brano di lirica corale prevede la sequenza di un numero variabile di strofe, nella lirica corale e nei cori teatrali ad ogni strofe seguiva un'antistrofe, caratterizzata dallo stesso schema metrico della strofe. Verosimilmente a giudicare dall'etimologia della parola, l'antistrofe veniva eseguita dal coro percorrendo l'orchestra in senso contrario al giro della strofe.

## Metrica del teatro greco
Il tessuto di una tragedia e della commedia greca, soprattutto quella attica in cui fu protagonista Aristofane, è caratterizzato dall'alternanza di dialoghi recitati e di canto con accompagnamento musicale, e danza e per tanto contiene strutture metriche di natura diversa, e diversamente eseguite, tanto per fare un esempio. Già nel periodo della tarda produzione aristofanea, il coro inizia ad essere ridotto, perdendo le funzioni fondamentali di scambio di battute e intervento nell'azione, come nella commedia arcaica, e lo vediamo nelle Tesmoforiazuse e nella Lisistrata, ultime commedie aristofanee. In Menandro, rappresentante della commedia nuova, il coro è inesistente. Il testo del quale forse per contrasto si apprezzano ancora di più la forza comunicativa e la densità, e lo scheletro della partitura ritmica; le parti recitate sono in trimetro giambico, raramente in tetrametro trocaico, cosa che avveniva probabilmente nelle tragedie dell'epoca precedente Eschilo, così come nelle fabulae di Lucio Accio e Marco Pacuvio in latino, prima dell'adozione del trimetro. I canti corali hanno complessi schemi lirici che necessitano di un commento metrico scientifico. Si parla di strofe.

### Uso del trimetro giambico nella tragedia
Di rado un trimetro giambico è costituito dalla successione di sei giambi puri, raggruppati in dipodie. Infatti i tempi lunghi — possono apparire soluti, cioè realizzati in due brevi UU; per convenzione infatti una sillaba breve equivale a un tempo breve, e un longum equivale a due morae. Esso può pertanto essere realizzato oltre che da una sillaba lunga, anche da due brevi,
Gli elementi liberi X possono essere realizzati da una sillaba breve o mora U, oppure da una sillaba lunga —, oppure ancora da due morae UU. Pertanto il primo, il quinto e il nono elemento del verso possono essere lunghi. Si può così incontrare in luogo del giambo ∪ — lo spondeo — — rispettivamente in prima, terza e quinta sede del verso, intendendo come sede, cioè lo schema metrico astratto:
X — ∪ —, X — ∪ —, X — ∪ Ū
1 2, 3 4, 5 6
Può essere realizzato anziché come una sequenza di giambi
∪ — ∪ —, ∪ — ∪ —, ∪ — ∪ Ū
1 2, 3 4, 5 6
Con una sequenza di sillabe in cui le sedi dispari sono spondei anapesti secondo lo schema:
— — ∪ —, — — ∪ —, — — ∪ Ū
1 2, 3 4, 5 6
Ovviamente la realizzazione dell'elemento libero con una sillaba lunga non deve necessariamente interessare tutte le sedi: il poeta fa di volta in volta le sue scelte; se invece l'elemento libero è realizzato un longum, ma l'elemento longum che lo segue è soluto in due brevia, si può incontrare il dattilo in prima, terza e quinta sede:
— ∪ ∪ ∪ —, — ∪ ∪ ∪ —, — ∪ ∪ ∪ Ū
La sostituzione del dattilo in terza sede è la più diffusa, mentre quella del dattilo in quinta è sottoposta a limitazioni forti nella tragedia. L'elemento longum può però essere soluto in due brevia ∪ ∪ in tutti i piedi, consentendo la presenza del tribraco ∪ ∪ ∪ sia nelle sedi pari (seconda e quarta):
X — ∪ ∪ ∪, X  — ∪ ∪ ∪, X — ∪ Ū
che nelle sedi dispari (prima, terza e quinta), quando l'elemento libero sia realizzato da una sillaba breve:
∪ ∪ ∪  ∪ —, ∪ ∪ ∪  ∪ —, ∪  ∪ ∪ ∪ Ū
Non capita mai che l'intera sequenza sia sostituita da tribrachi; quando l'elemento libero è realizzato da due sillabe brevi e il longum che lo segue non è soluto, si incontrano l'anapesto ∪ ∪ — nelle sedi dispari:
∪ ∪ — ∪ —, ∪ ∪ — ∪ —, ∪ ∪ — ∪Ū
Inoltre è possibile incontrare l'anapesto che nelle sedi pari (seconda e quarta) per la realizzazione di due brevi, addirittura dell'elemento breve:
X — ∪ ∪ —, X — ∪ ∪ —, X — ∪ Ū

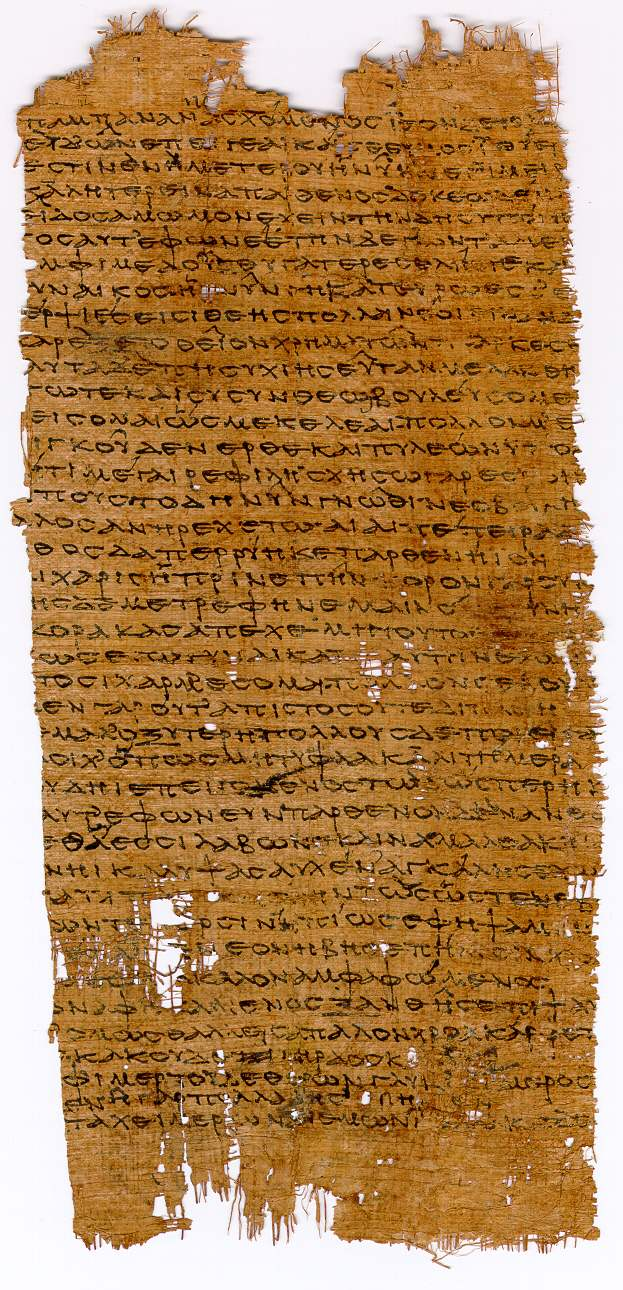
Un papiro contenente una poesia di Archiloco

La presenza dell'anapesto sia in prima sede che nelle altre, a eccezione dell'ultima, è di norma ammessa nella tragedia sono per la necessità di introdurre nomi propri. Come risulta chiaramente dai casi considerati, l'ultimo piede del trimetro non è interessato dalle sostituzioni ed è realizzato sempre da due sillabe, la prima delle quali breve. Le possibilità combinatorie delle varie sostituzioni sono varie, di norma il poeta evita la successione massiccia di sillabe brevi che comporterebbe la presenza di due tribrachi conseguenti, o anche di tribraco seguito da un anapesto (fenomeno che ricorre in Euripide); sono ammesse però nella tragedia due o più sostituzioni con elementi trisillabici nello stesso verso.
In Sofocle la presenza di piedi trisillabici non è particolarmente elevata, e non pare collegata a una ricerca metrica in atto, come avviene in Euripide, i cui drammi più tardi sono anche i più ricchi di soluzioni.

### Uso del tetrametro nella tragedia
Il tetrametro ricorre in alcune tragedie come i Persiani di Eschilo, Ifigenia in Aulide di Euripide, il dramma satiresco I cercatori di tracce di Sofocle e l'Oreste di Euripide. Seguendo tutte le sfumature elencate del tetrametro trocaico, lo schema è questo:
{\displaystyle {\acute {-}}} ∪ {\displaystyle {\acute {-}}} X, {\displaystyle {\acute {-}}} ∪ {\displaystyle {\acute {-}}} X, | {\displaystyle {\acute {-}}} ∪ {\displaystyle {\acute {-}}} X, {\displaystyle {\acute {-}}} ∪ {\displaystyle {\acute {-}}} ∪ Ū

### Uso dei metra nelle parti corali nella tragedia
Le parti cantate del coro consistono in strofe di versi lirici, articolate in una serie di strofe, antistrofe ed epodo. Dal greco στροφή (giro), il termine indica il percorso circolare che il coro compie danzando nell'orchestra del teatro, o in un'area addetta alle esecuzioni del canto corale. Per estensione la parola è utilizzata quando si parla di lirica corale greca, per indicare il testo poetico del canto che il coro esegue mentre compie un giro d'orchestra, e la tecnica della strofe, antistrofe ed epodo è ricorrente nei lirici corali, oltre che nel teatro, come Simonide, Pindaro, Bacchilide, Alcmane, Ibico, Stesicoro.

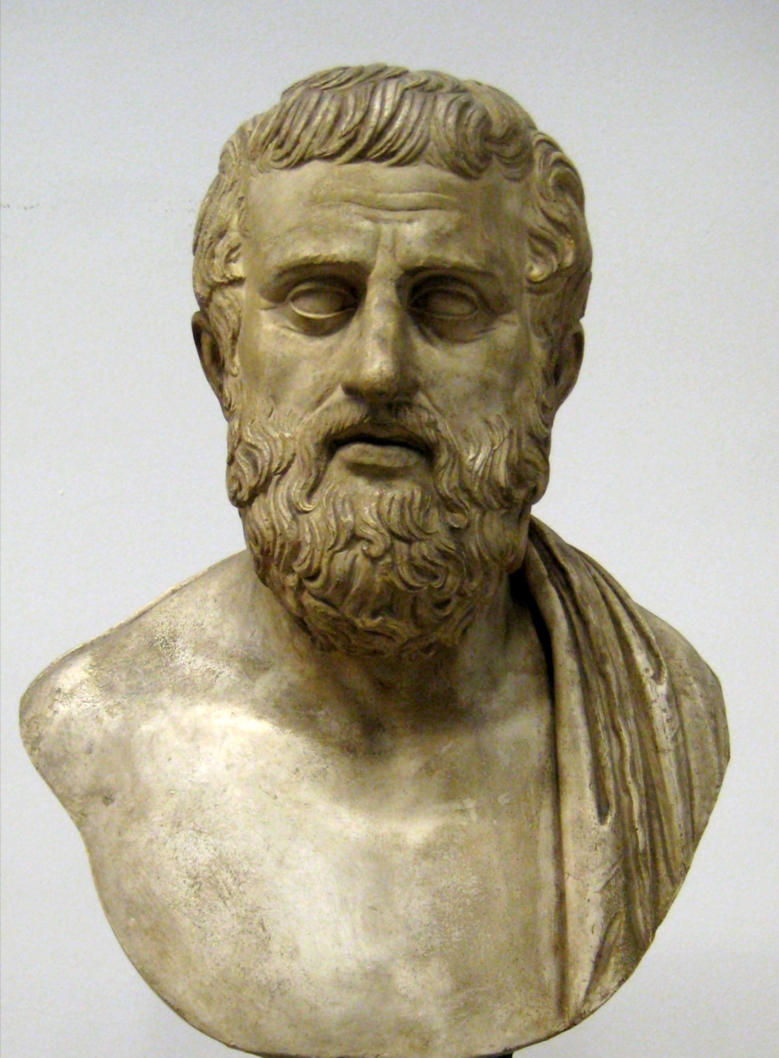
Busto di Sofocle

L'orchestra del teatro greco era di forma circolare, l'orchestra semicircolare di molti teatri greci è frutto di ristrutturazioni di età tardo ellenistica, e poi romana, e si spiega con il graduale venir meno della funzione principale del coro nell'età classica e antica nelle performance. Normalmente un brano di lirica corale prevede la sequenza di un numero variabile di strofe, nella lirica corale e nei cori teatrali ad ogni strofe seguiva un'antistrofe, caratterizzata dallo stesso schema metrico della strofe. Verosimilmente a giudicare dall'etimologia della parola, l'antistrofe veniva eseguita dal coro percorrendo l'orchestra in senso contrario al giro della strofe.
La strofe e l'antistrofe si alternavano secondo schemi diversi nella lirica corale, e nei cori di tragedia. Le composizioni corali di Pindaro, Simonide e Bacchilide erano costruite sullo schema detto "triade stesicorea": ogni brano era costituito da un numero variabile di triadi (strofe, antistrofe, epodo), ogni strofe e antistrofe si basava sullo stesso schema metrico, mentre l'epodo aveva schema diverso da quello di strofe e antistrofe; ogni epodo aveva comunque schema metrico e identico a quello di tutti gli altri epodi. Lo schema della triade stesicorea è A (strofe), A1 (antistrofe), B (epodo), l'Olimpica I' di Pindaro ad esempio è costituita da 4 triadi stesicoree.
I cori di commedie e tragedie erano invece costituiti normalmente da un numero variabile di coppie strofiche, ossia strofe e antistrofe a ripetizione, dove lo schema metrico si ripeteva, ma era sempre diverso da quelle delle altre coppie, secondo la seguente alternanza:
- A (strofe) - A1 (antistrofe)
- B (strofe) - B1 (antistrofe) ecc.

Per far comprendere la diversità della regolarità delle strofe nei lirici corali, e della variazione libera nel coro tragico, si forniranno degli esempi di triade stesicorea con gli autori Stesicoro, Ibico e Simonide. Si notino le varie sfumature delle morae da due a otto piedi, e delle loro molteplici combinazioni, di sillaba lunga —, breve ∪ e libera X:
- Stesicoro: dalla Gerioneide fr. 15 Page-Davies
  - Antistrofe vv 5-13 composta da dimetro anapestico catalettico (5), dimetro anapestico (6), anap. catalett. (7), anap. (8), dipodia anapestica catalett. (9), dim. anap. (10), dipod. anap. (11), dimetro anap. (12), idem (13)
  - Epodo vv 14-17: dimetro anapestico, dimestro anap. catalettico, teatrametro dattilico (alcmanio).

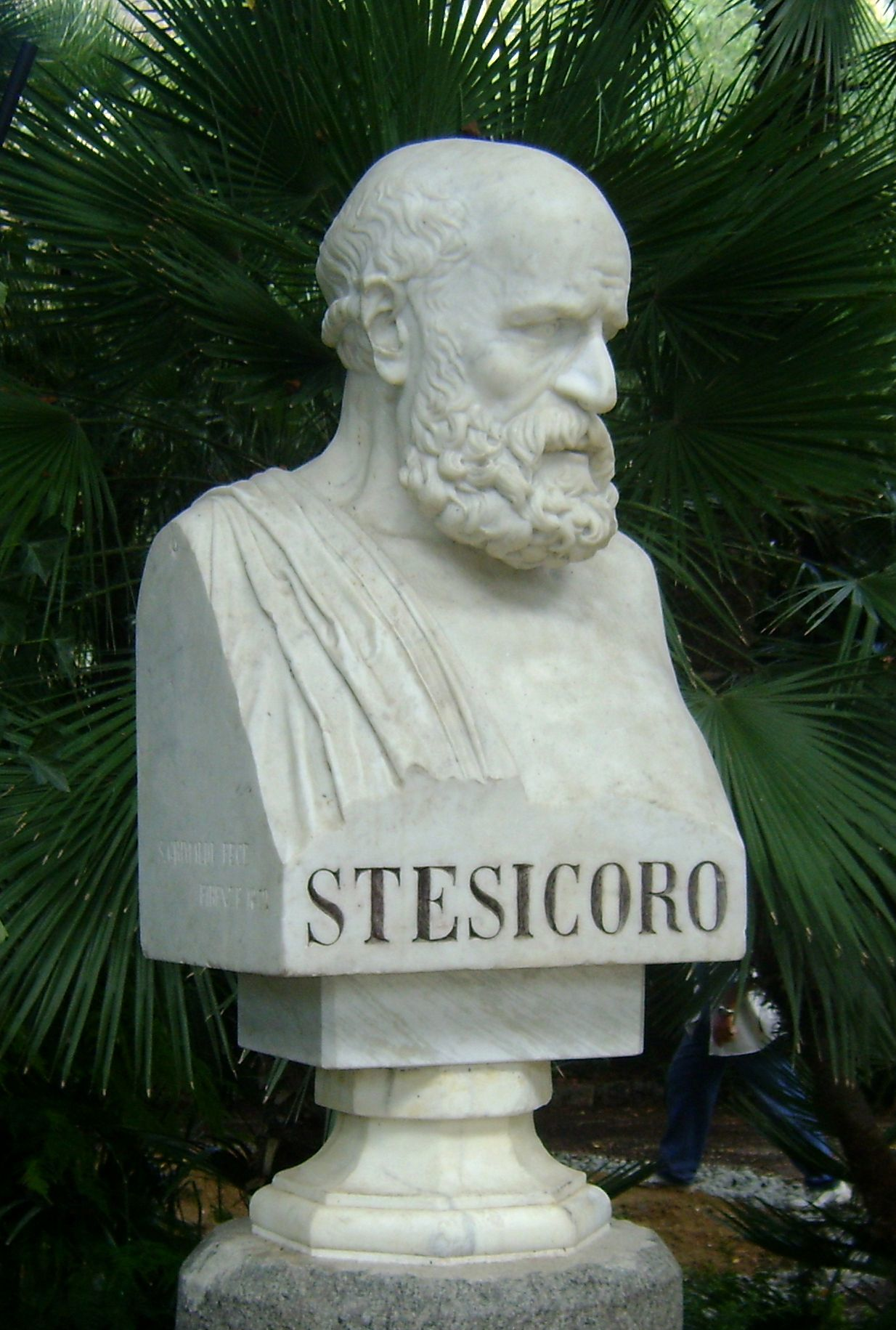
Busto di Stesicoro presso Catania

L'alcmanio è un tetrametro "dattilico" così denominato in riferimento al poeta Alcmane, il quale lo avrebbe creato per esprimere la sua voce in capitolo durante i cori dei Parteni, come nel Partenio del Louvre: l'alcmanio può essere catalettico (— ∪ ∪  — ∪ ∪  — ∪ ∪  — ∪ ∪) o acataletto (∪ ∪  — ∪ ∪  — ∪ ∪  — X). Nella lirica oraziana si accoppia, come secondo verso, con l'esametro dattilico nel sistema strofico detto "archilocheo I". Giosuè Carducci ne riprodusse il ritmo nell'Ode Courmayeur, rendendo l'esametro un settenario piano nelle strofe dispari, e tronco nelle pari + novenario, e il tetrametro con un novenario.
- Ibico: Encomio di Policrate (fr. 151 Page-Davies)
  - Strofe e antistrofe vv. 1-4: alcmanio (1), alcmanio (2), hemiepes (3), enoplio (4)
  - Epodo (5 versi): 1, dimetro anapestico catalettico (enoplio), 2, dimetro anap. cat., 3 idem, 4 pentametro eolico, 5 coriambo dimetro dattilico

## Uso del Coriambo nella poesia corale
Il coriambo è un piede della metrica greca e latina. Si compone di una sillaba lunga, due sillabe brevi e una sillaba lunga (— ∪ ∪ —): si tratta perciò di un piede di sei morae. 
Quanto al ritmo di questo piede, la sua classificazione non è univoca. Sono state avanzate tre possibili interpretazioni del verso:
- come metro composto (trocheo + giambo). È l'interpretazione che seguivano gli studiosi di ritmo antichi. Così considerato, la tesi del coriambo coincide con le due sillabe lunghe, che portano l'ictus, e l'arsi è formata dalle due sillabe brevi, rendendo il suo ritmo né ascendente né discendente. Il suo genere di appartenenza è di conseguenza il diplásion, in quanto il rapporto tra tempo debole e tempo forte viene a essere di 1:2.
- come metro semplice, la cui arsi è — ∪ e la tesi ∪ —. Il suo ritmo è in questo caso ascendente, e appartiene al génos íson. Tale interpretazione è suffragata dalla notazione musicale conservata nell'Epitaphium Sicili
- come metro semplice, appartenente al génos íson, ma in cui le due parti del verso, possono fungere in modo intercambiabile da arsi e da tesi, e il cui ritmo può essere, a seconda dei contesti, ascendente o discendente.

Il coriambo mantiene quasi sempre la sua forma primitiva; solo occasionalmente una delle sue sillabe lunghe è risolta in due brevi. La sostituzione delle due brevi con una lunga invece non è ammessa (o quasi) dai poeti greci, mentre i latini hanno ammesso questa licenza.
I metri coriambici sono divisi in due gruppi:
- i metri eolo-coriambici, che seguono (di norma) le regole della metrica eolica e che sono il gruppo più numeroso e più antico.
- i metri coriambici puri, che invece seguono i normali schemi della metrica greca, leggermente più tardi, e di uso più limitato.

- Simonide, Encomio a Scopas, fr. 542 Page:
  - Strofe vv 1-6: hemiepes pentemimere giambico, ionico gliconeo, gliconeo + digiambo, digiambo + gliconeo, gliconeo, docmio emiasclepiadeo, digiambo emiasclepiadeo, 2 bacchei ferecrateo, coriambo baccheo
  - Epodo vv 1-6: baccheo dimetro coriambico, 2 gliconei, digiambo + coriambo + digiambo, ditrocheo ionico, gliconeo + ditrocheo, ferecrateo itifallico

## Uso della strofe/antistrofe nella tragedia
Tornando alle strofe del coro teatrale, se le strofe e antistrofe si riproponevano lo stesso tema metrico, cioè lo stesso ritmo, è logico pensare che sul testo della strofe e su quello dell'antistrofe si eseguisse anche un'identica melodia; quello che oggi si direbbe ritornello musicale. La tragedia, anche se dal punto di vista estetico si presenta in forma poetica estremamente valida e raffinata, nei contenuti rispecchia quasi sempre dei problemi politici, sociali, etici, religiosi, familiari, di piena attualità e in modo realistico. La commedia invece presenta sulla scena in maniera buffonesca e distorta i protagonisti e fatti esclusivamente del periodo storico e politico attuale, spesso in maniera critica e ridicolizzando i personaggi ed episodi della vita contemporanea.
Il dramma satiresco è un'opera simile alla tragedia greca, solo che combina elementi grotteschi e irruenti della commedia, e presenta un lieto fine. Presenta spesso scene farsesche e una certa licenziosità di linguaggio, come nella commedia, a differenza dello stile elevato della tragedia. Il coro era formato da un gruppo di satiri danzanti, visibili anche in veste di protagonisti nel dramma sofocleo I cercatori di tracce, mentre un altro esempio di dramma conservatori è il Ciclope di Euripide. Le caratteristiche della lirica corale teatrale sono:
- Coro: gruppi attori (coreuti) che sostengono le parti cantate e danzate. Il coro è collegato all'origine stessa della tragedia greca, poiché da esso si staccò l'attore, prima probabilmente recitando passi narrativi a monologo, poi dialogando con il corifeo, il rappresentante del coro. L'importanza del coro nell'azione drammatica era all'inizio pari a quella dell'attore; è composto da 12 coreuti in Eschilo e da 15 in Sofocle, interveniva nella parodo, in tre stasimi, e nell'esodo, con parti composte in versi lirici articolate in strofe, antistrofe ed epodo. Il corifeo durante questi tre momenti del coro interviene dialogando con gli attori e commentando alcune scelte dei protagonisti, esprimendosi in trimetri giambici. In Aristofane il coro è presente, avente ruolo centrale soprattutto nelle Vespe, Uccelli, Rane, partecipa vivacemente all'azione dei protagonisti e si rivolge direttamente al pubblico, cosa non possibile nella tragedia, e seguendo le tematiche grottesche della commedia, è inteso come una sorta di caricatura del coro tragico. Già nelle ultime opere di Aristofane come Donne in assemblea - Donne alle Tesmoforie il coro viene ridotto, e sostituito da intermezzi musicali, e lo stesso accadrà nel teatro latino con Plauto e Terenzio.

## Tipi di canti con il coriambo

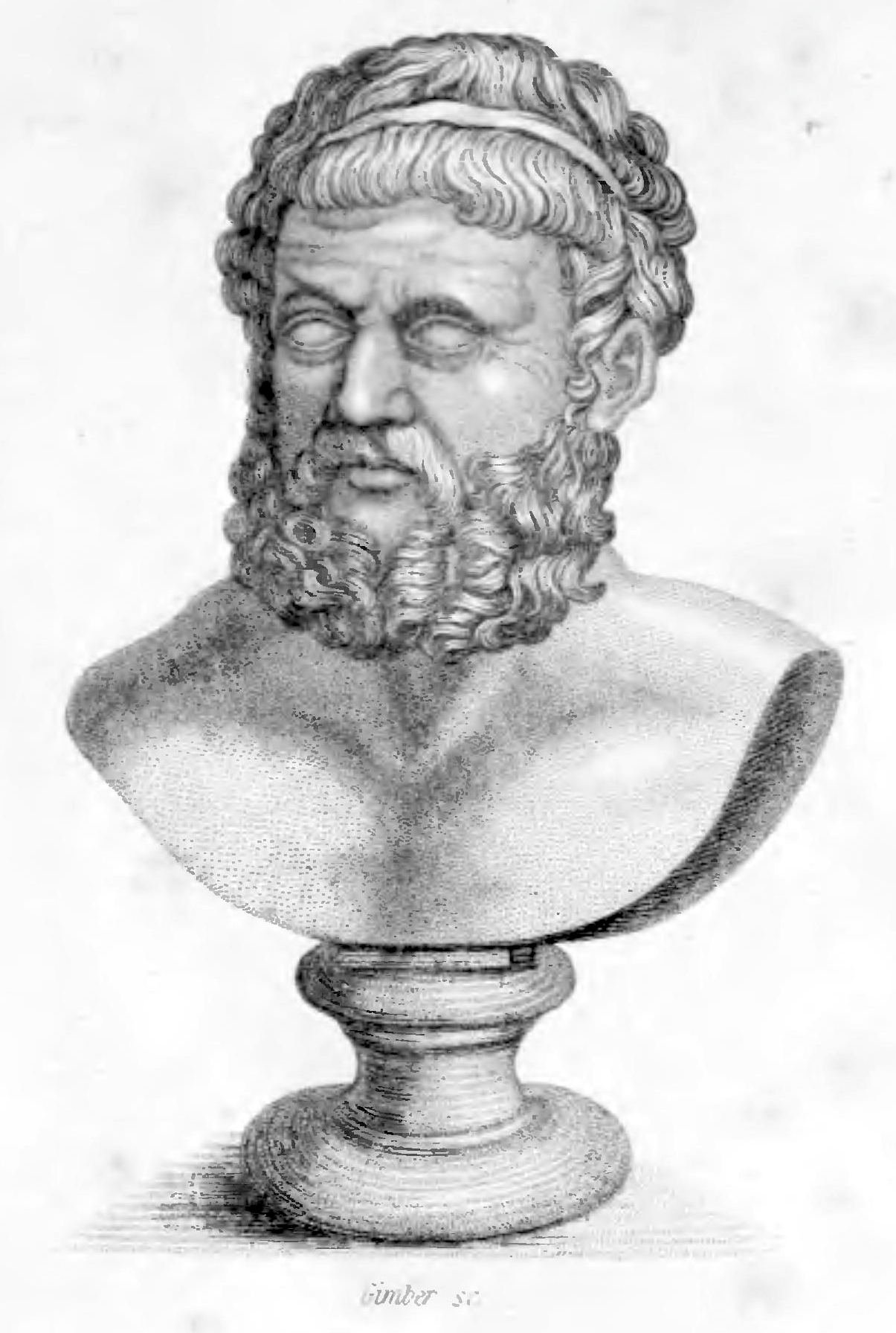
Busto di Pindaro del 1846, incisione di C. A. Wheelwright

- Ditirambo: è un canto corale in onore di Dioniso, veniva intonato da un coro che al suono dell'aulo danzava in cerchio. Di struttura drammatica, fu l'origine della tragedia, secondo Nietzsche, anche se l'immagine di Dioniso, così come quella del ditirambo, presso i moderni è stata cambiata in celebrazione del vino e della gioia di vivere, come nei ditirambi di Gabriele D'Annunzio in Laudi (1903). I maggiori scrittori lirici di ditirambo furono Bacchilide, Pindaro, Simonide.

- Encomio canto celebrativo per uomini illustri e politici, per vincitori di gare sportive, sovrani vari. Veniva eseguito ai banchetti o nelle processioni sacre, avevano carattere mitologico, la scelta di un particolare episodio della mitologia classica adattato dal poeta per l'occasione dell'encomio, in modo da annoverare il destinatario dell'opera tra i modelli di virtù e civiltà. I maggiori autori furono Simonide, Bacchilide e Gorgia da Lentini.

- Epicedio: canto corale in onore di un defunto, particolarmente celebrato da Simonide, come nell'Ode per i caduti alle Termopili

- Epinicio: canto corale in onore dei vincitori delle gare, era recitato da cori celebrativi e accoglieva i vincitori dei giochi di ritorno dagli agoni. Fra i maggiori autori ci sono Pindaro, di cui si conservano le Olimpiche - Istmiche - Pitiche, Bacchilide, e Simonide, che nei loro epinici mescolano all'attualità delle vittorie atletiche le vicende mitologiche scelte, per tratteggiare le origini nobili dei destinatari, e fargli assurgere a modelli di virtù da seguire. Gli epinici inoltre, soprattutto in Simonide e Pindaro, si caratterizzano per la riflessione del poeta, ossia delle frasi gnomiche, che assumono il valore dei nostri motti e frasi moraleggianti.

- Epitalamio: componimento poetico scritto per gli sposi, era una specie di serenata per i giovanotti, sia fanciulle che fanciulli, intonata proprio da ragazzi presso la camera nuziale degli sposi: i maggiori esponenti furono Callimaco, Partenio, Teocrito e in antichità Saffo.

- Imeneo: canto simile all'epitalamio, l'unica differenza p che era intonato in onore delle nozze.

- Inno. canto corale in onore degli Dei, era un'antica forma poetica inizialmente dedicata per fini propiziatori a un dio specifico di cui si lodavano e cantavano le gesta. Era spesso accompagnato da una danza; numerosi poeti si occuparono di tale forma, partendo dallo Pseudo-Omero con gli Inni omerici, arrivando a Saffo (Inno ad Afrodite), Alceo, Bacchilide, Callimaco, Anacreonte nell'Inno a Dioniso e ad Artemide, mescolò le frasi formulari invocative verso il dio, tipiche del repertorio dell'inno, a canoni molto più leggeri riguardo all'amore, topos tipico della sua poetica.

- Iporchema: canto corale intonato in occasione delle danze mimiche, accompagnato da danza e pantomima.

## Struttura della tragedia greca
Parodo: canto iniziale del coro, nella tragedia, il coro entra dalle due entrate laterali dell'orchestra e si dispone. Parte del dramma che veniva recitata dal coro dopo il prologo.
- Stasimo: canto del coro che divide i diversi episodi del dramma fra loro, composto da strofe ed epodo.

- Esodo: è l'ultimo canto corale nella tragedia, che accompagna l'uscita del coro dall'orchestra.

- Partenio: canto corale eseguiti da vergini fanciulle in onore delle divinità femminili, frequentemente accompagnato da danze e musiche. In questa disciplina di preparazione delle ragazze di buona società alla vita coniugale nelle apposite scuole, si distinse il poeta Alcmane, che operò a Sparta, di cui si ricorda il noto Partenio del Louvre.

- Peana: canto corale in onore di Apollo, nella sua veste di guaritore, da cui il nome del canto; il peana è citato già da Omero nel Canto I dell'Iliade, quando Agamennone deve compiere il sacrificio propiziatorio ad Apollo per stornare la peste dal campo militare, nei secoli a venire il peana viene dedicato anche ad altre divinità, come Ade, oppure a uomini illustri e alle vittorie militari, matrimoni, banchetti. I maggiori esponenti furono Pindaro e Bacchilide.

- Scolio: canto intonato durante il banchetto, da non confondere con il termine della filologia che intende la "spiegazione di una parola" o di un passo difficile

- Treno: canto funebre della poesia greca, di cui si ricorda il poeta Simonide, nella composizione Per i caduti delle Termopili.

La tragedia e la commedia antica, seguendo il testo di Efestione grammatico Πραγματεία περὶ μέτρων, Pragmatèia  perì métron (Studio sulla metrica) si dividono in tre tipi di verso:

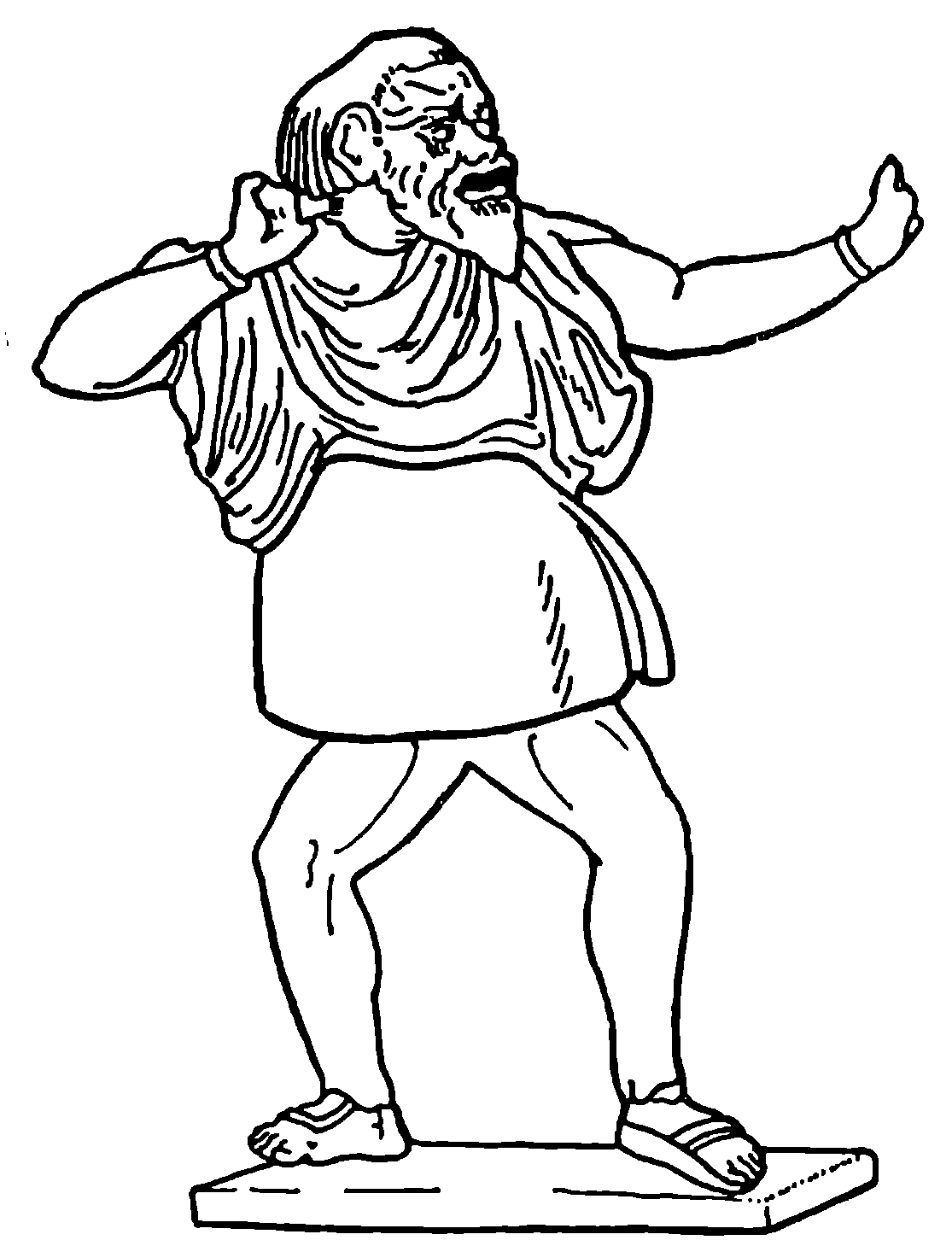
Disegno di un attore della commedia greca arcaica

- Recitato: parti dialogate senza musica, in trimetro o tetrametro

- Recitativo: parti metriche recitate, ma con accompagnamento musicale dell'aulòs (tipo la parte della parabasi in tetrametro anapestico e la parte dell'antepìrrema dell'agone), sia dei protagonisti che del coro, il tipo di metron varia dal giambo al tetrametro

- Cantato: parti cantate del coro, o anche dai personaggi, in metri lirici.

Le parti principali dello spettacolo sono:
- Prologo: recitato da un solo protagonista o da un messaggero, o da un dio, in trimetri giambici. Solitamente in Aristofane non è presente, quanto invece in Menandro, Plauto e Terenzio.

- Parodo: canto iniziale del coro, è assente nella commedia

- Episodi: il coro esce ed entrano gli attori, alcuni sono muti, solitamente i facchini, o i personaggi secondari, che recitano al massimo una sola battuta. Durante la recitazione in trimetri, avviene che nei momenti più concitati il trimetro venga realizzato interamente anche in 2 o più battute degli attori che si scambiano con animosità, tale processo si chiama "sticomitia"; quando il verso è troncato in 2, in cui è iniziato da un personaggio e terminato dall'altro, si chiama αντιλαβή.

- La μονῳδία (monodìa) si ha quando un attore canta in metri lirici anziché recitare. Talvolta avviene un duetto tra il coro e l'attore (κομμός, kommòs) oppure tra due attori (ἀμοιβαῖος, amoibaios).

- Gli stasimi (στάσιμοι) sono degli intermezzi destinati a separare tra loro gli episodi, destinati ai canti del coro, dove questo commenta, illustra e analizza la situazione che si sta sviluppando sulla scena.

Come nella parodo il canto corale è eseguito da tutti gli elementi del coro ed è composto da una serie di coppie strofiche (dette συζύγιαι, sizigie) composte ciascuna di una strofe e un'antistrofe, tra le quali esiste una corrispondenza perfetta per quanto riguarda la struttura metrica e il numero di versi.
Comunque nel corso del tempo la funzione del coro divenne sempre meno importante, tanto che in alcuni stasimi di Euripide si ha la sensazione che siano dei virtuosismi poetici senza reali collegamenti con la trama.
- L'esodo (ἔξοδος) è la parte conclusiva della tragedia, che finisce con l'uscita di scena del coro. Spesso, soprattutto in Euripide, nell'esodo si fa uso del deus ex machina, ovvero un personaggio divino che viene calato sulla scena mediante una macchina teatrale per risolvere la situazione quando l'azione è tale che i personaggi non hanno più vie d'uscita.

## Efestione metricologo, suddivisione colometrica della tragedia - Metra in recitativo e cantati

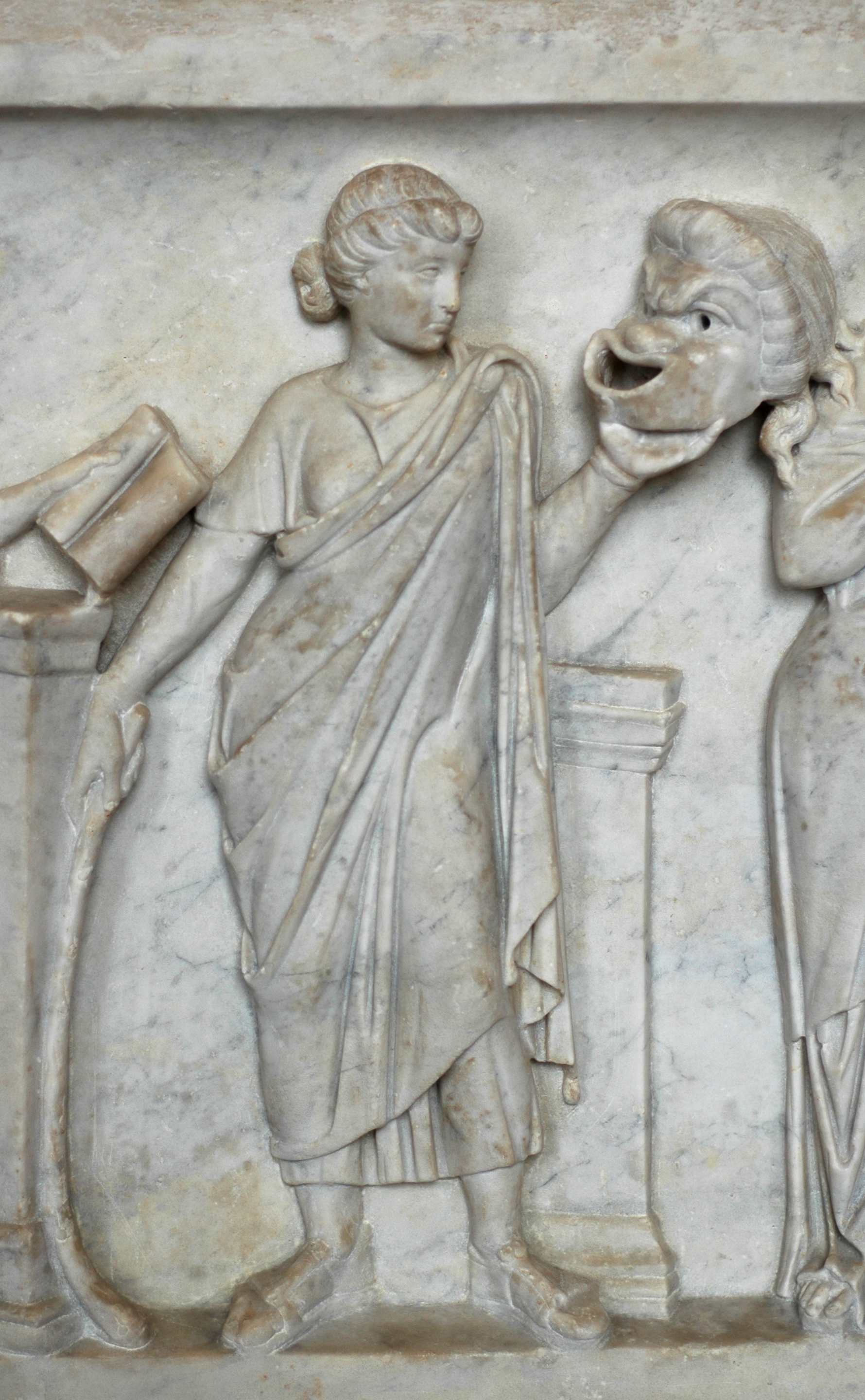
La musa Talia con una maschera comica in mano

Efestione suddivide la sezione del "recitativo - cantato", per un totale di 16 tetrametri trocaici catalettici, in 7 parti:
- 1 - κομμάτιον (pezzettino iniziale del coro, come il coro delle Rane, che poi sparisce)

- 2 - παράβασις (parabasi, parte in recitativo del protagonista in cui parla di situazioni attuali, da mettere in relazione con l'argomento della storia)

- 3 - πνῖγος (strozzatura del canto e invito a riprendere il tema) col dimetro anapestico

- 4 - ᾠδή (canto) che corrisponde con l' ἀντῳδή

- 5 - ἐπίρρημα (esposizione) che corrisponde con ἀντεπίρρημα

- 6 - ἀντῳδή

- 7 - ἀντεπίρρημα

Le parti del "recitativo" sono la quinta, la settima, la prima, la terza, in cui i protagonisti parlano con accompagnamento musicale, le altre sono cantate dal coro.

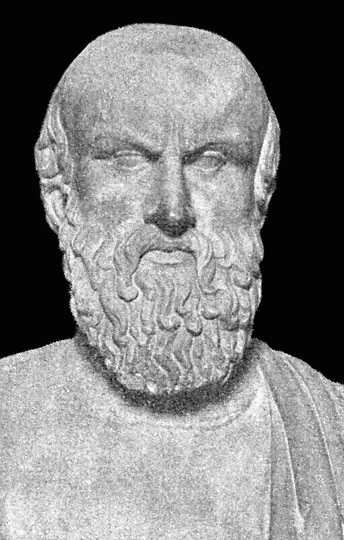
Busto di Eschilo conservato ai Musei Capitolini

Nella commedia l'agone, secondo Efestione, si divide in otto parti, in cui si alternano le sezioni in recitativo per gli attori e quelle liriche per il coro:
- 1 - ᾠδή (ode)

- 2 - κατακελευσμός (esortazione)

- 3 - ἐπίρρημα (esposizione)

- 4 - πνῖγος (strozzatura, invito a riprendere il discorso iniziale)

- 5 - ἀντῳδή

- 6 - ἀντεκατακελευσμός

- 7 - ἀντεπίρρημα

- 8 - ἀντεπνῖγος

Queste corrispondenze di strofe/antistrofe (1 con 5, 2 con 6, 4 con 8, ecc) all'interno del testo possono trovarsi immediatamente l'una appresso all'altra, oppure brevemente separate dalle battute del corifeo o dell'attore con cui si confronta il coro.
Dopo la trattazione di Efestione, alcuni grammatici teorizzarono una nona parte, la σφράσις, ossia la battuta finale che chiude il discorso. Ovviamente le parti 2, 3, 4 e 6, 7, 8 sono in recitativo, mentre 1 e 5 cantate. Il ritmo del recitativo è o giambico (dipodia giambica o dimetro anapestico, ecc), mentre nella sezione dell'agone diventa un tetrametro anapestico catalettico, o un semplice tetrametro trocaico, mentre per le sezioni del πνῖγος/ἀντεπνῖγος, che appunto trattasi di una strozzatura di brusca interruzione, un vero rimprovero a riprendere il filo del discorso, si usa il giambo: il dimetro anapestico.
Le corrispondenze dell'uso costante del tetrametro catalettico, e del giambo anapestico, in queste 8 parti dell'agone nella commedia, sono:
- 2 = 3: ambedue uguali, oppure uno diverso dall'altro, nell'uso del tetrametro catalettico, pur rimanendo nell'ottica delle soluzioni possibili

- 6 = 7 nell'uso del giambo, oppure uno diverso dall'altro, come sopra.

- 4 = 8 in dimetri anapesti, oppure 4 come epodo giambico, e 8 come anapesto (solitamente dimetro).

N.B.
Per quanto riguarda l'uso degli altri tipi di piede nel coro della tragedia e della commedia, ad esempio le Rane di Aristofane (vv. 208-268), i metra sono a libera scelta dell'autore, e non seguono un andamento preciso, a differenza di come ha osservato Efestione per l'agone, il frequente ritornello βρεκεκεκέξ κοάξ κοάξ è un lecizio, termine coniato dagli editori critici che sta a significare "boccetta", in riferimento al comico confronto dei prologhi delle anime di Eschilo ed Euripide negli Inferi, in cui Eschilo sostiene di far entrare in una boccetta i prologhi euripidei troppo zeppi di parole auliche che escono fuori verso (da qui la frequente battuta "ruppe la boccetta", cioè il prologo troppo lungo nella quantità dei versi, strabocca dalla boccetta per l'inesatta misurazione secondo i canoni metrici): il verso in questione è un dimetro trocaico catalettico, dato che trattasi di un agone tra due personaggi, e ammette ad esempio la soluzione di un tribraco nel trocheo.
Ciò vale anche per la tragedia, riguardo la scelta libera dei "cola metrici" da parte degli autori nelle parti dell'amore, e dei canti e delle parti dove l'attore interagisce col coro o il coreuta. Ogni scansione dei metra lirici infatti oggi è segnalata a fine di testo, o nelle note delle edizioni critiche delle tragedie e delle commedie dei Classici. Ad esempio tali note critiche dei testi in Italia, sono riprodotte nelle edizioni Fondazione "Lorenzo Valla".

## Scansione metrica latina

### Regole fondamentali
La prosodia latina si rifece quasi totalmente a quella del greco antico, eccettuato l'uso precedente del saturnio.
- Una sillaba è breve se contiene una vocale breve: si riconosce da quel segno caratteristico, simile a una mezzaluna, tracciato sopra di essa nei vocabolari e nelle grammatiche -ě
- Una sillaba è lunga se contiene una vocale lunga o dittongo: una vocale lunga si riconosce da quel segno caratteristico simile a un trattino, tracciato sopra di essa nei vocabolari e nelle grammatiche -ē
- Una sillaba si dice ancipite se la sua quantità è indifferente; per riconoscere la quantità delle sillabe esistono delle regole grammaticali, che si rifanno alla grammatica del greco antico:
  - I dittonghi (ae, au, ei, eu, oe, ui) sono sempre lunghi
  - Una vocale breve quando è seguita da una o più consonanti, viene considerata lunga (lunga per posizione); e ciò vale anche per le consonanti "doppie" come la X (che si pronuncia "cs", ossia c + s), e anche se le due consonanti fanno parte della parole successiva
  - Una vocale seguita da un'altra vocale è considerata breve (vocalis ante vocalem brevis est)
  - Positio debilis: la vocale che precede due consonanti delle quali la prima è una muta (b, c, d, g, p, ph, t, th) o f + liquida (l, r) è in posizione debole, cioè può essere sia lunga sia breve
  - Unius, istius, ipsius, ullius, totius, cioè che la I di -IUS è sempre lunga
  - La I finale è lunga, e fanno eccezione i termini nisi - quasi; è ancipite in mihi, tibi, sibi, subi, ibi
  - O finale è lunga, fanno eccezione ego, duo, modo
  - U finale è sempre lunga
  - -as, -os, -es finali sono sempre lunghe
  - -is finale è generalmente breve, così come -us.
  - Una parola non monosillaba, che termina in consonante diversa da -s, ha l'ultima sillaba generalmente breve
  - I monosillabi che escono in vocale sono generalmente lunghi, mentre quelli uscenti in consonante sono brevi; ma fanno eccezione i monosillabi sostantivi o aggettivi quali ver, pes, etc., che sono lunghi)
  - Le sillabe che terminano in -s sono lunghe, ma fa eccezione donec, che ha la -ě
  - Sono brevi le enclitiche -que, -ve-, -ne

Le regole di pronuncia sono:
- Legge della baritonesi: in latino l'accento non cade mai sull'ultima sillaba, non esistono dunque parole tronche, come "città" (cit-tà). Tuttavia c'è qualche eccezione, che appartiene ai termini adhùc, illìc, illùc e parole simili; ma in realtà si tratta di parole apocopate, ovvero mutile dell'ultima sillaba, perché in origine erano *adhùce, *illìce, *illùce.

- Legge del trisillabismo o dei tre tempi: in latino, come nel greco antico, l'accento non può mai cadere oltre la terzultima sillaba, quindi può esserci al massimo una parola sdrucciola, tipo tàvolo (o anche ìncipit), ma assolutamente non una parola bisdrucciola, come in italiano "telèfonami".

- Legge della penultima sillaba: nelle parole di tre o più sillabe, si possono verificare due casi:
  - La penultima è lunga, in tal caso l'accento cade su di essa, come vidēre, ossia vidére
  - La penultima è breve, in tal caso l'accento cade sulla sillaba che la precede, come in legĕre = lègere

Come nel greco, il piede è l'unità di misura metrica, cioè un gruppo di sillabe brevi lunghe, riunite sotto un "ictus" (accento ritmico, o colpo). Nel piede si distinguono l'arsi (la parte forte del battere, cioè quella su cui cade l'ictus), la tesi (parte debole "in levare"). Nella metrica latina i piedi principali sono il trocheo, il dattilo, lo spondeo, il giambo, il tribraco, l'anapesto. Sono ascendenti i piedi che cominciano con una tesi (tempo debole), sono discendenti i piedi che cominciano con un'arsi (tempo forte); si dicono a-catalettici i versi che terminano con un piede intero, mentre catalettici i versi che hanno l'ultimo piede mancanti di una o più sillabe (tipo l'esametro dattilico, con la seconda strofe a pentametro, e la prima ad esametro). 
Altri fenomeni importanti:
- iato (lat. hiatus) successione di due vocali non fuse in un dittongo e dunque appartenenti a sillabe diverse. Normalmente, le lingue classiche evitano sempre lo iato, se non a fine di verso (o periodo, o strofa).
- sinafia: (gr. συνάφεια) fenomeno di continuità ritmica tra due cola, che consente a una parola di essere spezzata tra la fine di un colon e l'inizio dell'altro, o nel caso di due vocali contigue, appartenenti a due parole diverse, di essere unite in sinalefe.
- anaclasi (gr. ἀνάκλασις): fenomeno in cui una sillaba breve e una lunga all'interno di un piede o di una sizigia o tra due sizigie contigue invertono la loro posizione (per esempio, un metro giambico ∪ — ∪ — può, per anaclasi, divenire un coriambo — ∪ ∪ —).
- cesura (gr. κοπή, lat. caesura): incisione ritmica all'interno di un verso che divide in due parti un piede.
- dieresi (gr. διαίρεσις, lat. diaeresis): incisione ritmica all'interno di un verso che cade tra due piedi.
- ponte o zeugma (gr. ζεῦγμα, lat. zeugma): punto del verso in cui una parola non può terminare.

### Altre regole
Legenda: Vb = Vocale breve, Vl = Vocale lunga,  D = Dittongo, C = Consonante (C) può esserci o non esserci una consonante
- 1.	Vb + (C) = sillaba breve
- 2.	Vb + C C = sillaba lunga
- 3.	Vl + (C) (C) = sillaba lunga
- 4.	D + (C) (C) = sillaba lunga
- 5.	Vocalis ante vocalem corripitur (“si abbrevia”) bĕatus alĭus
- 6.	La h non ha rilevanza come consonante e viene ignorata nella scansione metrica.
- 7.	Quando è posta all’inizio di parola e seguita da un'altra vocale o quando è intervocalica, la i è consonantica (non vocalica), e perciò non costituisce sillaba: es. iam, Iulius, maior (in italiano dà luogo a una o due g: «già», «Giulio», «maggiore»).
- 8.	La u del gruppo qu (atque, qui, qualis ecc.) è consonantica e non costituisce sillaba.
- 9.	Se una vocale breve è seguita da muta (c, p, t, g, b, d) + liquida (l, r), la sillaba non sempre si allunga (“posizione debole”, positio debilis).
- 10.	Le penultime sillabe sono lunghe se ci cade l’accento in prosa, brevi negli altri casi. victòrem = victōrem fàcimus = facĭmus
- 11.	Le vocali che subiscono apofonia latina (e quindi cambiano) sono brevi: la ă di făcio è breve perché nei composti trovo –fĭcio, una forma che ha subito apofonia; in modo analogo posso dire che la ĭ di abĭgo è breve, perché il verbo deriva da ăgo e ha subito apofonia.
- 12.	Nei polisillabi le sillabe finali in consonante diversa da –c e –s sono brevi: amăt, supĕr.
- 13.	Elisione (in senso generale)

- a.	Sinalefe (dal greco συναλοιφή, «fusione, contrazione»): si ha nell’incontro diretto fra due vocali; nella pronuncia comporta l’elisione della prima vocale. Ad esempio pumice expolitum dà luogo a pumic(e)-expolitum con fusione delle due e, finale e iniziale (lettura: pumic’expolitum); sive in dà luogo a siv(e)-in (lettura: siv’in). La sinalefe si verifica anche nella metrica italiana: es. e-il naufragar m’è dolce-in questo mare. Tuttavia in italiano si fa avvertire nella lettura una compresenza delle due vocali in una stessa sillaba, piuttosto che una vera e propria elisione. Tale compresenza doveva probabilmente sussistere anche nell’antica pronuncia latina.
- b.	Ectlipsi (dal greco ἐκθλίψις, «soppressione, elisione»): si ha nell’incontro fra una sillaba finale di parola, composta da vocale + m e una sillaba iniziale di parola in vocale. Ad esempio horribilem et dà luogo a horribi(lem)-et (lettura: horribil’et); stellarum ortus dà luogo a stellar(um)-ortus (lettura: stellar’ortus).
- c.	Aferesi (dal greco ἀφαίρεσις, «eliminazione»): è un’elisione che nella lettura sopprime la vocale iniziale della parola seguente e non la vocale finale (o il gruppo vocale + m) della parola precedente (come avviene invece nella sinalefe e nell’ectlipsi); si verifica di norma con le forme del verbo sum (es, est). Ad esempio: mea est dà luogo a mea-(e)st (lettura: meast); molestum est dà luogo a molestum-(e)st (lettura: molestumst).
- 14.	Iato (dal latino hiatus, «apertura [della bocca]»): è figura inversa rispetto all’elisione; si verifica quando fra vocali che fanno parte di sillabe diverse non avviene l’usuale sinalefe, e perciò le due vocali costituiscono due sillabe distinte. Ad esempio: male! o (Catullo, Carmina 3, v. 16), dove la vocale finale e di male davanti alla seguente o non dà luogo alla sinalefe (mal’o) ma a uno iato con due sillabe separate (male – o).

L’esametro è stato definito strofe in miniatura (E. Fränkel), perché è formato, di solito, da quattro unità (cola metrici), divisi da tre brevi pause (incisioni), una del gruppo A, una del gruppo B, una del gruppo C (L. E. Rossi).
Le incisioni si definiscono:
- cesure, quando dividono un piede (maschili se cadono fra tempo forte e tempo debole, femminili se cadono all’interno del tempo debole)
- dieresi, quando separano due piedi
Incisioni del gruppo A:
- A1 cesura della prima sillaba (m.)
- A2 cesura del primo trocheo (f.)
- A3 dieresi del primo dattilo
- A4 cesura tritemimere (m.)

Incisioni del gruppo B:
- B1 cesura pentemimere (m.)
- B2 cesura trocaica (f.)

Incisioni del gruppo C:
- C1 cesura eftemimere (m.)
- C2 dieresi bucolica

Non c’è mai fine di parola alla fine del terzo dattilo, per evitare che l’esametro si divida in due parti uguali e la recitazioni risulti monotona.
È assai rara la fine di parola al quarto trocheo, per evitare l’impressione di fine anticipata del verso (ponte di Hermann).

## I tipi di verso nella poesia latina
I versi caratteristici della letteratura latina, sia epica, che lirica, che teatrale, sono riadattamenti degli originali greci, come l'esametro dattilico, il distico, il trimetro (in teatro è usato il senario giambico), il dimetro anapestico per alcune parti del coro teatrale, il tetrametro trocaico, e via dicendo. Valgono quasi come nella letteratura greca, le specifiche regole metriche di ciascun tipo di verso.

## Esametro dattilico e distico elegiaco
Esametro dattilico
Questo è il verso usato dai latini per l'epica, dopo l'abbandono del saturnio, a cominciare con gli Annales di Quinto Ennio, e proseguito con Lucrezio, Virgilio, Ovidio, Marco Anneo Lucano, Silio Italico ecc. L'esametro si compone di sei piedi dattilici (esapodia) di cui l'ultimo tronco catalettico. Formato dalla sequenza sillabica di una lunga + due brevi (dattilo, 6 dattili per l'esametro), l'ultimo dei quali termina con sole due sillabe, per la caduta della seconda sillaba breve del piede. Nella sesta sede (sesto piede) non si ha mai un dattilo puro, ma un trocheo (— ∪), un piede formato dalla successione di sillaba lunga + breve, oppure considerando che l'ultima sillaba di un verso può essere ancipite, sia breve che lunga (il noto segno X), uno spondeo.

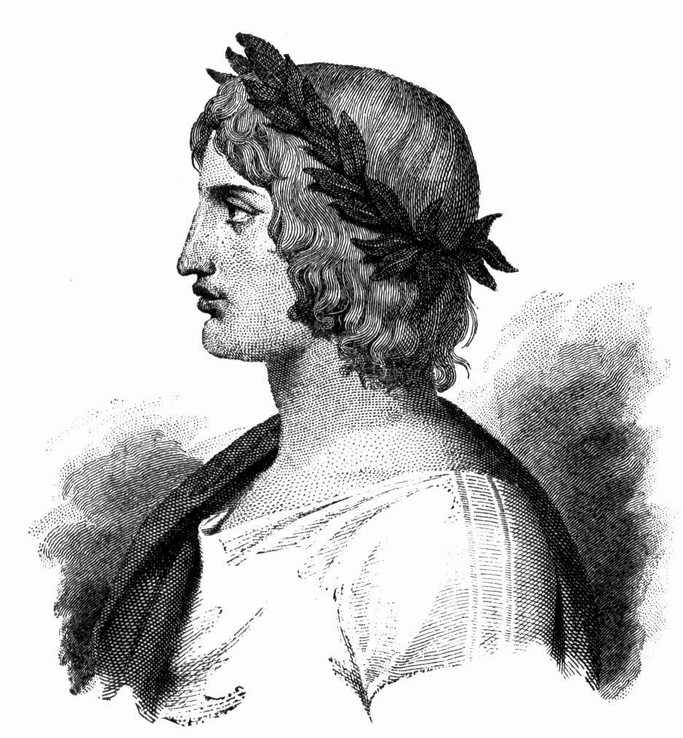
Incisione del poeta Virgilio

Nelle prime cinque sedi invece, assai raramente nella quinta, il dattilo per il principio di isocronia (uguaglianza dei tempi primi: 4 sia per il dattilo che per lo spondeo), può essere sostituito da uno spondeo, nel caso della quinta la sostituzione avviene solo di rado, e in tal caso tale esametro è detto "olospondaico", composto solo da spondei. Si può avere cesura dopo la sillaba accentata del terzo piede (la pentemimere) o dopo la prima breve del terzo piede (cesura trocaica), o ancora ma molto rara, dopo la sillaba accentata del quarto piede (cesura eftemimere). Meno frequente è la cesura dopo la sillaba accentata in seconda sede (la tritemimere). Si ha la cosiddetta dieresi bucolica in coincidenza della fine del quarto piede.
Sulla prima sillaba lunga di ognuno dei sei piedi si colloca l'ictus o l'accento metrico "′", il ritmo è determinato dal succedersi di sillabe accentate (toniche) e non accentate (atone).
- Virgilio: Bucoliche (I, v1):

Tìtyre, tù patulaè recubàns sub tègmine fàgi

sìlvestrèm tenuì Musàm meditàris avèna.
- - Schema delle cesure e delle dièresi:

a = semiternaria b = semiquinaria c = trocaica d = semisettenaria e = dièresi bucolica
Esempio:
- Tìtyre, tù patulaè || recubàns sub tègmine fàgi (cesura semiquinaria)

sìlvestrèm || tenuì Musàm || meditàris avèna (cesure semiternaria + semisettenaria)
Si dice "maschile" la cesura che segue un'arsi (prima posizione lunga di un piede); mentre "femminile" quella che non segue un'arsi, la poesia latina di solito preferisce le cesure maschili.
Distico elegiaco
Si tratta insieme all'esametro dattilico, la più antica forma strofica adottata nella poesia latina, come nell'elegia greca. Consiste nella successione dell'esametro e del pentametro dattilico, come nel greco. Per quanto già detto dell'esametro dattilico usato nell'epica e in particolare in alcuni componimenti poetici non epici, come nelle Bucoliche - Georgiche di Virgilio, si passi al pentametro dattilico.
In realtà il termine è improprio, come nel greco, per un'errata interpretazione dei grammatici alessandrini: si tratta dell'unione di due mezzi esametri dattilici, o meglio della ripetizione del mezzo esametro dalla cesura pentemimere maschile, a differenza dell'esametro, composto da due hemiepes.

Sequenza base di un pentametro dattilico

Si ha dunque la successione di dattilo + dattilo + sillaba lunga (primo mezzo esametro), e di nuovo dattilo + dattilo + sillaba lunga o breve (il secondo mezzo esametro). Con la fine del primo mezzo esametro i poeti fanno terminare anche la parola, in modo che non rimanga sospesa o tronca in vista della cesura pentemimere; nel primo mezzo esametro i due dattili possono essere sostituiti da spondei, nel secondo no. L'ictus cade sulla prima sillaba lunga del primo dattilo, e del secondo e del terzo e del quarto; nonché sulla lunga che termina il primo emistichio, e sulla sillaba ancipite con cui si chiude il secondo emistichio, e con esso il verso stesso.
- Catullo: Liber, n. 72:

Dìcebàs quondàm | solùm te nòsse Catùllum,

Lèsbia, nèc prae mè | vèlle tenère Iovèm.

## Endecasillabo falecio e Senario giambico

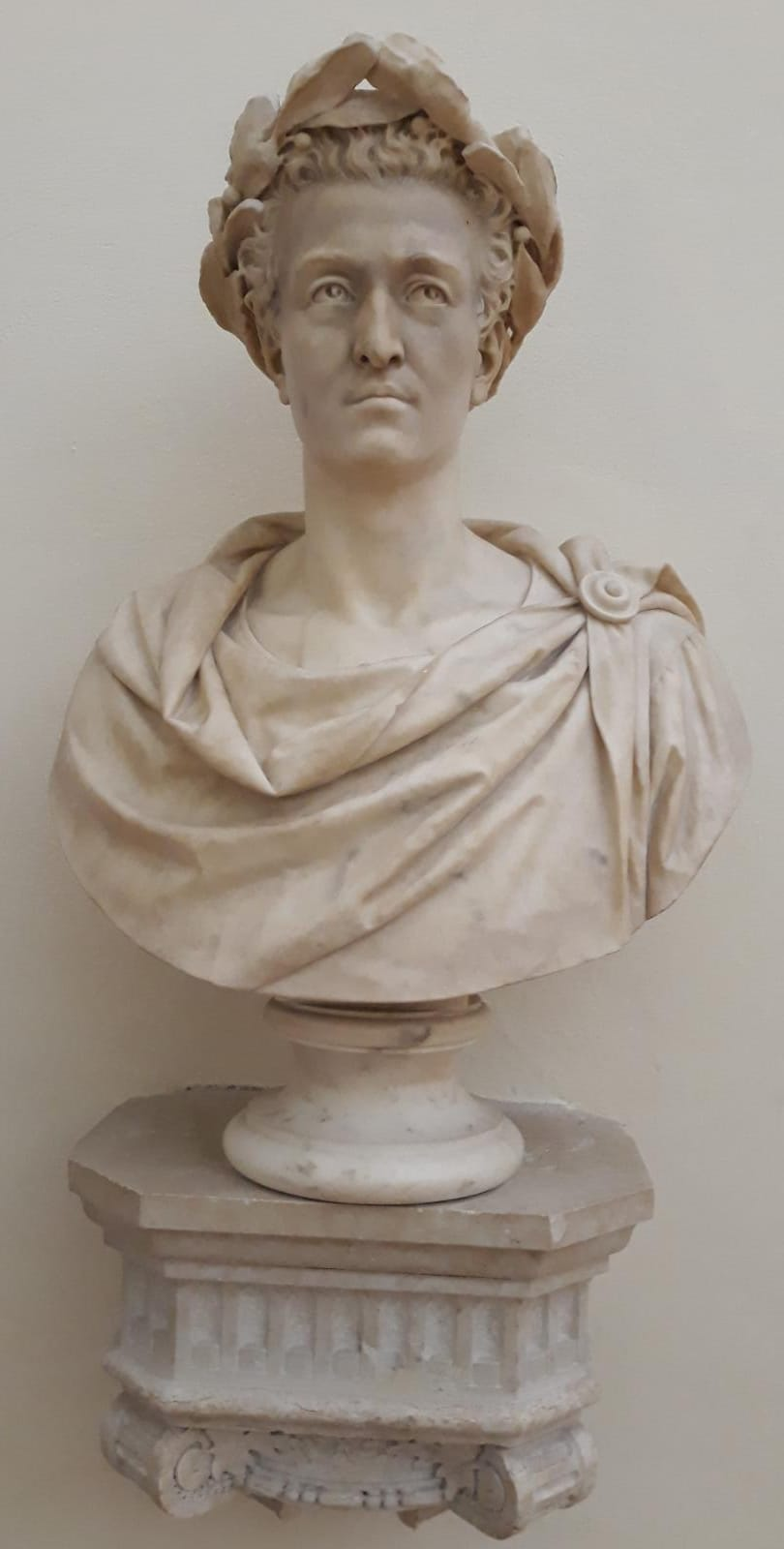
Il busto di Catullo presso la Protomoteca della Biblioteca civica di Verona

L'endecasillabo falecio è tipico del latino, si tratta di un verso composto da 11 sillabe, e prende il nome dal poeta ellenistico Faleco, dal momento che il verso era stato già usato da Alcmane e Saffo (endecasillabo eolico). Probabilmente il nome è dovuto al fatto che Faleco per primo impiegò in serie questo, e poi venne ripreso dai poeti latini, di cui il massimo esponente è proprio Catullo, che lo usa per descrivere situazioni e aspetti dal sapore scherzoso e giocondo. Lo schema è:
X X {\displaystyle {\acute {-}}} ∪∪ {\displaystyle {\acute {-}}} ∪ {\displaystyle {\acute {-}}} ∪ {\displaystyle {\acute {-}}} Ū
- Catullo, Liber, I:

Cùi donò lepidùm novùm libèllum

àridà modo pùmice èxpolìtum?
alquanto discussa è la struttura del verso, tuttavia generalmente si spiega come una pentapodia formata da una base eolica libera, cioè X X, che possono essere brevi o lunghe a seconda della vocale della parola dello specifico verso, poi da un dattilo, e tre trochei.
La base è per lo più spondiaca, meno spesso trocaica e molto raramente giambica. Talvolta in seconda sede le due brevi del dattilo si condensano in una sola lunga, pertanto anche in seconda sede si può trovare uno spondeo. La cesura prevalentemente cade dopo il quinto elemento, ovvero dopo la sillaba lunga (arsi) del primo trocheo, vale a dire la cesura pentemimere.
Catullo, Liber, 55: Cúi donó lepidúm | novúm libéllum
Talvolta la cesura è nel terzo elemento, ovvero dopo la sillaba lunga (arsi) del dattilo, cioè la cesura tritemimere:
áridá | modo púmic‿éxpolítum
Più di rado la cesura ricorre al settimo elemento, dopo la sillaba lunga del secondo trocheo, cioè è la cesura eftemimere:

## Il giambo nella metrica latina - il senario
Senario giambico
Si tratta di un accomodamento del trimetro giambico greco. Il senario è così chiamato in quanto misurato a differenza del trimetro in rapporto ai sei piedi, e non ai metri, viene usato nella letteratura latina nel teatro, nelle parti dialogate e non nel coro, ricorrente in Plauto, Terenzio, Lucio Anneo Seneca ed anche nelle Favole di Fedro, nonché dei poeti satirici come Lucilio, i cui temi si sposano molto bene con la caratteristica di "colpire" tipica dell'invettiva di Archiloco o Ipponatte nella letteratura greca.
Il senario giambico è composto da sei piedi giambici (∪ —) e 12 elementi. Per elemento si intende una lunga —, due brevi ∪ ∪, o una sola breve ∪, cioè mezzo piede. Di questi 12 elementi l'ultimo è indifferente, è indicato con U e il punto coronato, segno che la sillaba può essere lunga o breve a seconda del caso, e il penultimo invece è sempre breve.

Lo schema è: 
Nei primi cinque piedi la sillaba breve del giambo ovvero l'elemento dispari, è ancipite, rappresentata dal simbolo X, e pertanto può essere sostituita da una lunga "irrazionale" o da due brevi; la lunga del giambo (elemento pari) invece può essere risolta solo dalle due brevi equivalenti (sostituzione razionale). Gli elementi pari guidano il ritmo del verso "di tipo ascendente", e corrispondono ai cosiddetti tempi forti.
Pertanto ognuno dei primi cinque piedi del senario può assumere uno di questi aspetti:
- ∪ {\displaystyle {\acute {-}}}: giambo puro
- — {\displaystyle {\acute {-}}}: giambo con lunga irrazionale in posizione debole (apparente spondeo)
- ∪∪ ∪∪: giambo con lunga irrazionale in posizione debole, risolta in due brevi e con lunga in posizione forte risolta in due brevi (schema "proceleusmatico"); è una soluzione rara, in Fedro ricorre solo in prima sede.
- ∪ ∪ ∪: giambo con lunga in posizione forte, risolta in due brevi - schema apparente tribraco
- — ∪ ∪: giambo con la breve in posizione debole allungata irrazionalmente, e con la lunga in posizione forte sciolta in due brevi - schema apparente dattilo.
- ∪∪ {\displaystyle {\acute {-}}}: giambo con la breve di posizione debole allungata irrazionalmente, e poi sciolta in due brevi - schema apparente anapesto.

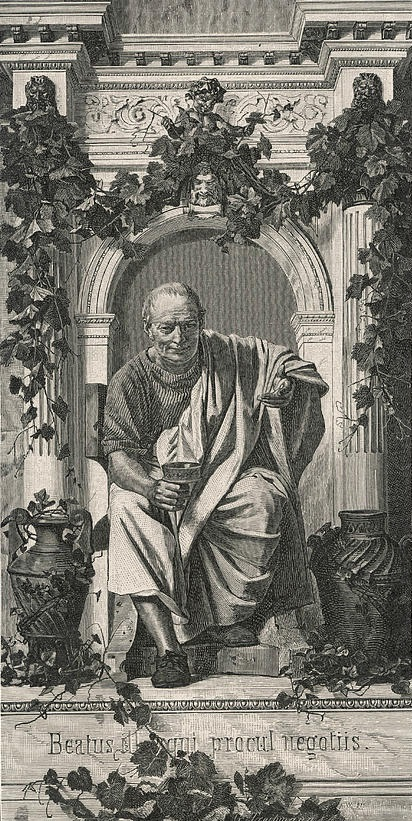
Ritratto di Orazio, di Anton von Werner

La cesura più frequente è la semiquinaria (pentemimere), ovvero quella posta al quinto elemento, o più raramente dopo il settimo elemento (eftemimere), e dopo il terzo (tritemimere), generalmente sono accoppiate.
Un esempio - Catullo, I, 4:
Phasèlus ìlle quèm vidètis, hòspitès
Senario giambico scazonte
Si riallaccia al trimetro giambico ipponatteo o "zoppicante", allo schema metrico classico del trimetro, accade che dalla penultima sede l'allungamento della sillaba breve produce un'alterazione caricaturale dell'andamento ritmico. Nella recitazione ciò produce l'impressione di una deformazione che richiama appunto l'idea dello zoppicare, da cui il nome stesso del verso. Questo trimetro è detto anche coliambo, in latino è frequente in Catullo e nell'opera Mimiambi di Eroda.
- Catullo, I, 8:

Misèr Catulle, dèsinas inèptìre

## Poesia monodica - Strofe saffica e Asclepiadeo nella poesia latina
Strofe saffica minore
Si compone di 3 endecasillabi saffici (str: — ∪ — X — ∪ ∪ — ∪ — ∪ — X) + adonio (dimetro dattilico catalettico) — ∪ ∪ — X.
Nella poesia romana la strofe saffica minore fu utilizzata da Catullo nel Carme XI e nel Carme LI, da Orazio in 25 delle sue Odi, da Papinio Stazio nel Libro IV delle Silvae e da Ausonio Decimo Magno nella Ephemeris
- Catullo, I, 11

Fùr‿et Àurelì, comitès Catùlli,

sìv‿in èxtremòs penetràbit Ìndos,

lìtus ùt longè resonànt‿Eòa

tùnditur ùnda.
Strofe alcaica
La strofe alcaica è composta da due endecasillabi, un enneasillabo e un decasillabo. Talvolta la si può trovare disposta su tre versi, poiché vengono l'enneasillabo al decasillabo. Si tratta però di un errore, visto che l'unione non è giustificata per l'assenza della sinafia.
Lo schema è:
X— ∪— X —∪∪ —∪ X
X— ∪— X —∪∪ —∪ X
X— ∪— X —∪ —X
—∪∪ —∪∪ —∪ —X
Es.
Ēheū fŭgācēs, Pōstŭmĕ, Pōstŭmĕ
lābūntŭr ānnī, nēc pĭĕtās mŏrām
rūgīs ĕt īnstāntī sĕnēctaē
ādfĕrĕt īndŏmĭtaēquĕ mōrtī
(Orazio, Carme II 14, 1-4)
- Catullo, I, 9:

Vidès ut àlta | stèt nive càndidum

Soràcte nèc iam | sùstineànt onus

silvaè labòrantès gelùque

flùmina cònstiterìnt acùto.

Asclepiadeo catulliano e oraziano
I versi e le strofe asclepiadee prendono il nome dal poeta Asclepiade di Samo, anche se l'inventore di questi versi non è certificato, perché sia l'asclepiadeo maggiore che minore sono già noti dai lirici di Lesbo Saffo e Alceo, forse Asclepiade compose carmi oggi perduti in questo verso, e dunque la tradizione ne attribuì la paternità, come sostiene Orazio nella sua Ars poetica.
- Asclepiadeo minore: secondo la teoria di Efestione è un'esapodia giambica acatalettica, la sola terza dipodia però vi mostra l'andamento giambico puro, mentre le altre due unità di misura prendono la forma di antispasti, di cui il primo può avere nella prima sede la lunga irrazionale, e può talora essere sostituito da una dipodia trocaica. L'antispasto è una dipodia giambica che nella seconda parte viene battuta a contrattempo: la dipodia trocaica può essere considerata come una dipodia giambica del tutto battuta a contrattempo.[23]

A metà della seconda dipodia c'è una pausa frequente, ma non obbligatoria in greco, al contrario in Orazio, che dà pure la forma costante di spondeo al primo piede. Lo schema metrico: ∪′∪ — ∪∪ — — ∪∪ — ∪ —
Probabilmente l'asclepiadeo minore è da considerare in Orazio come un'esapodia logaedica con lo spondeo irrazionale nel primo piede, due dattili di tre tempi nella seconda e quarta sede, una lunga di 3 tempi nella terza sede e nella pausa verso la fine.
- Asclepiadeo maggiore: è identico al minore, eccezione che il secondo antispasto è ripetuto. Negli originali greci si ha la cesura a metà della seconda, e a metà della terza dipodia. Tali cesure, usate da Catullo come i Greci in maniera facoltativa, in Orazio diventano obbligatorie, il quale ne fa lo stesso uso del minore, solo che dopo la sillaba di tre tempi, un altro dattilo di tre tempi e un'altra sillaba pure di tre tempi: quest'aggiunta rispetto all'asclepiadeo minore è compresa tra due pause.
In Orazio ci sono 5 sfumature della strofe, a meno che le odi composte di soli asclepiadei minori o di soli maggiori non vogliano considerare come composizioni monostiche.

Resterebbe dunque un sistema distico asclepiadeo, dove si alternano un gliconeo II (identico all'asclepiadeo minore con in meno l'antispasto di mezzo) con un asclepiadeo minore, e poi 2 strofe, una composta di 3 asclepiadei minori chiusi da un gliconeo II e un'altra risultante da due asclepiadei minori, seguiti da un ferecrateo II (uguale al gliconeo II con in meno l'ultima sillaba) e da un gliconeo II. 
Lo schema dell'asclepiadeo maggiore: 
- Catulliano: — — — ∪∪ — — ∪∪ — — ∪∪ — ∪ — Ū

Catullo, Liber, I, 30
Àlfen‿ìmmemor àt || qu‿ùnanimìs || fàlse sodàlibùs,

iàm te nìl miserèt, || dùre, tuì || dùlcis amìculì? 
- Oraziano: — — — ∪ ∪ — | — ∪∪ — | — ∪∪ — ∪ — Ū

Orazio, Carmina I, 11, 1
Tū nē quaēsǐĕrīs, || scīrĕ nĕfās, || quēm mǐhǐ, quēm tǐbǐ

## La prosa ritmica e ilcursus
Sebbene normalmente non vincolata agli schemi metrici, anche la prosa, in determinati casi, per motivi enfatici, può piegarsi ai suoi schemi. In particolare nella teorizzazione e nella pratica retorica divenne uso comune, tanto nel mondo greco che nel mondo romano, dare particolar rilievo al punto più importante e sensibile del periodo, la clausola finale, facendole assumere un particolare ritmo.
Tale abitudine sopravvisse alla fine della metrica quantitativa e nel corso del Medioevo (soprattutto dopo il Mille) rimase prassi comune, nella prosa latina (ma anche in quella volgare del Due-Trecento), chiudere i periodi con clausole (o cadenze) metriche, non più basate sulla quantità, ma sugli accenti, secondo diversi tipi standardizzati di cursus (sostanzialmente tre: cursus planus, cursus tardus, cursus velox). La prosa ritmica era usata in particolare dalle varie cancellerie europee per la redazione delle epistole ufficiali.